# Рыбинск
Ры́бинск (с 15 марта 1984 по 4 марта 1989 — Андро́пов) — второй по величине город в Ярославской области России. Город расположен в 82 км от областного центра города Ярославля. Административный центр Рыбинского района, в который не входит, обладает статусом города областного значения и образует городской округ город Рыбинск. Расположен у слияния рек Волги, Шексны и Черёмухи. Городу присвоено почётное звание Российской Федерации «Город трудовой доблести». 5 июня 2025 года Рыбинск вошел в национальный туристский проект Золотое кольцо России.
Город считается преемником поселения Усть-Шексна, которое было расположено на другом берегу Волги от исторического Рыбинска. Первое летописное упоминание об Усть-Шексне относится к 1071 году, что делает Рыбинск одним из пяти древнейших городов области (950 лет в 2021 году). Статус города Рыбинск получил в 1777 году по указу Екатерины II «О преобразовании Рыбной слободы в город Рыбной».
До Октябрьской революции крупнейший в России центр торговли зерном, перегрузочный центр Мариинской водной системы, прозванный «столицей бурлаков».
В советское время основой экономики города становится моторостроительный завод, ныне известный под наименованием ПАО «ОДК-Сатурн». После строительства в 1930-х годах Рыбинской ГЭС к северо-западу от города было создано Рыбинское водохранилище, крупнейший для своего времени искусственный водоём мира.
Численность населения на 1 января 2021 года 182 383 человека (зарегистрированное население).

## География

### Географическое положение

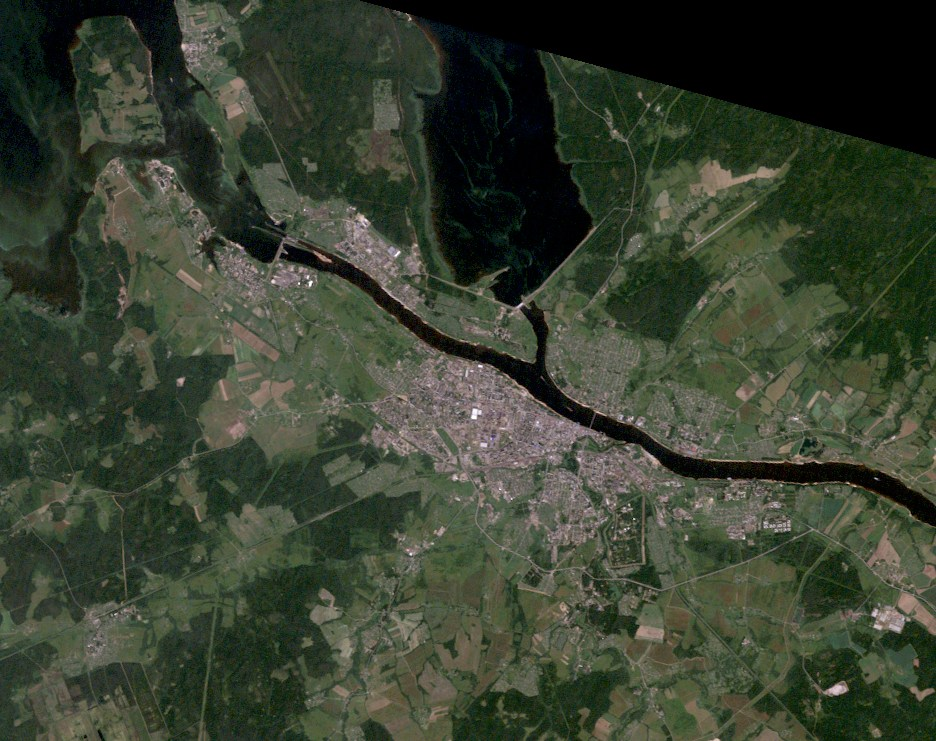
Космический снимок Рыбинска, спутник LandSat-5, 11 июля 2011 г.

Рыбинск расположен на Молого-Шекснинской низменности, на берегах реки Волги (ныне часть Горьковского водохранилища), в равнинной, местами заболоченной местности, вблизи места выхода реки из Рыбинского водохранилища, образованного около впадения реки Шексны в реку Волгу.
Город расположен в самой северной точке Волги. До Рыбинска она течёт, в основном, на северо-восток, от Рыбинска поворачивает на юго-восток. Город ориентирован вдоль реки, лежит на обоих её берегах, но историческая часть находится на правом берегу. Протяжённость Рыбинска вдоль Волги 22 километра при ширине не более 6 километров.
Через город проходит условная граница зоны смешанных лесов и тайги.
Город расположен в 270 км к северу от столицы России города Москвы и в 82 км к северо-западу от города Ярославля.

### Гидрография
Исторический центр города ограничен реками Волгой, её правым притоком Черёмухой, левым притоком Черёмухи Коровкой и левым притоком Коровки Дресвянкой или Пахомовским ручьём. Местность по правому берегу Черёмухи в городе называется «За Черёмухой», а окраина по правому берегу Пахомовского ручья — «За Пахомовским мостом». Небольшая речка Уткашь, впадающая в Волгу по течению ниже Черёмухи, отделяет восточную часть города — Копаево. Другой правый приток Волги — Фоминский ручей протекает по северо-западной окраине и отделяет от города микрорайон Переборы. В левобережной части города протекает ручей Крутец и речка Селянка, отделяющие от заволжской части города его восточную окраину Слип. Приток Шексны ручей Инопаш ограничивает заволжскую часть с севера.
В черте города расположен гидроузел Рыбинской ГЭС, образующий Рыбинское водохранилище. Особенность рыбинского гидроузла в том, что он находится на двух реках: Волге и Шексне. Реки Шексна, Волга и Молога, слившись, образовали широкое, но мелководное водохранилище. Между старым руслом Шексны, водохранилищем и Волгой образовался довольно протяжённый остров.

### Часовой пояс
Рыбинск находится в часовой зоне МСК (московское время). Смещение применяемого времени относительно UTC составляет +3:00. В соответствии с применяемым временем и географической долготой средний солнечный полдень в Рыбинске наступает в 12:21.

### Климат
Город находится в зоне умеренно континентального климата, велико смягчающее влияние Атлантики. Зима начинается во второй половине ноября и продолжается четыре месяца, с частыми оттепелями. Самый холодный месяц — январь, когда бывают морозы до −30…35 °C. Суровых зим за последние годы не наблюдается. Весна приходит во второй половине марта и длится примерно 2 месяца. Погода весной обычно сухая и малооблачная, происходит быстрый рост температуры и полностью сходит снег. Лето наступает во второй половине мая, но возможны кратковременные возвраты холодов. Лето умеренно тёплое и влажное, длится примерно три с половиной месяца. Самый тёплый месяц — июль, когда часто стоит жаркая погода с дневными температурами до +30 градусов. Осень начинается в первых числах сентября, но понижение температуры происходит медленно, поэтому до середины месяца стоит относительно тёплая и солнечная погода. В конце сентября погода становится пасмурной, часто идут дожди. В октябре начинаются заморозки, а во второй половине месяца возможно выпадение первого снега. Средняя температура в октябре +5 градусов. В ноябре температура воздуха обычно неустойчивая и сильно меняется от года к году. Это может быть как последний месяц осени, с пасмурной погодой и частыми дождями, так и первый месяц зимы, с морозами и устойчивым снежным покровом. Средняя температура января −10,2 °C, июля +18,3 °C. Годовое количество осадков — 650 мм.
Поздней осенью и ранней зимой, когда водохранилище ещё не замёрзло, при прохождении холодного фронта может возникать снежный эффект озера.
| Показатель                          | Янв.  | Фев.  | Март  | Апр.  | Май  | Июнь | Июль | Авг. | Сен. | Окт.  | Нояб. | Дек.  | Год   |
| ----------------------------------- | ----- | ----- | ----- | ----- | ---- | ---- | ---- | ---- | ---- | ----- | ----- | ----- | ----- |
| Абсолютный максимум, °C             | 7     | 6,2   | 17,3  | 28    | 33,6 | 35   | 37,2 | 36   | 29,4 | 24,8  | 14,6  | 8,9   | 37,2  |
| Средний суточный максимум, °C       | −7,1  | −6,1  | 0,3   | 9     | 16,6 | 21   | 23   | 20,8 | 14,8 | 7,5   | 0     | −4,5  | 8,2   |
| Средняя температура, °C             | −10,2 | −9,9  | −4    | 4     | 11,3 | 16,1 | 18,3 | 16,1 | 10,5 | 4,5   | −2,3  | −7,1  | 4,2   |
| Средний суточный минимум, °C        | −13,6 | −13,6 | −7,9  | 0     | 6,6  | 11,6 | 14   | 12,1 | 7,2  | 2,1   | −4,5  | −10   | 0,6   |
| Абсолютный минимум, °C              | −40,1 | −38,9 | −34,6 | −21,9 | −3,1 | 0,8  | 5,2  | 0,3  | −5,9 | −17,8 | −26,3 | −42,6 | −42,6 |
| Норма осадков, мм                   | 42    | 32    | 33    | 35    | 50   | 74   | 81   | 83   | 69   | 57    | 48    | 46    | 650   |
| Источник: Climatebase.ru, Метеоинфо |       |       |       |       |      |      |      |      |      |       |       |       |       |

## Палеонтология
В окрестностях Рыбинска обнаружены окаменелости темноспондильных амфибий, обитавших в раннем триасовом периоде. Ископаемые остатки Thoosuchus и бентозуха (Benthosuchus) найдены в верхней части рыбинского горизонта нижнеоленёкского подъяруса.

## Герб и флаг

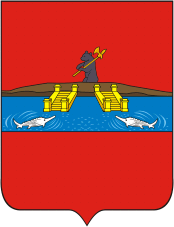
Герб 1778 года

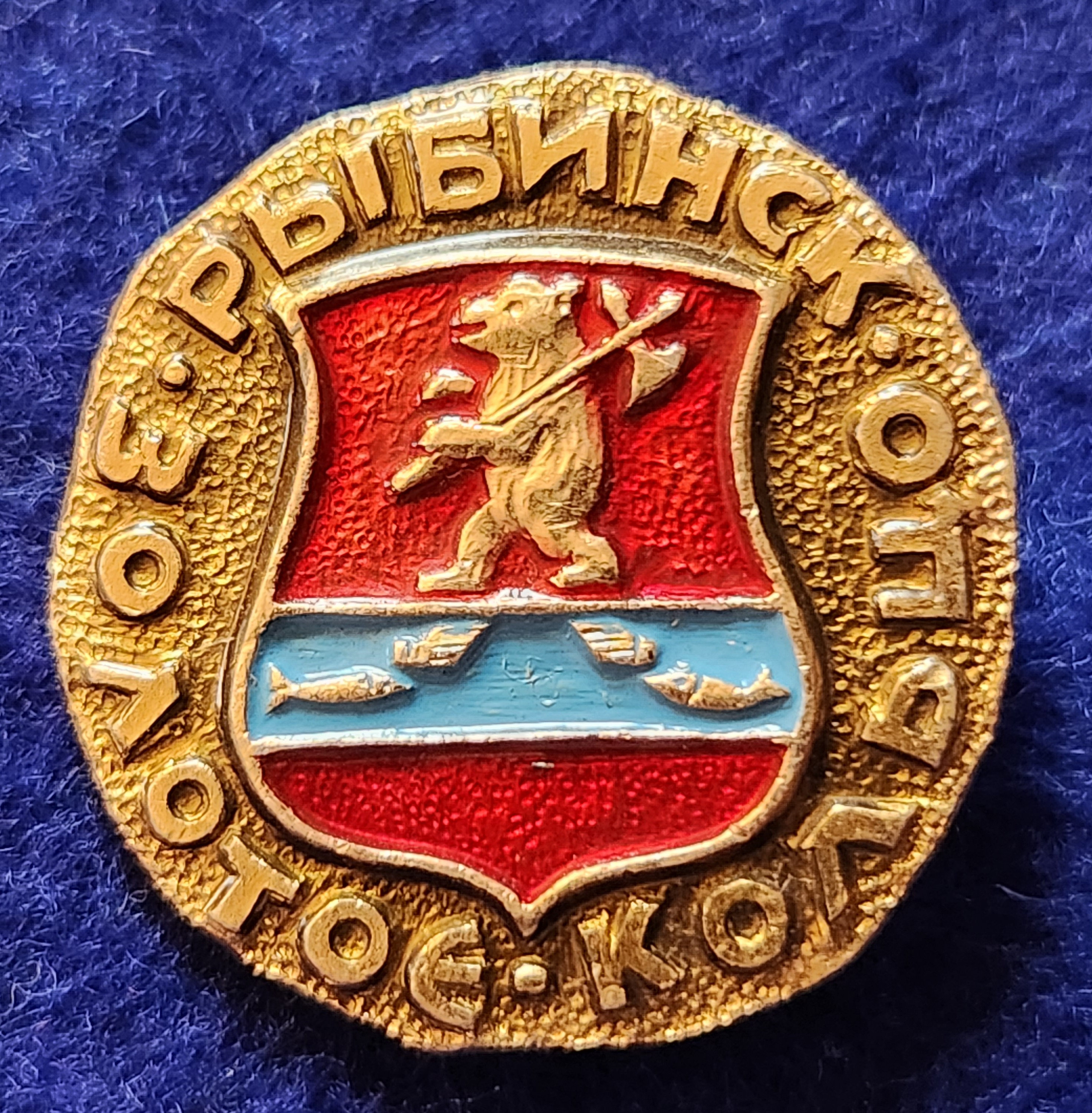
Рыбинск значок герб из серии Золотое Кольцо России

Герб городу Рыбинску был пожалован по указу от 3 августа 1777 года императрицей Екатериной II (как и статус города). Утверждён законом от 20 июня 1778 года. «Щит в червлёном поле: главная часть Ярославского наместнического герба: выходящий из-за реки медведь, держащий в левой лапе золотую секиру, при оной реке пристань; две же стерляди доказывают изобилие той рыбы.»
Рыбинский герб представляет собой красный щит, разделённый на две части. В верхней — выходящий из-за реки медведь с золотой секирой на левом плече, показывающий принадлежность города к Ярославской области. Красный цвет поля символизирует храбрость, мужество, неустрашимость. В нижней части изображён голубой пояс и две стерляди, свидетельствующие об изобилии воды и рыбы. Из воды на холм идут две лестницы, обозначающие пристань, с которой Екатерина II всходила 9 мая 1767 года в рыбинский собор слушать божественную литургию.
Стерляди на гербе Рыбинска связаны именно с наличием перекатов на Волге выше Переборов. Эта «царская» рыба семейства осетровых доставлялась к царскому столу именно из Рыбинска.

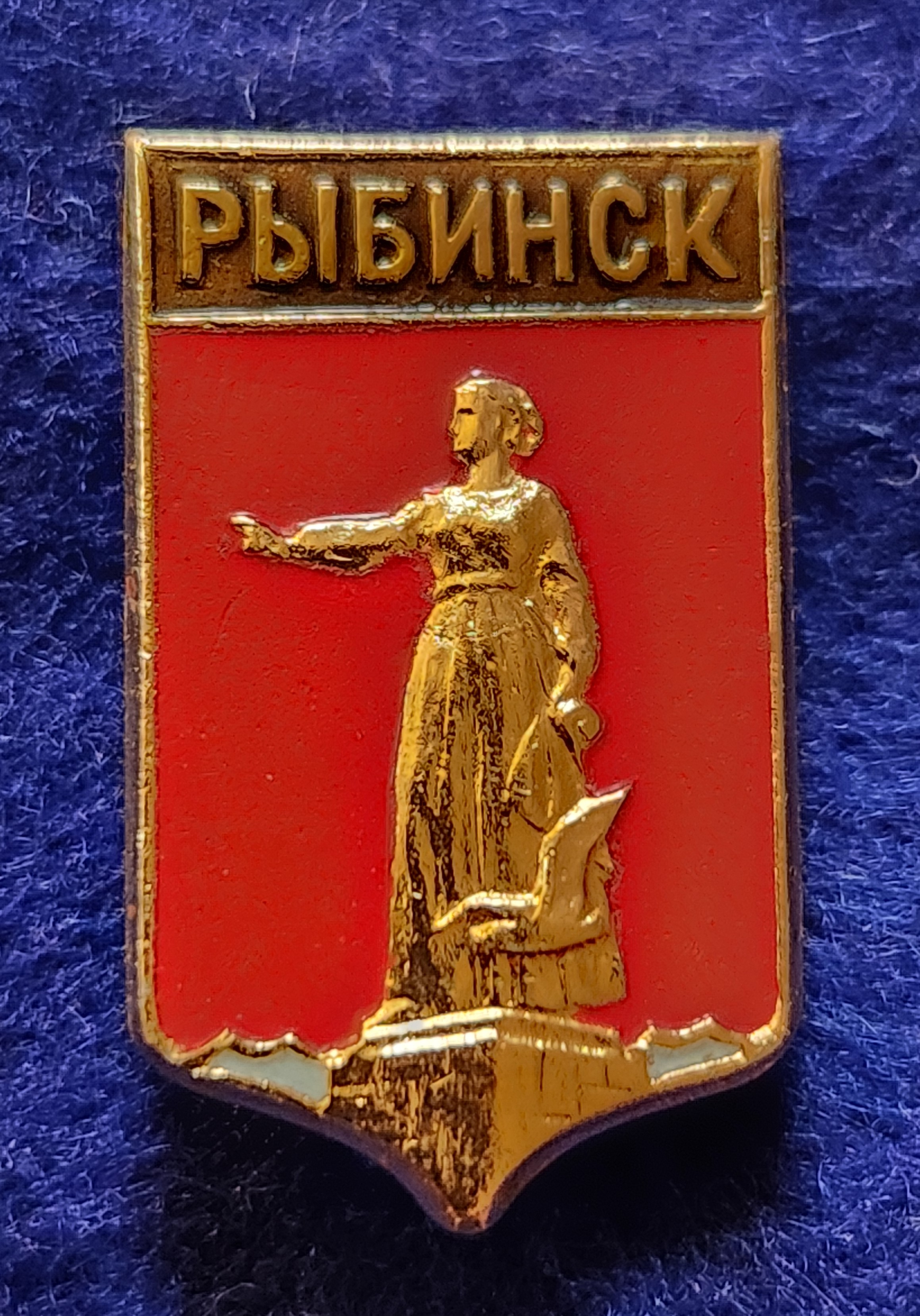
Рыбинск значок с изображением монумента Мать-Волга

## История

### Возникновение

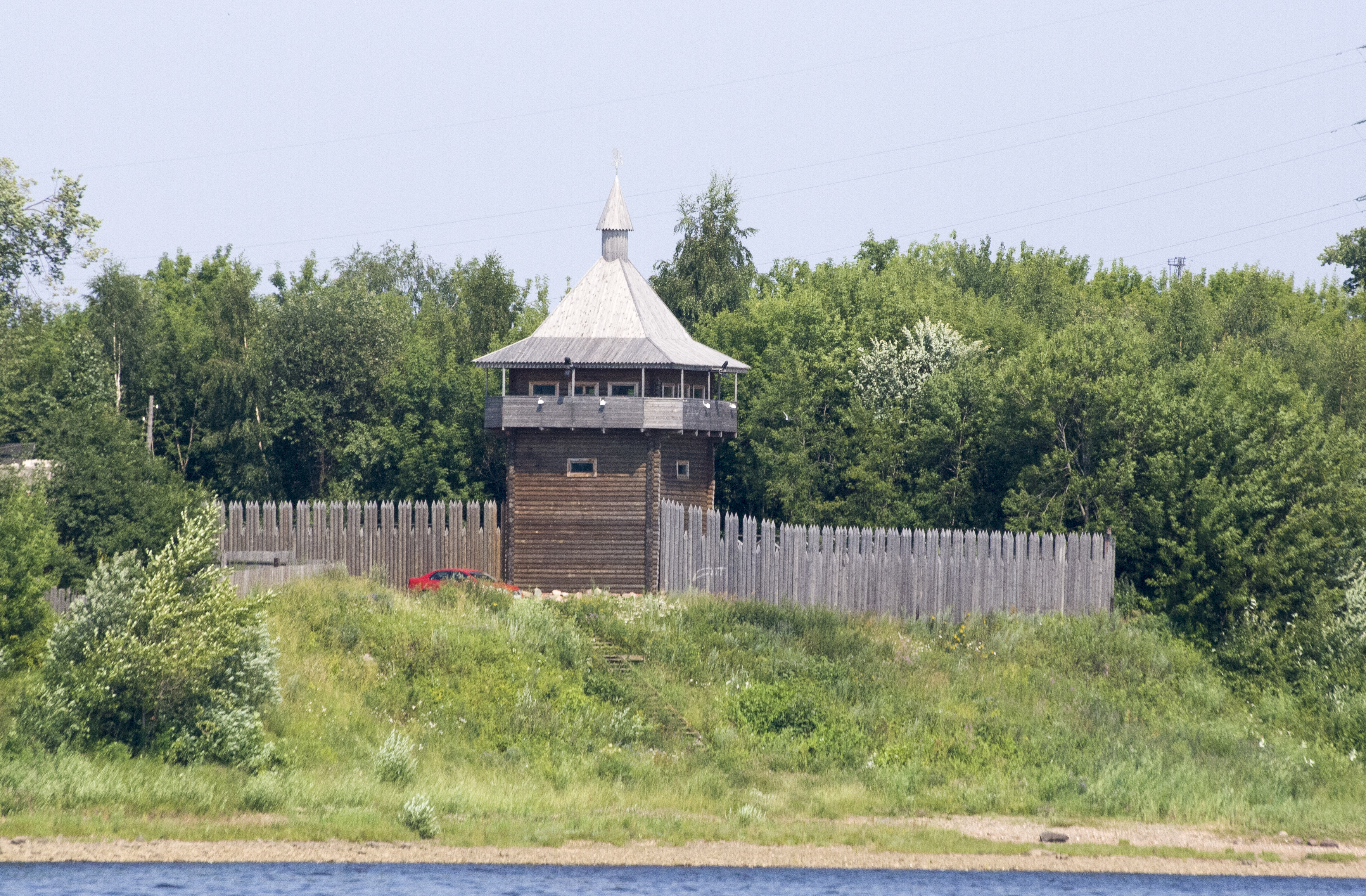
Древнее городище Усть-Шексна (реконструкция)

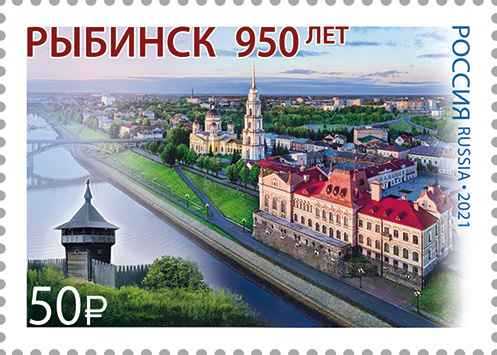
Почтовая марка. 950 лет Рыбинску Ярославской области

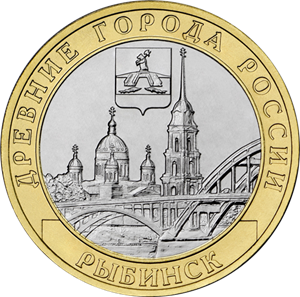
Монета Банка России, серия Древние города России, 2023 год

Рыбинск (ранее Рыбная слобода) возник на правом берегу реки Волги при впадении в неё реки Черёмухи. Острый мыс между ними называется Стрелка. Земли вокруг устья реки Шексны, левого притока Волги, как и другие левобережные районы, вошли в состав современного города только в XX веке, в связи с бурным ростом в период индустриализации. В историческом центре города найдена стоянка каменного века.
Древнейшее поселение на месте впадения Шексны в Волгу (на другой стороне Волги от будущего Рыбинска) называлось Усть-Шексной. Первое упоминание о нём в Лаврентьевской летописи связано с Ростовским восстанием 1071 года: Ян Вышатич «сташа на Усть-Шексны» для суда и расправы над восставшими волхвами. Раскопками обнаружены следы поселения начала XI века (площадь свыше 3 га) с изделиями византийского и скандинавского происхождения и кладами арабского серебра X века. Площадь торгово-ремесленного центра к XIII веку увеличилась до 30 га. Была найдена усадебно-дворовая застройка с частоколами и идущие параллельно Шексне улицы, кузнечно-металлургический комплекс и остатки ювелирных мастерских, орудия письма (писала). В Усть-Шексне обнаружены материальные следы гончарного, деревообрабатывающего и косторезного ремёсел, рыболовного и охотничьего промыслов, сельскохозяйственные орудия. Доказательством административных полномочий древнего поселения являются найденные на месте раскопок многочисленные свинцовые торговые пломбы и вислые печати, среди которых печать Давыда Святославича, печать суздальского князя Юрия Долгорукого, печать греческого церковного иерарха. Очевидно, что на месте современного города был крупный пункт Волжского торгового пути.
Усть-Шексна возникла как славянский погост на севере Древнерусского государства в период присоединения к нему финно-угорских народов и входила в состав Ростовской волости и Ростово-Суздальского княжества. Выгодное расположение в месте слияния Волги и Шексны позволяло контролировать водный и торговый путь на север государства по Шексне, находиться на международном пути Каспий — Шексна — Балтика и связывало поселение с остальной территорией Древней Руси. В период феодальной раздробленности (Удельной Руси) Усть-Шексна входила в состав Ярославского княжества и лежала на пути в Белозерское княжество, северные земли Ростовского и Ярославского княжеств и территории Новгородской республики. Усть-Шексна серьёзно пострадала во время монгольского нашествия в 1238 году. Культурный слой 2-й четверти XIII века сохранил следы большого пожара, в котором погибло большинство раскопанных построек северной части поселения. Раскопками найдено большое количество оружия (десятки наконечников стрел, копий (рогатин), боевые топоры и т. д.) и несколько наконечников стрел, считающиеся характерными для вооружения монгольских воинов. В XIV—XV веках Усть-Шексна входила во владения небольших удельных княжеств ярославских князей Романовских и Шехонских, которые в 1460 г. продали свой удел Марие Ярославне. Во времена удельных княжеств населённые пункты и земли переходили от одних князей к другим в результате переделов, купли-продажи, дарений и передачи в наследство. Василий II Тёмный в духовной грамоте 1462 г. пожаловал (утвердил) Марии Ярославне «её купли» — городок Романов под Ярославлем (он был приобретён Марией у князей М. И. Деева и детей Л. Д. Зубатого) и Усть-Шексну (бывшее владение князей Семёна и Василия Шехонских). В ней сказано: «А княгине своей даю… А что её купля городок Романов княжо Михайлово Деева, и княжых Лвовых детей, и княже Давыдово Засекина, и Усть-Шокстны, что собе купила у князя у Семёна и у князя у Василья у Шохонских, ино то её и есть, в то ся дети мои у неё не вступают... А что её купли, Романов городок, и Шокстна, и иные волости и сёла, в которых городех ни буди, в том воля моя княгини, опосле своего живота которому своему сыну восхочет дати, ина тому даст…А вы, дети мои, слушайте своее матери во всём, и из её воли не выступайте ни в чём. А который сын мой не имет слушати своее матери, а будет не в её воле, на том не буди моего благословленья…А хто сю мою грамоту переступит, ино по Еуангильскому словеси, хто преслушается отца и матери, и заповеди их не хранит, смертью да умрёт…» В 1470-е гг. в связи с драматическими внутриполитическими событиями, великая княгиня была вынуждена поделиться частью своих купель (приобретений) с сыном — удельным углицким князем Андреем Васильевичем Большим, который стремился проводить независимую политику против укрепления великокняжеской власти и в поддержку удельных князей. К сентябрю 1473 г. Мария Ярославна передала Андрею Большому и Углицкому княжеству Романов городок, Усть-Шексну и многие другие населённые пункты. 20 сентября 1492 г. Иван III приказал схватить Андрея Большого и бросить в темницу вместе с его наследниками — Иваном (14 лет) и Дмитрием (7 лет). После смерти князя Андрея в ноябре 1493 г Усть-Шексна фактически стала принадлежать созданному Русскому государству и Великому княжеству Московскому в его составе и окончательно утратила административные (таможенные) функции и былое торгово-экономическое значение в связи с ликвидацией Иваном III удельных княжеств.
Рыбная слобода и Усть-Шексна упоминаются в 1504 году в духовной грамоте Ивана III: « Да сыну ж своему Василью даю… да Инопаж и з Сельцом, и с езом, что на Волзе под Рыбною слободою противу Инопажа и Сельца… Да сыну же своему Василью даю Усть — Шокстны по обе стороны погосты и з деревнями княж Васильевские и княж Семёновские Шохонских, и с езы, и с рыбной ловлею, и со всеми пошлинами, по тому, как было за моею матерью, за великою княгинею…». Как видно из духовных грамот, Иван III выполнил завещание Василия II и во владение Усть-Шексной не вступил. В своём завещательном распоряжении передал Усть-Шексну своему сыну Василию III на том основании, что она принадлежала его матери и других наследников нет. Рыбная слобода возникла в конце XV века при Иване III, а в 1526 году впервые оказывается на одной из карт Московского государства, составлявшихся в то время иностранцами. В XVI—XVII веках слобода принадлежала непосредственно московским царям (была дворцовой) и обеспечивала царский двор и московских вельмож рыбой. Сохранились документы о натуральном рыбном налоге на жителей (слобожане платили оброк красной рыбой в установленных размерах). В XVI веке у слобожан было монопольное право на ловлю красной рыбы (осетров, белуги, белорыбицы, стерляди) на десятки вёрст окрест. Им принадлежали рыбные ловли на Волге, Шексне и Мологе, на которые была выдана царская грамота. Слобода была деревянной, и от этой эпохи в городе памятников не сохранилось.
Доказательством связи двух поселений является бытование «двойного наименования» Рыбной слободы в шестнадцатом столетии. Иван Грозный, посетивший её в ходе «Кирилловского езда» по богомольным местам (во время которого скончался царевич Дмитрий — старший сын Ивана Грозного), в 1553 году ехал (плыл) на судах по Волге из Углича «на Устье Шексны (усть-Шексны) на Рыбную» и затем по Шексне вверх в Кирилло-Белозерский монастырь. На обратном пути из монастыря в Москву царь и государь всея Руси опять пошёл Шексною вниз, да и Волгою вниз на Романов и в Ярославль. «Двойное» название могло быть принесено только жителями левобережья, переселившимися на правый берег и записавшихся в рыбные ловцы великокняжеской слободы. Этому переселению способствовала передача рыбных ловлей по Шексне правобережной слободе. Археологам удалось выявить взрывной рост территории Рыбной слободы в начале XVI века с одновременным резким сокращением площади Усть-Шексны в этот же период. Царское семейство в XVI веке много раз посещало святыни Ростова, Ярославля и Белоозера, проезжая по Волге и Шексне через Романов, Рыбную слободу, Углич и Мологу в 1503, 1511, 1529, 1531, 1545, 1553 и 1563 годах. Эти поезды (поездки) сопровождались щедрыми царскими милостями, правосудием и улучшением порядка во всех местах посещения. В духовной грамоте Ивана Грозного Усть-Шексна уже не упоминается.

В XVII веке в слободе были построены первые каменные здания. В Санкт-Петербурге, в отделе рукописей Российской национальной библиотеки хранятся документы Рыбнослободской земской избы. Эти документы, а также писцовая книга дворцовой Ловецкой рыбной слободы 1674—1676 г.г. позволяют представить облик слободы, занятия её жителей, уклад жизни. В центре на главной площади находился каменный храм — церковь Преображения Господня (1654-60). Пятиглавая церковь, сооружённая в традициях ярославского зодчества, на высоком подклете, с галереями, колокольней и крыльцом. К церкви примыкало кладбище. В центре слободы находился съезжий двор, земская изба, таможня, кружечный двор, харчевни. И как всюду на Руси — торговая площадь с лавками, скамьями, шалашами, лавочными местами и полками. В Рыбной слободе были две торговые площади: одна площадь для постоянной торговли с лавками и лавочными местами посадских жителей Рыбной слободы, где 
«торгуют в неделю один день в субботу, да у Рыбной же слободы площадь торговая, где бывает ярманка, а приезжают на ярманку из разных городов торговые люди торговать на Петров да на Преображеньев день».
К центру слободы примыкали ряды слободских дворов (рыбных ловцов и посадских), которые продолжались и за рекой Черемхой. Жили в них, в основном, рыбные ловцы, а также торговцы и ремесленники. Все ловецкие промыслы в Рыбной слободе принадлежали царю Алексею Михайловичу. Особый упор в писцовой книге сделан на то, что в поселении также жили кузнецы, сапожники, крашенинники, свешник, портной, шапошник. Близ слободы располагались принадлежавшие ей луга и покосы.
До наших дней сохранилась церковь во имя Казанской иконы Божией Матери (1697 год) — самое старое здание в городе.

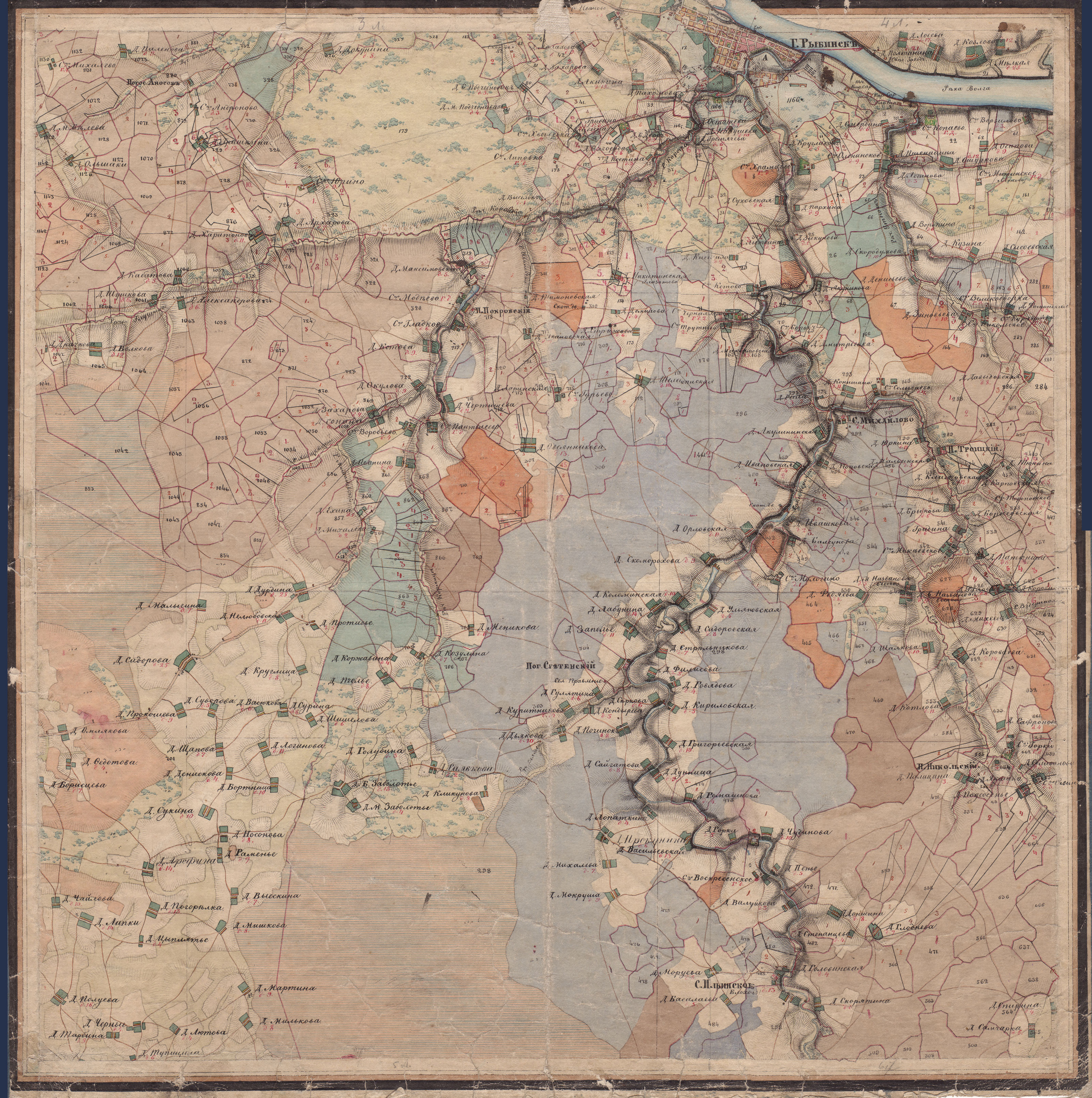
Рыбинск и его южные окрестности, из «Атласа Ярославской губернии» 1858 года

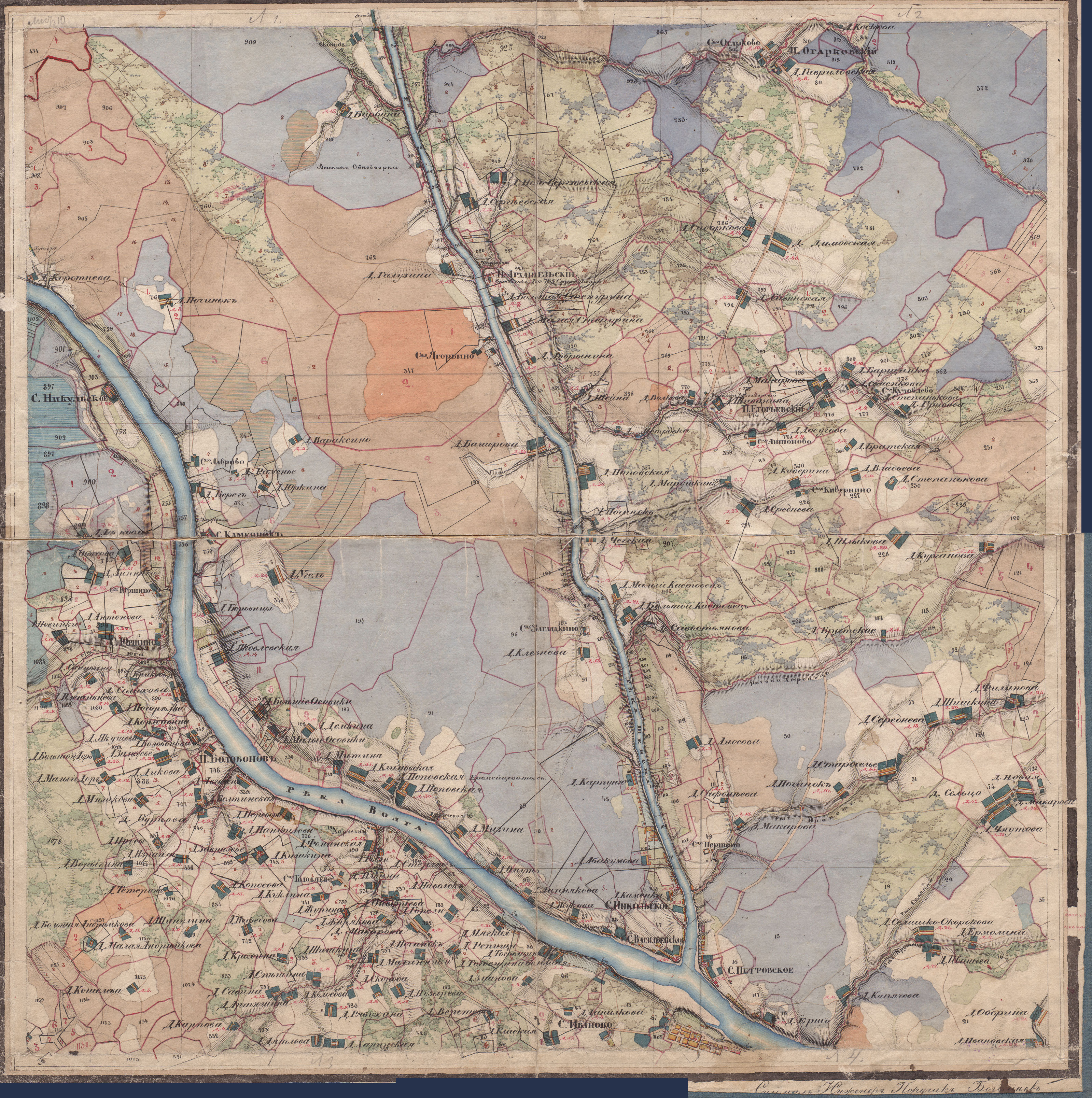
Северные окрестности Рыбинска, из «Атласа Ярославской губернии» 1858 года

### XVIII — начало XX века
В 1777 году Рыбная слобода, став центром уезда Ярославской губернии, получила статус города и название Рыбной. Под влиянием названия уезда закрепилась форма Рыбинск.
После переноса российской столицы в Санкт-Петербург в 1712 году и увеличения торговли через балтийские порты Рыбная слобода оказалась в очень выгодном географическом положении — на перекрёстке путей от Санкт-Петербурга к Каспийскому морю и из Сибири (через Каму) к Балтийскому. Открытие Вышневолоцкой водной системы резко увеличило количество грузов, идущих мимо слободы. Это и послужило главной причиной быстрого роста города в XVIII—XIX веках. Указы Пётра I о строительстве больших «новоманерных» судов вынуждали весь этот грузопоток останавливаться у Рыбной слободы из-за мелководья в верховьях Волги.
Здесь заканчивался глубоководный путь с низовьев Волги. В слободе сливались несколько рек: Волга (принимавшая в себя воды реки Мологи в 32 км выше по течению у города Мологи), Шексна и Черёмуха. Выше Рыбной слободы на Волге река местами была настолько мелкой, что её переходили вброд. Тяжёлые баржи, обладавшие большой осадкой и шедшие со Средней и Нижней Волги с грузами хлеба, соли, леса, железа и другими товарами, дальше подниматься не могли. Поэтому в слободе приходилось их перегружать на небольшие суда, пригодные для плавания по мелководью рек, по узким и тесным каналам Вышневолоцкой водной системы. В начале XVIII века в Рыбной слободе была учреждена специальная струговая пристань, где происходила перевалка грузов на маленькие «зарыбенские суда». На берегу Волги появились хлебные и соляные амбары, выросло количество лавок и постоялых дворов. С падением рыбного промысла сократилось число рыбных ловцов, выросло количество торговцев и ремесленников. Открытые позже Мариинская и Тихвинская водные системы, соединявшие Волгу с Балтикой, Санкт-Петербургом и Архангельском (через канал Александра Вюртембергского), увеличили поток грузов. В Рыбинске начинался водный и торговый путь на север России — по Шексне. Всё это стягивало в город огромное количество бурлаков. Рыбный промысел, как основной источник дохода для местных жителей, к этому времени ушёл в прошлое. На первое место вышла торговля. Местные купцы торговали хлебом, который скупали здесь в городе, привозимый сельскими жителями по торговым дням, а более им привозили из регионов нижнего течения Волги, а также из регионов рек: Оки, Камы, Суры, Вятки, Цны. Из покупного хлеба некоторую часть пшеницы и ржи здесь перемалывали в крупчатую, пшеничную и ржаную муку, которую, как и прочий хлеб, отправляли в Санкт-Петербург и прочие города, лежавшие по водному пути. В начале XIX века оборот местных купцов составлял более 700 000 рублей, что было колоссальной суммой. В. А. Гиляровский в своём «Путеводителе по городам России» назвал Рыбинск «хлебной столицей Поволжья» и дал такое описание городу — «Это огромный склад хлеба, идущего с низовьев Волги на север. Хлебная торговля Рыбинска настолько велика, что с ней приходится считаться всей России». В 1863 году строится железная дорога вдоль Шексны. В 1868 году созданное «Общество Рыбинско-Бологовской железной дороги» начинает и в 1870 году завершает строительство железнодорожной линии Рыбинск — Бологое, сыгравшей большую роль в экономическом и транспортном развитии региона. С появлением железной дороги перегрузка товаров и грузов стала осуществляться и в железнодорожные составы. Далее грузы следовали во все концы России и за границу. Благодаря железной дороге Рыбинск — Бологое в городе появился вокзал, мост через Черёмуху и железнодорожные мастерские (на базе которых ныне работает завод дорожных машин «Раскат»). В начале XX века хлеба и товаров привозилось в Рыбинск до 1,5 млн тонн на сумму около 75 млн рублей. Только сравнительно незначительная часть хлеба перемалывалась на местных мукомольных мельницах и шла на варку пива. В городе имелось большое складское хозяйство. В это время в Рыбинск переселяются жители окрестных городов, которых экономическое развитие обошло стороной: Углича, Бежецка и др. Перевалка грузов в летнее время привлекала в город большое количество ломовиков, крючников и козельщиков (грузчиков, носивших на спине специальное приспособление, похожее на загнутые к спине козьи рога на раме, благодаря которому переносили мешки с зерном и другими сыпучими грузами от пристани до пристани), которые жили прямо на берегу и многократно превосходили число постоянных жителей. Так, в начале XX века в зимнее время года население города составляло 25 тыс. человек, а в период навигации оно учетверялось. В городе вдоль берега было множество пристаней, в том числе пароходные пристани всех крупнейших обществ: «Самолёт», «По Волге», «Кавказ и Меркурий», «Надежда», «Русь» и др. Массовое развитие пароходства на Волге, перевозка грузов вверх по Волге и Шексне при помощи туеров, как и появление железной дороги, привело к тому, что к концу XIX века бурлаков на Волге не осталось.

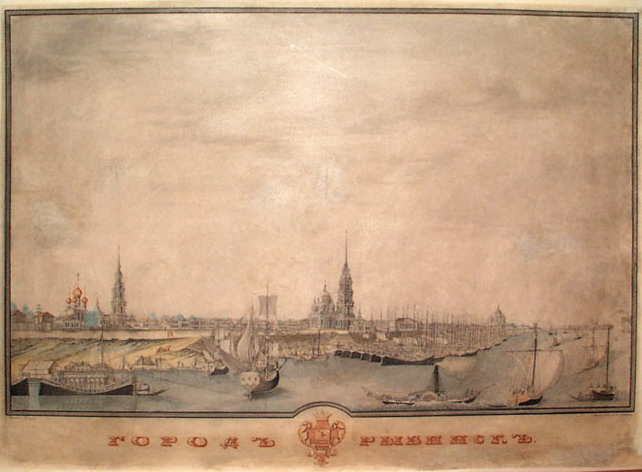
Иван Белоногов. Город Рыбинск (1848 г.)

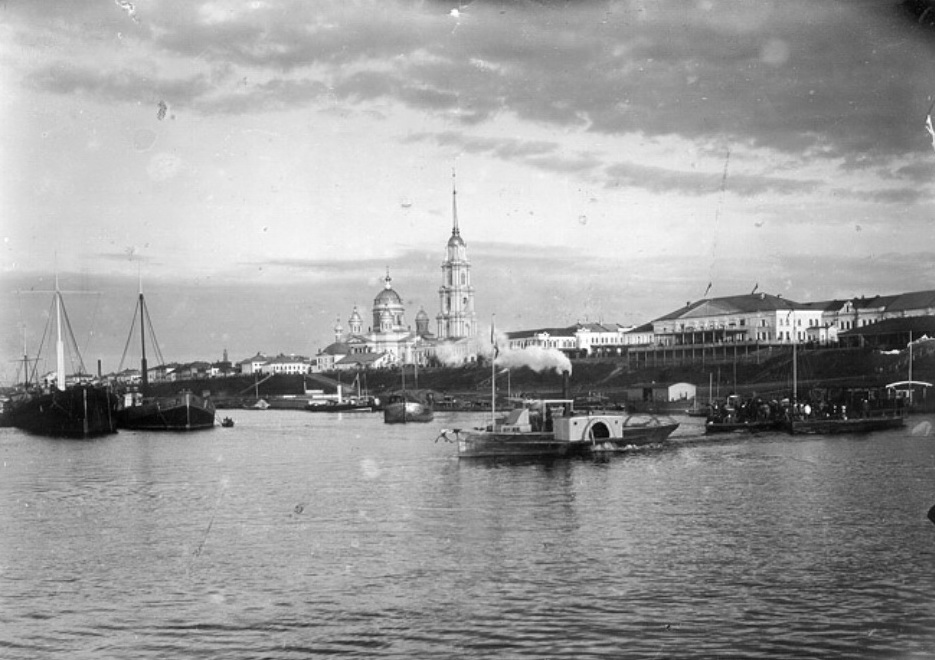
Буксирный колёсный пароход идёт поперёк Волги 1900 г.

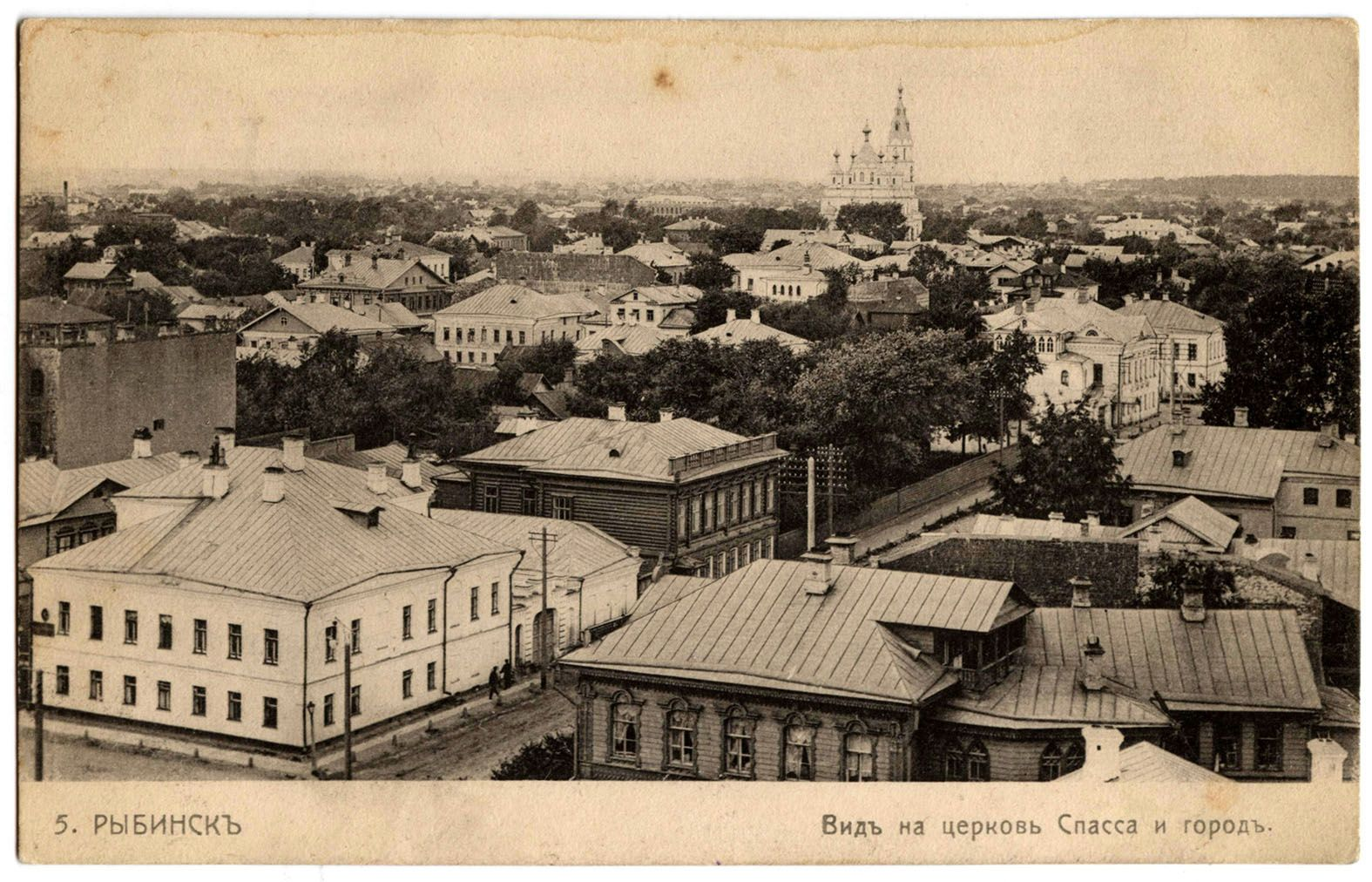
Вид Рыбинска с пожарной каланчи. Начало XX века

В городе развивалась и промышленность. К 1770-м годам в Рыбной слободе были две фабрики — полотняная и стеклянная, основанные братьями Нечаевыми. В начале XIX века в городе функционировали небольшие предприятия и фабрики: кожевенные, маслобойные, крупяные, свечные, канатные, крашенинные и кирпичные. Начиная со второй половины XIX века развитие промышленности ускорилось. Купец Николай Михайлович Журавлёв на купленной в 1846 году земле в окрестностях города в селе Абакумово выстроил склады, конезавод, в 1859 году строит крупнейшую в Европе канатно-прядильную фабрику и паровой лесопильный завод со слесарней. Здесь же в 1863 году купцом Журавлёвым основаны чугунолитейный механический и судостроительный завод с пристанью. В этом же месте находились другие его заводы: кирпичный, крупчатый и маслодельный. Все предприятия располагались на р. Шексне в районе здания Рыбинской ГЭС и были затоплены при строительстве водохранилища в 1940 году. Его дело продолжил сын — Михаил Николаевич Журавлёв, превративший село Абакумово в «маленькую Англию» и ставший почётным гражданином Рыбинска.
В городе строятся чугунолитейный завод Головкина (1862 г.) (впоследствии стал называться Рыбинский завод деревообрабатывающих станков), крупные мукомольные фабрики и мельницы купцов Е. С. Калашникова и Наследников А. И. Галунова, а в начале XX века — Братьев Сибиревых и Наследников А. В. Жилова. В городе также работали мельницы с небольшим количеством рабочих: Товарищества Шустов и Ко, Н. В. Расторгуева, Н. И. Мыркина и др. В 1879 году рыбинским купцом Иваном Дурдиным был основан пивоваренный завод «Богемия». Автором проекта выступил архитектор из Петербурга В. Ф. Геккер. Завод стал крупнейшим в Ярославской губернии и принёс своему владельцу славу «Пивного короля».
В Рыбинске в 1893 году были построены нефтяные склады компании «Товарищество нефтяного производства братьев Нобель» («БраНобель»), а в 1907 году братья Нобель для обслуживания своего флота основали судоремонтные мастерские по ремонту и строительству судов. Это предприятие существует до сих пор (завод «Верфь братьев Нобель»).
Во время Первой мировой войны в город были эвакуированы предприятия, давшие начало ныне действующим заводам (на базе предприятия «Феникс» возник «Полиграфмаш», а на базе завода «Рессора» судостроительное предприятие «Вымпел»). В 1916 году начинается строительство автомобильного завода «Русский Рено», из которого потом «вырос» моторостроительный завод.
С XVIII века город застраивался по единому плану, созданному Ярославским губернским архитектором И. Левенгагеном в 1784 году: одни улицы параллельны берегу Волги, другие строго перпендикулярны, кварталы в плане — квадратные. Главной улицей города стала Крестовая, вытянутая вдоль Волги. В Рыбинске возводились двух- и трёхэтажные особняки, типовые проекты которых были приняты в Российской империи.
Из-за большого числа купечества город отличался высоким благосостоянием жителей. При небольших размерах, малой численности населения и уездном статусе Рыбинск имел многие учреждения, свойственные большим городам: гимназии, училища, библиотеки (1864 год — публичная библиотека при хлебной бирже, 1880 год — земская библиотека), благоустроенную набережную, городские парки, храмы всех конфессий (кроме православных — старообрядческие, костёл, лютеранскую церковь, синагогу). Во второй половине XIX века в связи с дальнейшим развитием торговли и появлением крупной промышленности в городе открывают свои отделения крупнейшие банки России: Государственный, Волжско-Камский, Русско-Азиатский и другие.
В 1860 году строится типография, которая развилась в крупное предприятие, функционирующее и поныне (в настоящее время под названием ОАО «Рыбинский дом печати»).
С 1864 года в городе выпускается газета. В 1876 году по проекту архитектора В. А. Шрётера построен большой театр, на сцене которого с гастролями побывали практически все известные артисты дореволюционной России (сгорел в 1921 году и разобран на кирпич). Хлебная биржа в Рыбинске, открытая в 1842 году, была третьей биржей в России и первой, открытой в провинции; в 1912 году рядом со старым было построено новое здание биржи. В начале XX века в городе появилась электростанция, водопровод, электрическое освещение улиц.
В 1897 году в городе открылось низшее механико-техническое училище М. Е. Комарова с ремесленной школой и учебными мастерскими (в 1919 году преобразовано в механический техникум; с 1991 года — Рыбинский авиационный колледж).
Будущий ректор Народного университета в Турку С. Нюман так описал Рыбинск, через который он проезжал в 1889 году: «Рыбинск расположен на левом берегу Волги, он представляет собой настоящий русский провинциальный город. Его грязные улицы сравниваю с полями, усеянными камнями. Большинство строений низкие, сколоченные на скорую руку из неотёсанных брёвен, причём рубка углов такова, что брёвна выступают наружу. Каменные строения скромные, если не учитывать семь городских церквей, часть которых впечатляет своей статностью. Тем не менее как портовый город на Волге Рыбинск имеет большое значение».

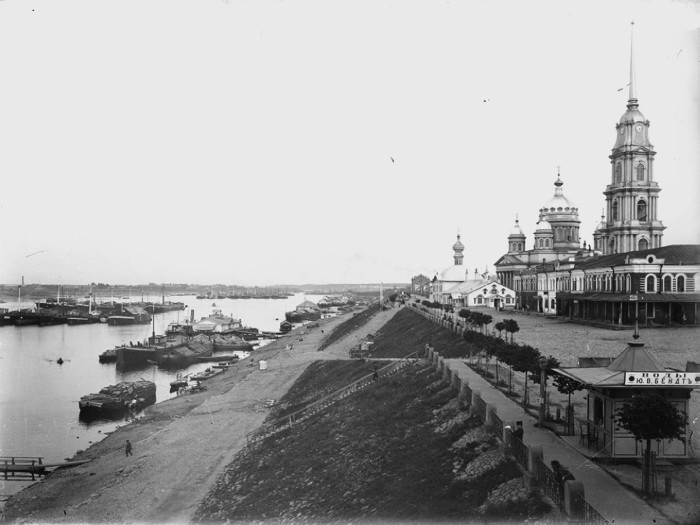
Набережная Рыбинска 1894 г.
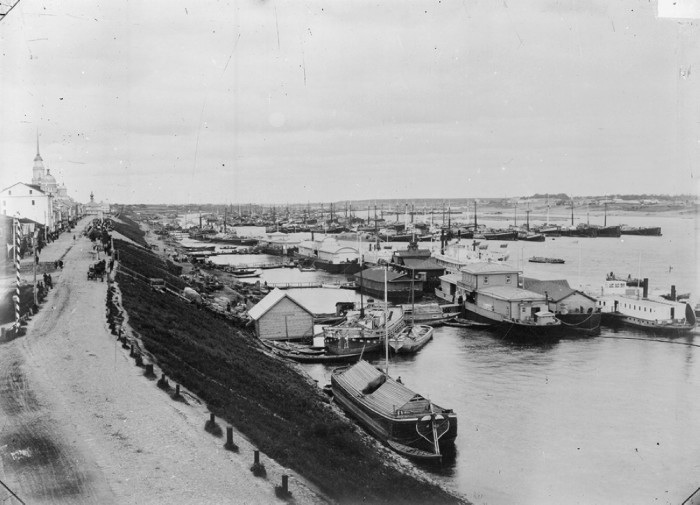
Пристани и баржи у берега. Рыбинск 1894 г.
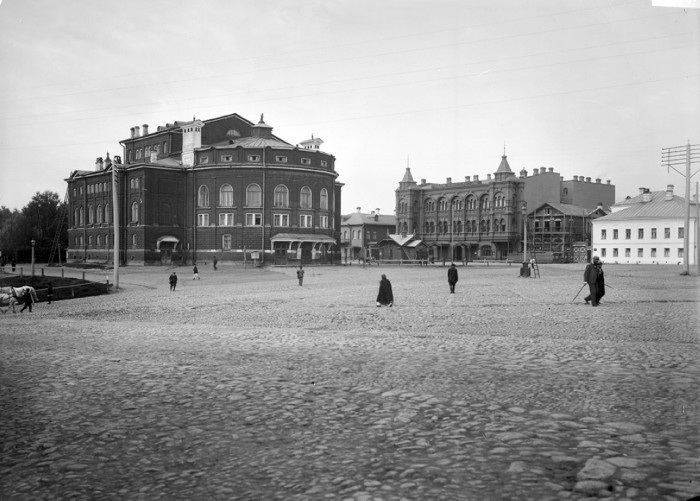
Бывшее здание драматического театра и здание отделения госбанка России на театральной площади. Начало XX века
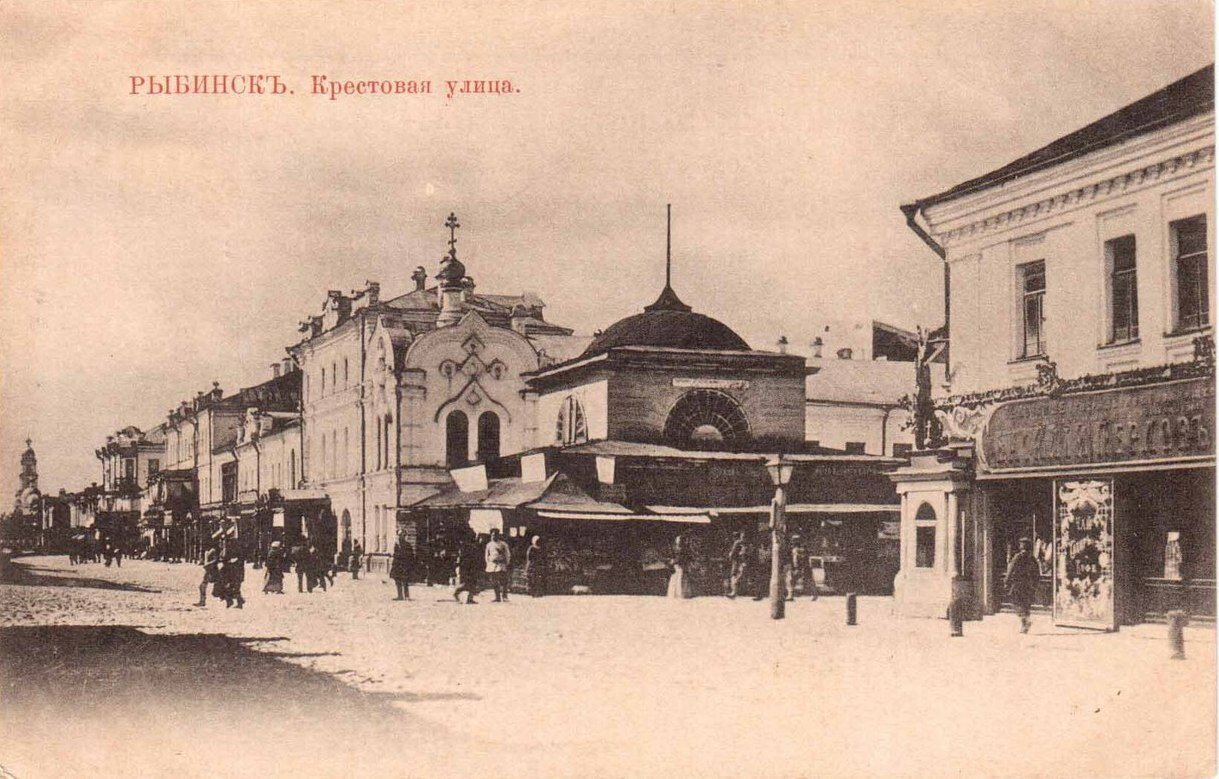
Крестовая улица. Конец XIX века
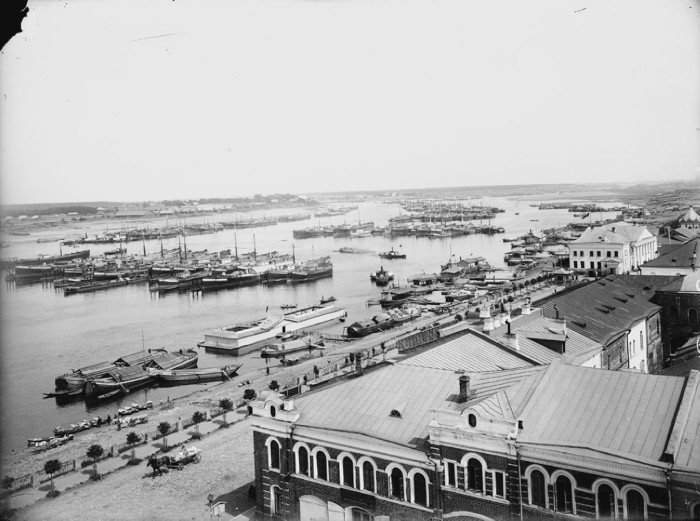
Рыбинск. Хлебный караван на Волге 1894 год
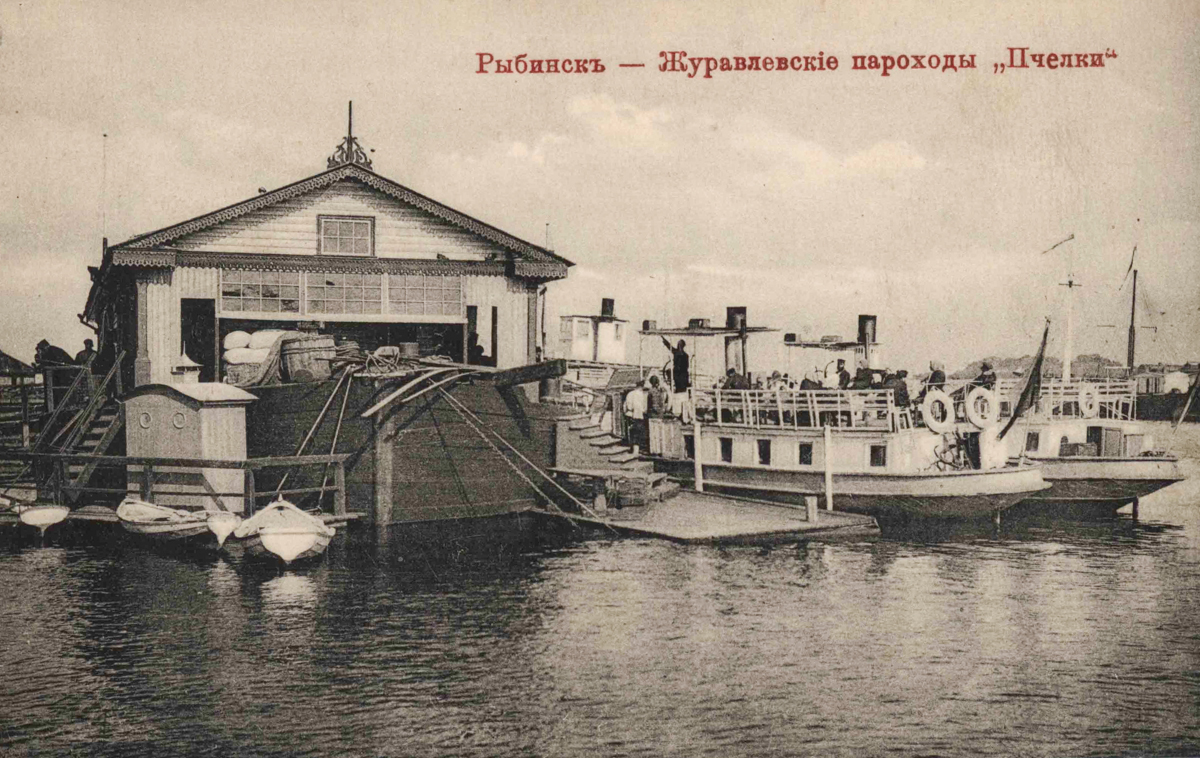
Рыбинск. Журавлевские пароходы «Пчёлки»
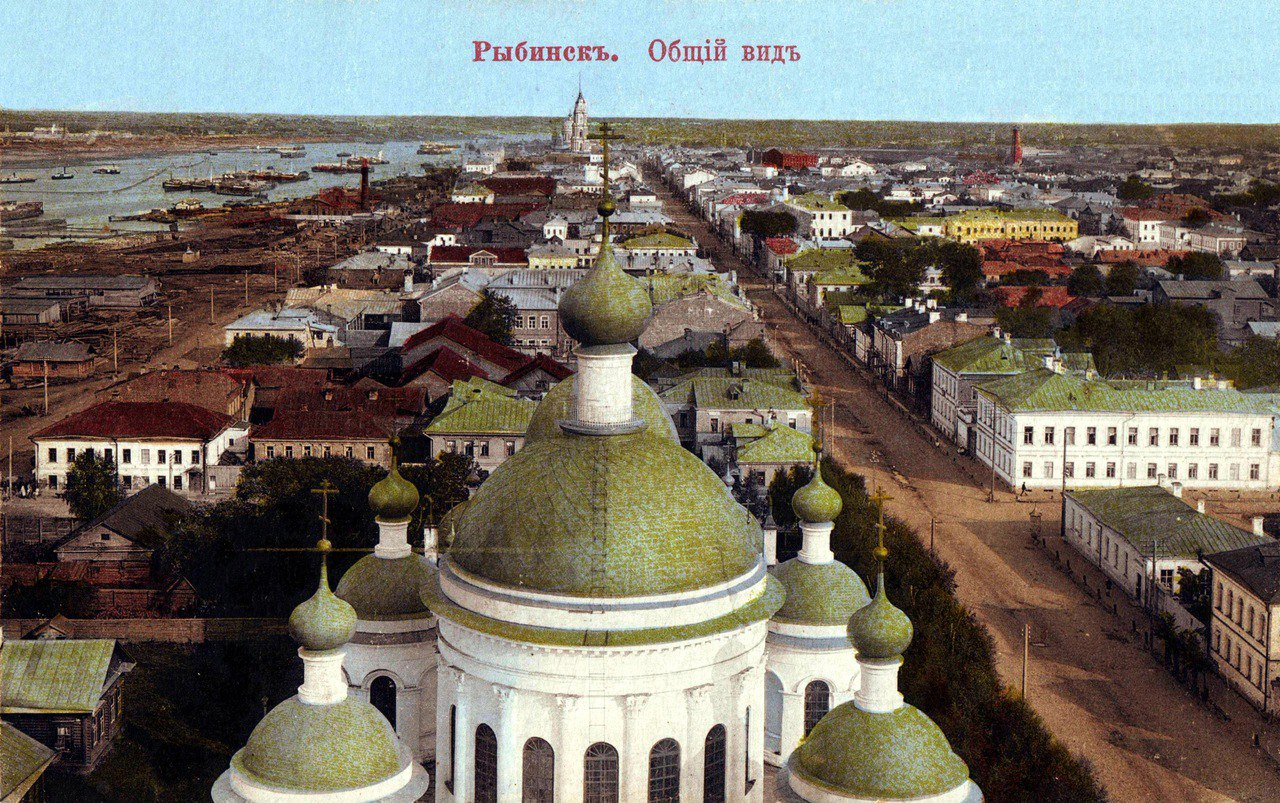
Вид на город с колокольни ансамбля Крестовоздвиженского храма (утрачен). Начало XX века
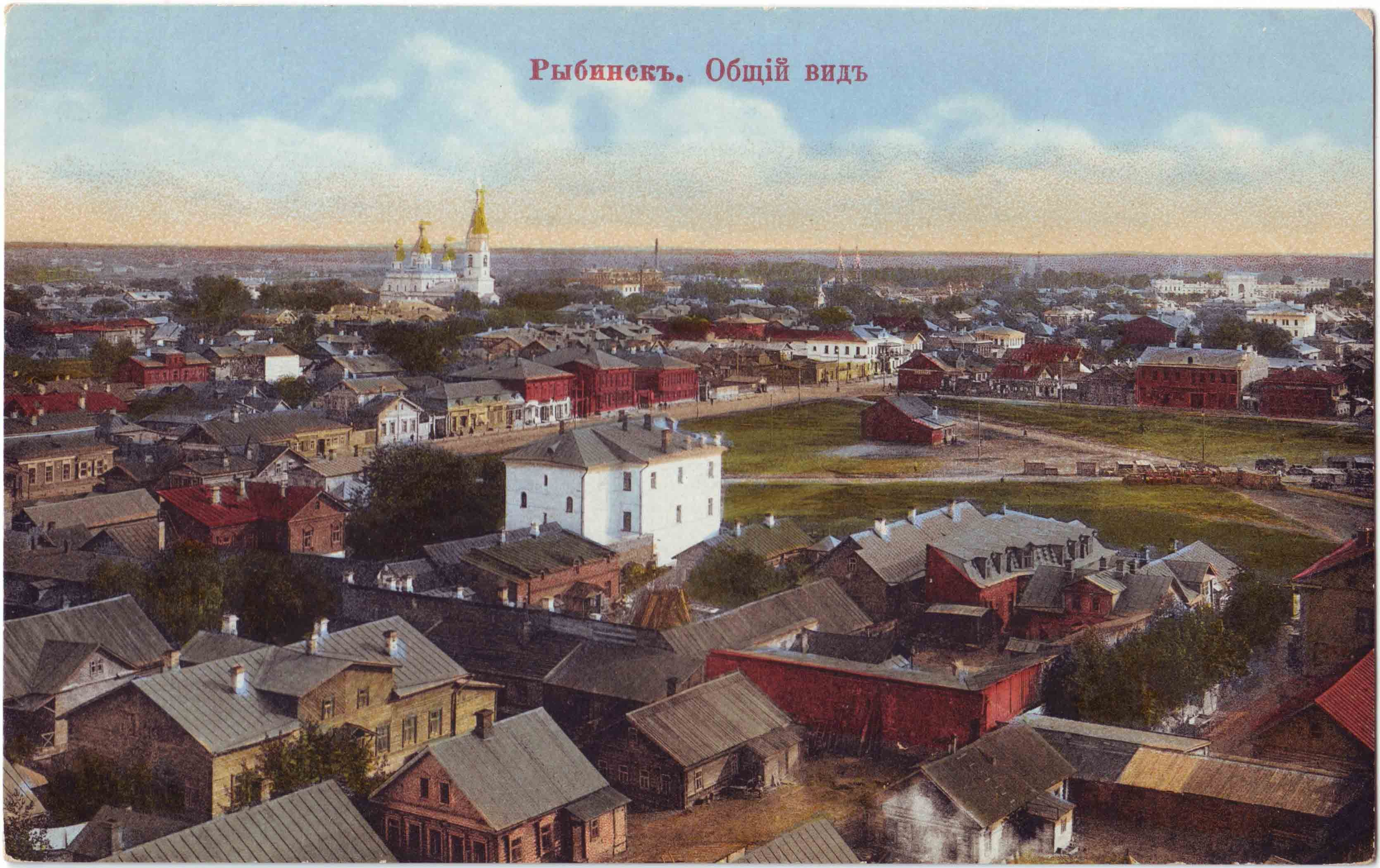
Общий вид на город и Сенную площадь. Начало XX века
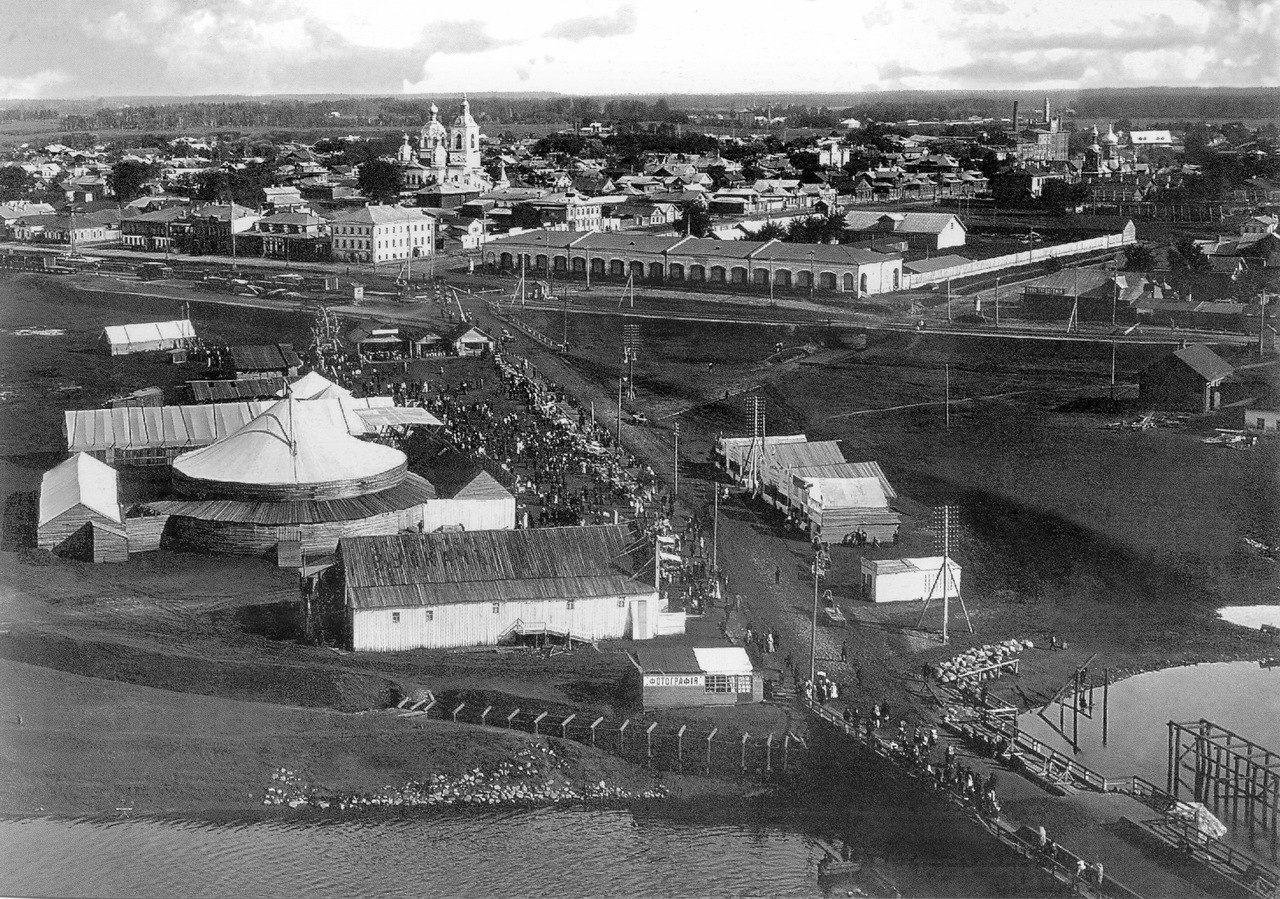
Рыбинск. Вид на ярмарку, Зачеремушный район и церковь Покрова (утрачена). Начало XX века

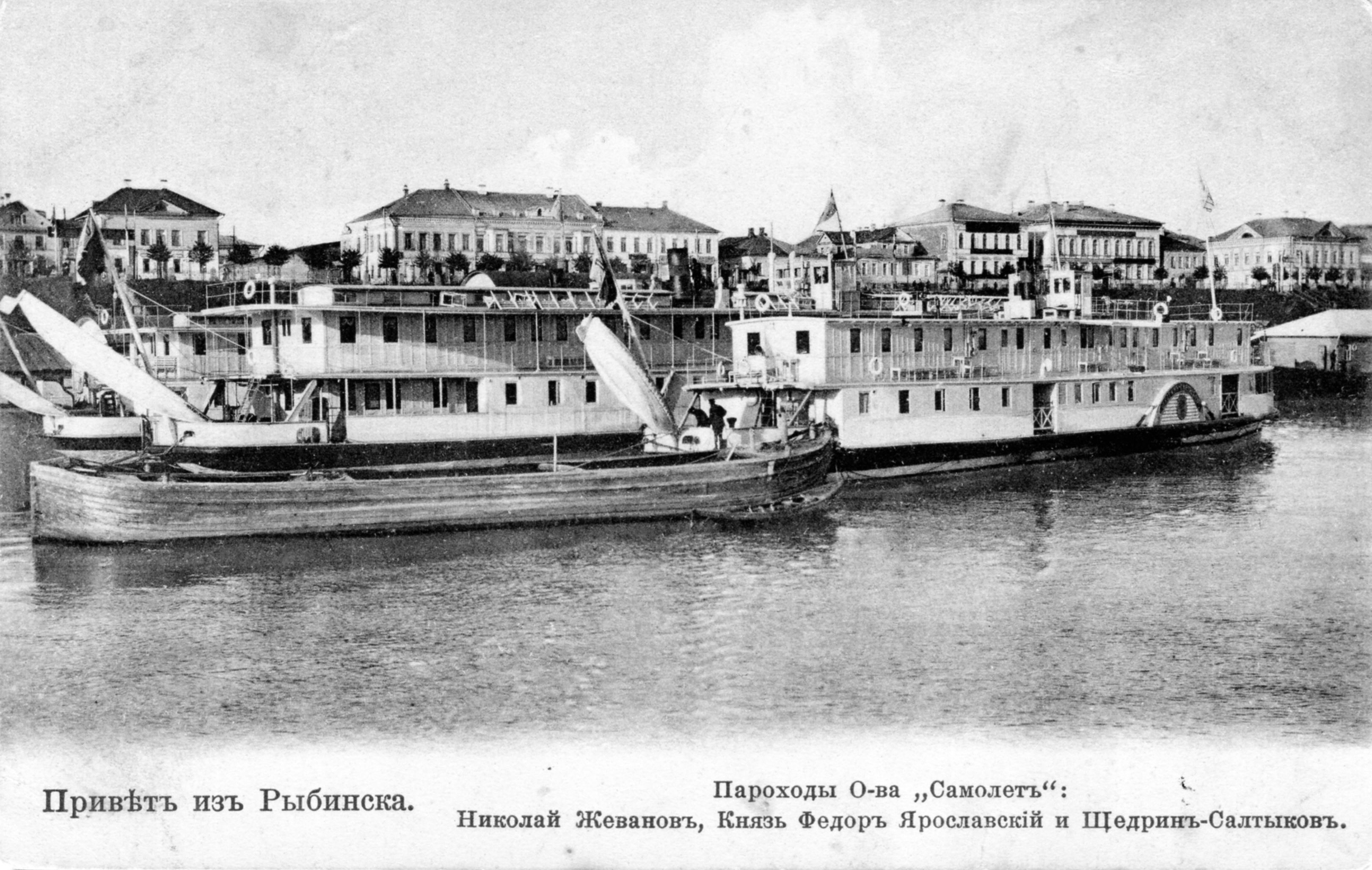
Пароходы Общества «Самолёт». Рыбинск
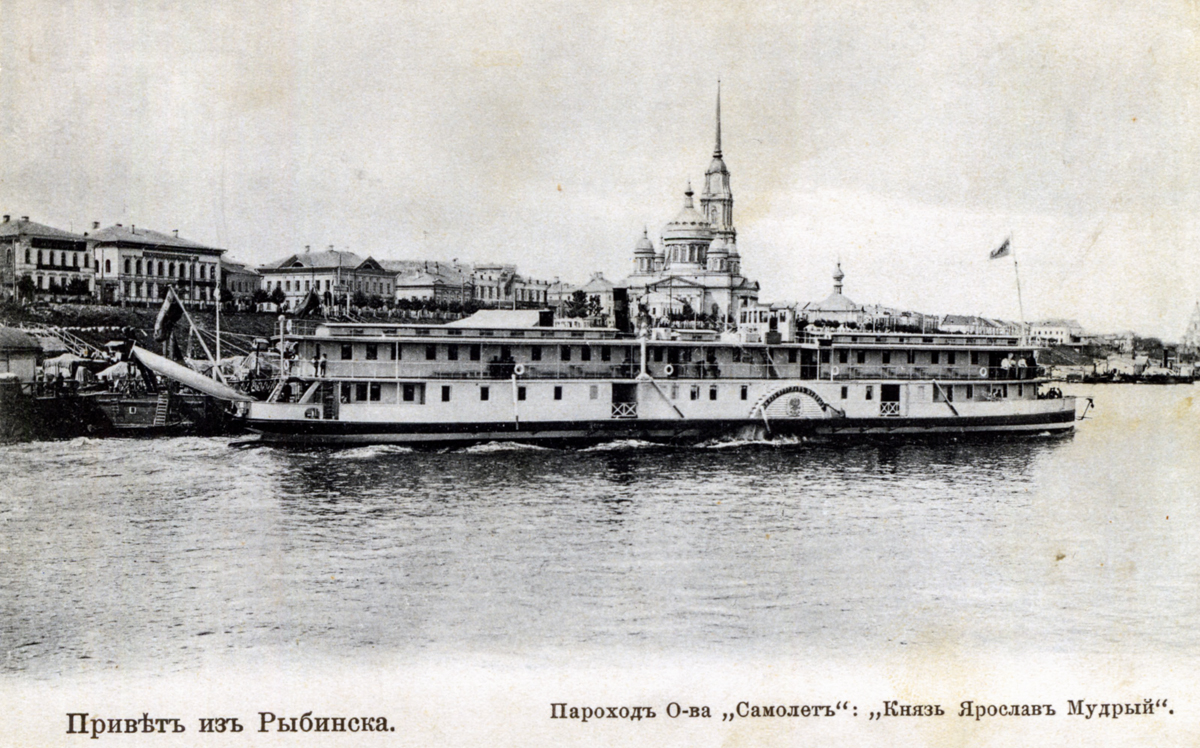
Пароход «Князь Ярослав Мудрый»
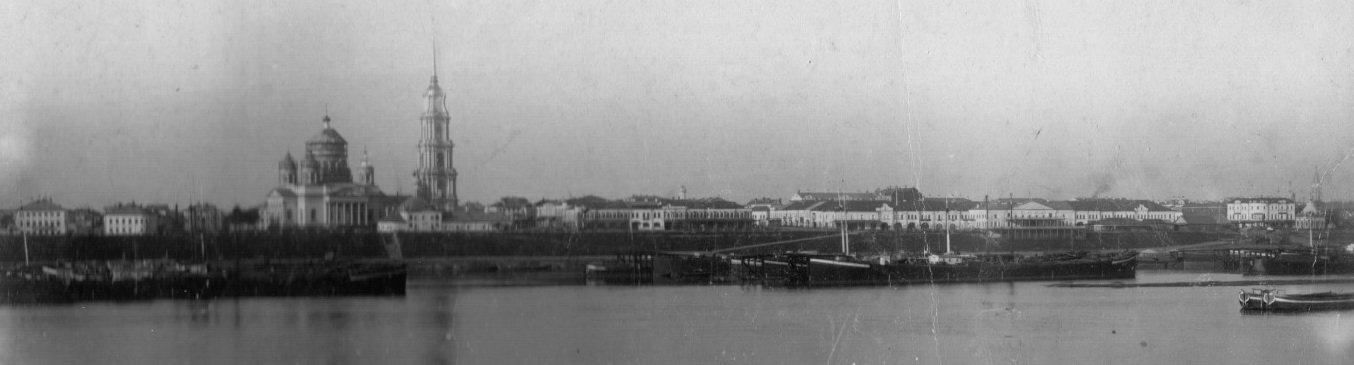
Панорама Рыбинска, 1896 год

### 1917—1945 годы
Советская власть в Рыбинске была установлена 2 марта 1918 года. 8 июля 1918 года в городе произошло антикоммунистическое Рыбинское восстание, подавленное в течение нескольких часов.
В 1921—1923 годах город был центром Рыбинской губернии, а в 1929—1930 годах — Рыбинского округа. С 1936 года — в составе Ярославской области.
Новый этап развития Рыбинска начался при индустриализации страны. С начала 1930-х годов город быстро растёт, превращаясь из торгового в промышленный. На базе завода «Русский Рено» создаётся крупнейший в городе моторостроительный завод, выпускавший, в основном, авиационные моторы. В 1932 году в городе открывается Рыбинский авиационный институт им. С. Орджоникидзе.
В отличие от многих советских городов, это предприятие никогда не было градообразующим, так как в Рыбинске было множество других крупных предприятий: завод полиграфических машин, судостроительные заводы, завод дорожных машин. По-прежнему играл существенную роль в экономике города речной порт и связанные с ним склады, в том числе хлебные элеваторы. В 1936 году рядом с железнодорожной станцией Рыбинск-Товарный был построен терминальный элеватор, самый крупный в Европе на момент строительства.

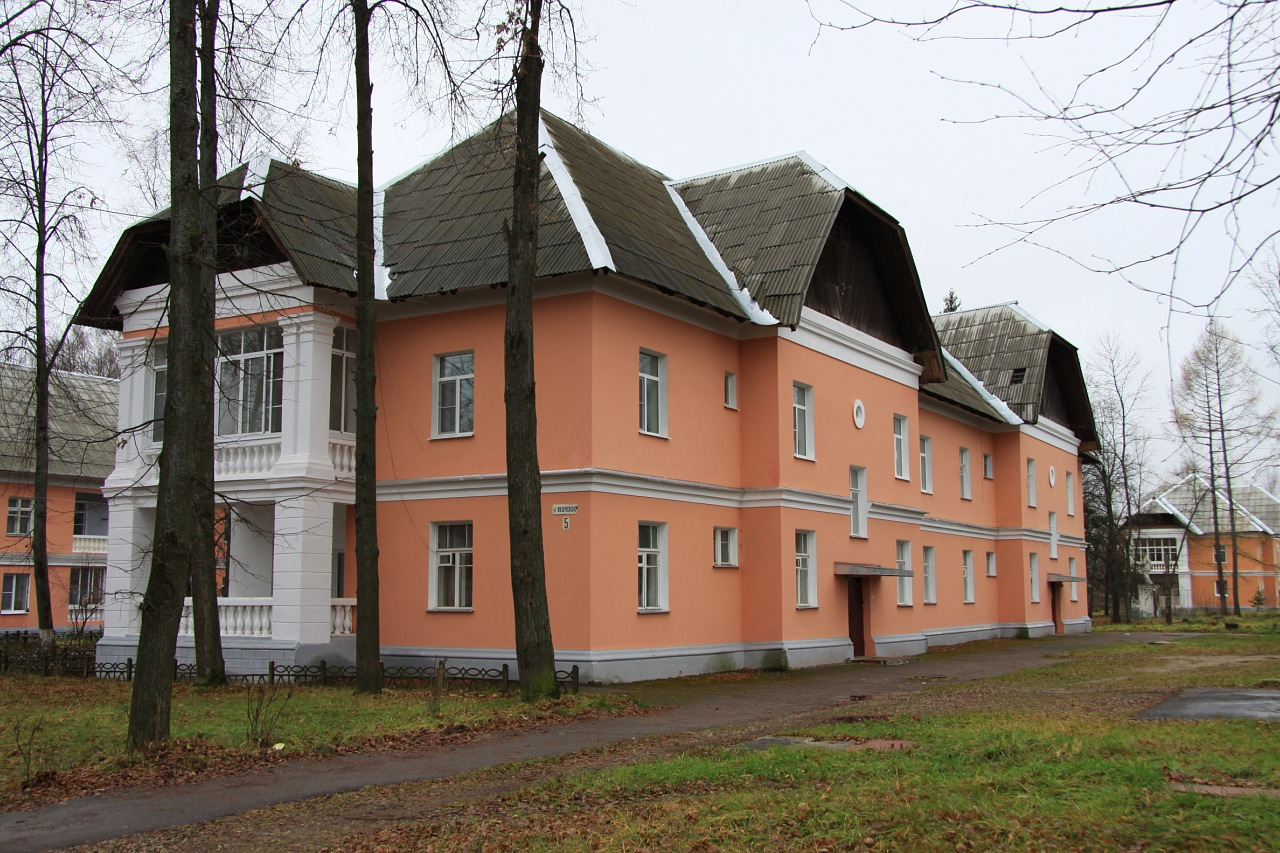
Жилой дом в посёлке ГЭС

Вокруг заводов вырастают рабочие посёлки, давшие названия городским микрорайонам: Восточный, Северный и Западный вокруг моторостроительного завода, Старый и Новый возле судостроительного катерозавода, Волжский рядом с механическим заводом. В 1930-е годы территория города приобретает современные очертания, многие населённые пункты входят в состав Рыбинска: посёлки Переборы, Копаево, Волжский, посёлок гидроэлектростанции ГЭС-14, а также Заволжье, куда было переселено много людей из затопляемой зоны водохранилища.
В 1936 году в рамках проекта «Большая Волга» было начато строительство гидроузла Рыбинской ГЭС. Проект преследовал несколько целей: обеспечить глубоководный путь из Волги к Балтике и к Москва-реке, повысив её уровень, а также обеспечить Москву и растущий промышленный центр электроэнергией. Строительство велось организацией «Волгострой», с привлечением большого числа заключённых Волголага.

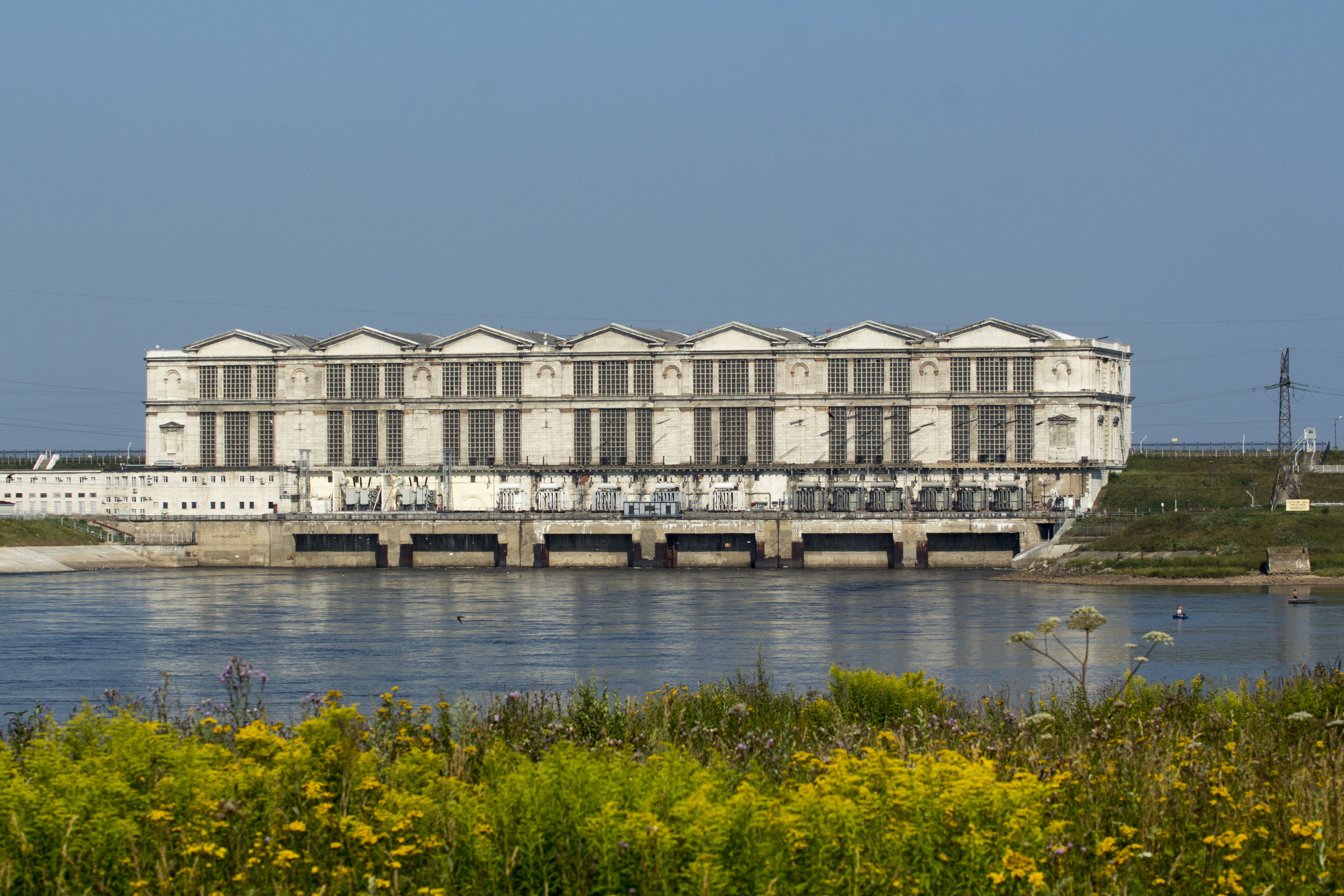
Рыбинская ГЭС и русло Шексны

В Переборах, в том месте, где Волга была особенно мелкой, был построен двухниточный шлюз и водосливная плотина Рыбинского водохранилища. Плотина ГЭС перекрыла русло Шексны, которая выше плотины слилась с Волгой в водохранилище. Рыбинское водохранилище необычайно широко и мелководно, оно затопило большие площади земель в поймах рек Шексны и Мологи, за что данный проект подвергался критике. Водохранилище, кроме многих сёл и деревень, затопило город Молога, население которого большей частью было переселено в Рыбинск.
Строительство гидроузла было почти закончено перед началом Великой Отечественной войны и в 1941 году началось заполнение Рыбинского водохранилища, продолжавшееся до 1947 года. Недостроенная ГЭС всё-таки давала ток во время войны: 18 ноября 1941 года был запущен первый гидроагрегат, а 15 января 1942 года — второй. В 1942 году после строительства линии электропередач рыбинский ток пришёл в Москву. Так как Рыбинский гидроузел задумывался ещё и как стратегический объект — резервный источник электроэнергии для важнейших объектов столицы: Кремля, Генштаба, радиовещания, вокзалов, электричество с Рыбинской ГЭС, в отличие от других электростанций, было проведено на спецподстанцию Москвы не только ЛЭП, но и подземным бронированным кабелем. Именно за счёт этого подземного резервного кабеля снабжение электричеством московских стратегических объектов не прерывалось никогда, несмотря на ожесточённые бомбёжки вражеской авиации, даже когда подмосковные ТЭЦ были выведены из строя.

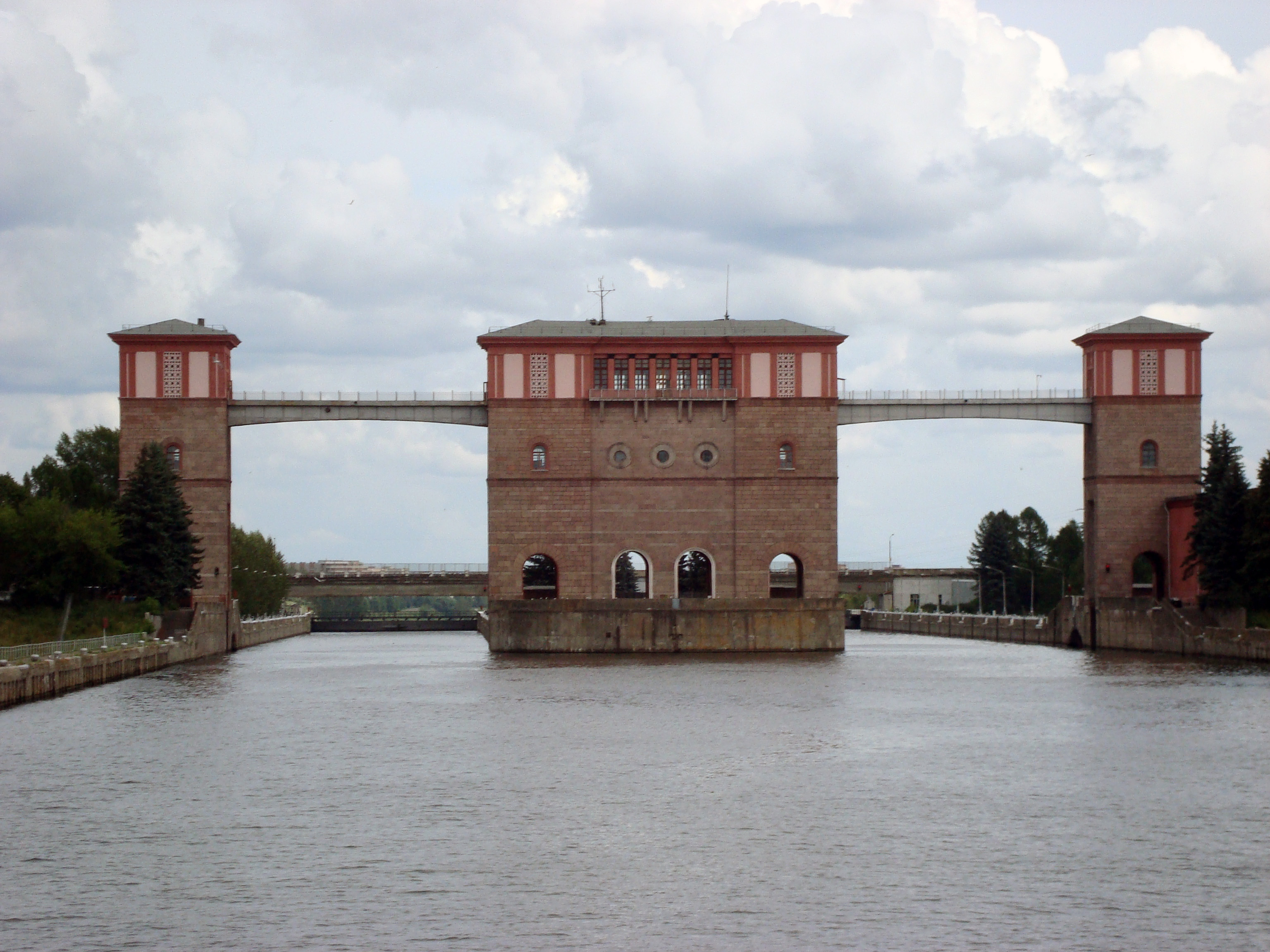
Двухниточный шлюз

Хотя город и не был во фронтовой полосе, но были 3 Героя Советского Союза — лётчики-истребители, сбившие каждый более 10 немецких самолётов. Немецкие массированные налёты с целью разрушить здание ГЭС с турбинами или дамбу продолжались до середины 1942 г. Для противодействия этим налётам был создан Рыбинский авиаотряд с 15 истребителями Як-1. Особенность его была в том, что в нём звёздочек на фюзеляжах за сбитые самолёты не рисовали. В этом отряде было около 40 пилотов, дежуривших по графику, и им подавали очередной самолёт, готовый к бою (сегодня один, завтра другой). В 1941 г. над ГЭС круглосуточно «висела» пара дежурных ЯКов. При обнаружении бомбардировщиков, они завязывали бой даже с намного превосходящим их по количеству противником, зная, что максимум через 7 минут им на помощь взлетят ещё 3 двойки дежурных истребителей.
Такая организация обороны привела к тому, что над Рыбинском было сбито около 50 вражеских бомбардировщиков за 1,5 года, которым удалось сбросить только 2 бомбы в цель: одна повредила дорогу по дамбе, а другая разрушила часть стены здания ГЭС, не повредив сами турбины. Во время Великой Отечественной войны жители города, обладающие техническими специальностями, часто служили в авиации и танковых войсках. Многие из них были удостоены звания Героя Советского Союза. В 1941 году в город Рыбинск было эвакуировано Пушкинское танковое училище. Боевые действия город непосредственно не затронули, но на подступах по берегу Волги возводились оборонительные сооружения, остатки которых сохранились до сих пор. Город, предприятия, склады подвергались бомбардировкам немецкой авиации. В начале июня 1942 года одиночный немецкий самолёт, незамеченный постами ВНОС, пролетел 450 км от линии фронта и беспрепятственно сбросил мину ВМ1000 на авиамоторный завод в Рыбинске. Ряд стратегических объектов, в том числе завод авиационных моторов и авиационный институт, были эвакуированы в город Уфу, где они основали местные объекты (Уфимское моторостроительное производственное объединение, Уфимский государственный авиационный технический университет). Многие жители города, эвакуированные в Уфу, навсегда поселились там. Через некоторое время эвакуированные объекты были воссозданы в Рыбинске.

### Послевоенный период

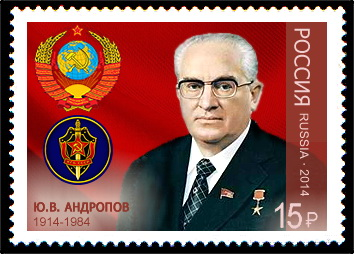
Артимарка Ю. В. Андропов с гербом СССР и эмблемой КГБ СССР 2014 г.

13 сентября 1946 года город был переименован в Щербаков в честь партийного и государственного деятеля А. С. Щербакова, но в октябре 1957 года ему было возвращено историческое название Рыбинск. 15 марта 1984 года город вновь переименован уже в Андропов, в честь генерального секретаря ЦК КПСС Ю. В. Андропова, который одно время здесь жил и учился, а 4 марта 1989 года название Рыбинск снова было возвращено.
После войны в городе появились приборостроение (Рыбинский завод приборостроения), электротехническая промышленность (Рыбинский кабельный завод, электромеханический завод «Магма»), крупный оптико-механический завод «Призма». Развивались деревообрабатывающая (мебельно-деревообрабатывающий комбинат «Свобода», спичечная фабрика «Маяк») и пищевая промышленность, а также машиностроение: появились завод гидромеханизации, завод деревообрабатывающих станков, а на базе механических мастерских Волгостроя в посёлке Волжском возник Волжский машиностроительный завод, специализировавшийся на среднем машиностроении. В связи с большой концентрацией предприятий, имевших стратегический характер и работавших в том числе на военно-промышленный комплекс, Рыбинск был «полузакрытым» городом (хотя официально закрытым он не являлся): его практически не посещали туристы (особенно иностранные).
Город активно развивался: строились новые жилые микрорайоны (Веретье-1,2,3, Скоморохова гора, новый Центр), социальные объекты, расширялась транспортная сеть. Для интенсификации жилищного строительства в 1960-е годы был введён в строй домостроительный комбинат.
С середины 1960-х в городе началось строительство домов повышенной этажности. В 1966 году в Рыбинске появились первые девятиэтажные дома, а уже в 1967 году был построен первый в Ярославской области 12-этажный дом. В 1970-е годы велось массовое строительство 14-этажных домов башенного типа, в 1980-е возведены дома высотой 16 этажей. Наряду со стандартными для регионов типовыми домами (1-447, 1-464, 111-121, 114-85, 114-86) в Рыбинске возводились дома повышенной комфортности по ленинградским проектам (1-528КП-41, 1-528КП-84Э, Ш-5733, Щ-5416, 1ЛГ-504Д).

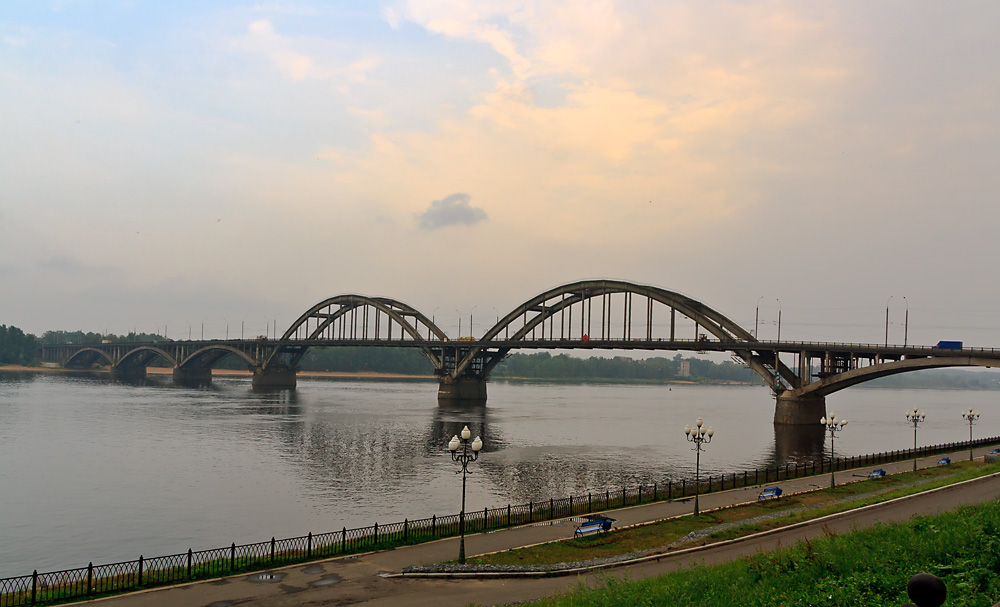
Мост через Волгу в Рыбинске

В 1963 году в Рыбинске введён в эксплуатацию автомобильный мост через Волгу, который соединил центр города с микрорайонами Заволжье-1 и Слип (Заволжье-2), в котором расположен один из судостроительных заводов города. В 1963 году город был подключён к магистральному природному газу. В 1976 году запущена троллейбусная сеть, в 1977 году — городская окружная дорога.
Население города непрерывно увеличивалось и в конце 1980-х годов превысило 250 тыс. человек.
В 1986 году Андропов получил статус исторического города.

### Современность

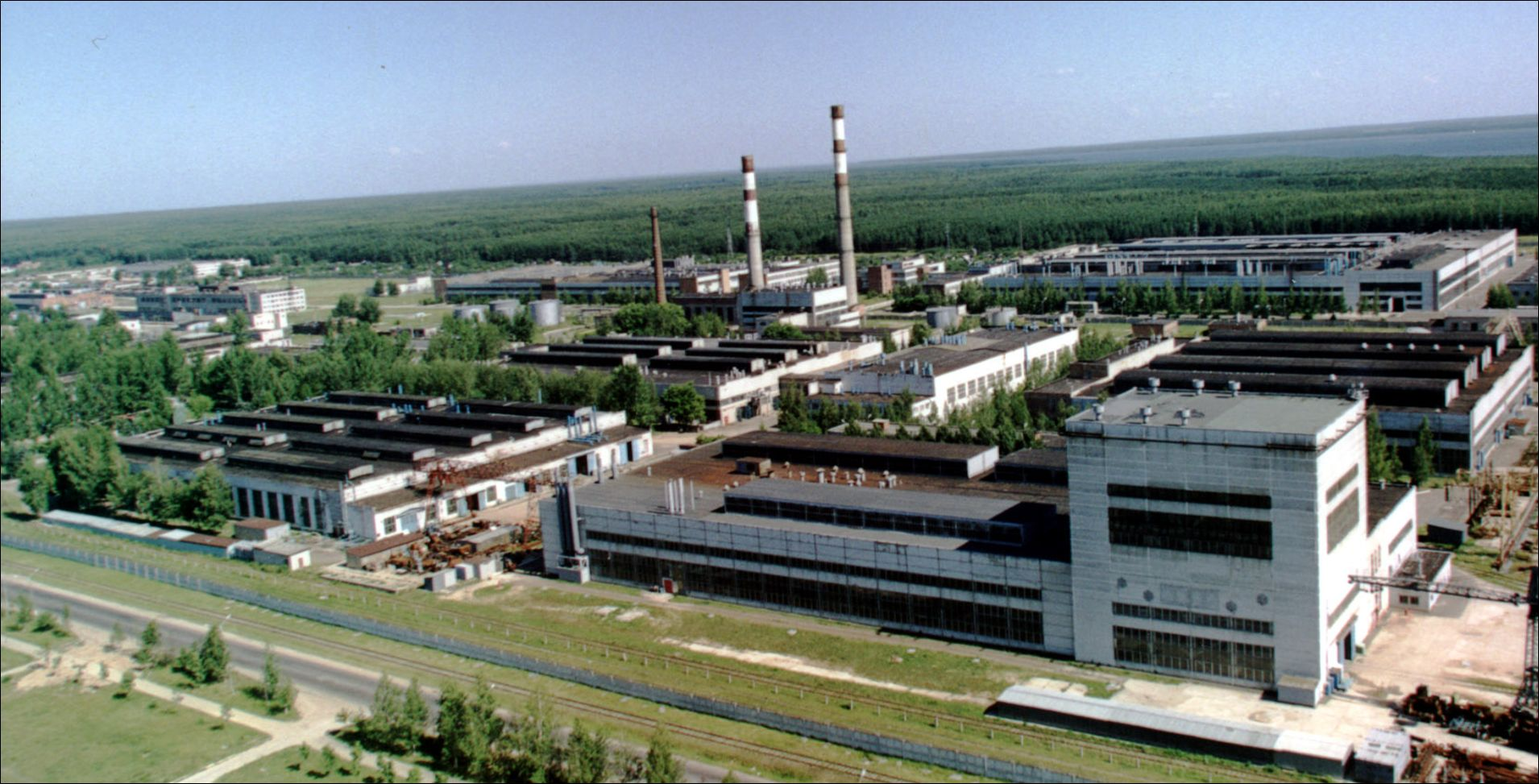
«ОДК — Газовые турбины»

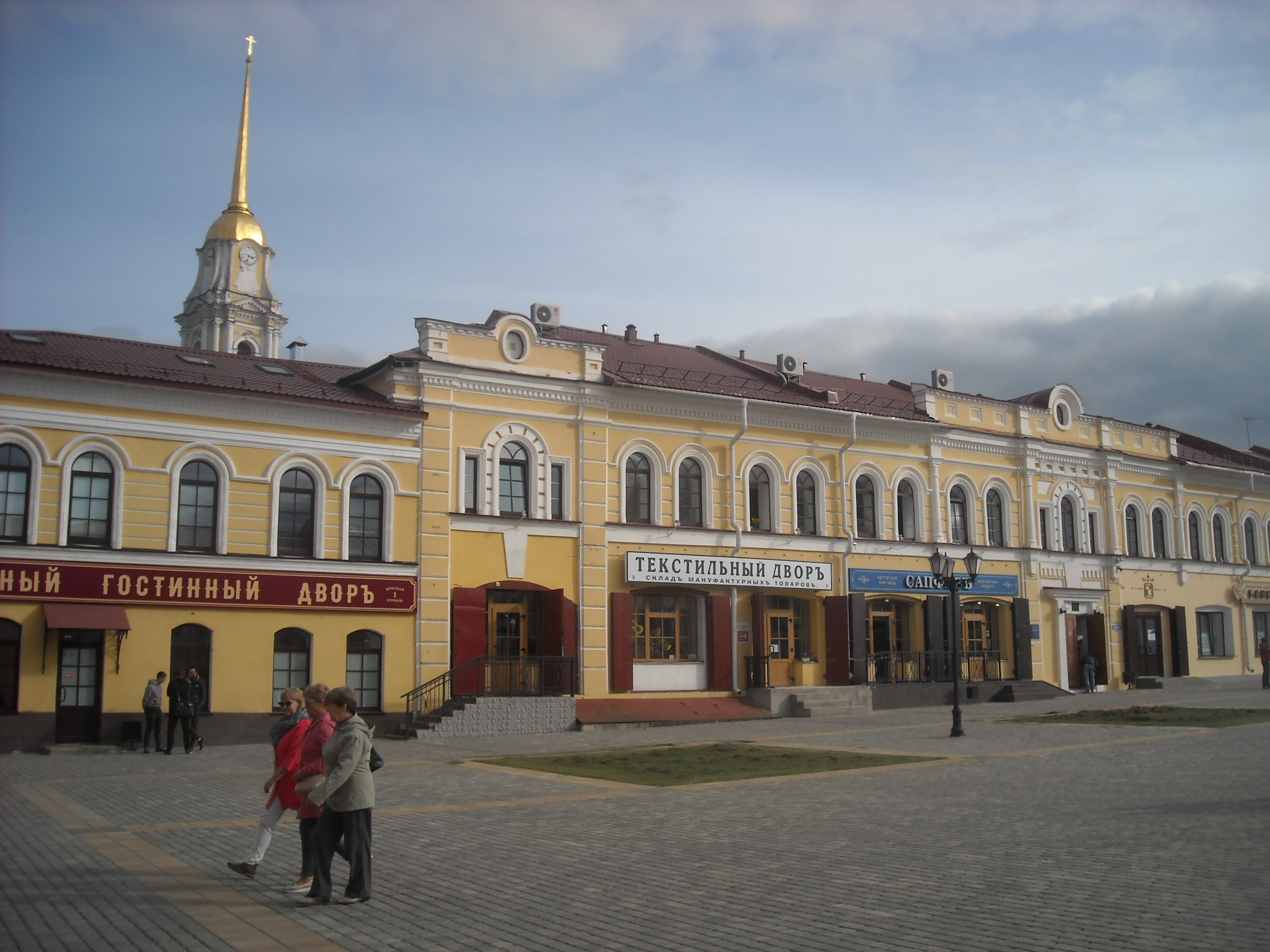
Красная площадь после реконструкции

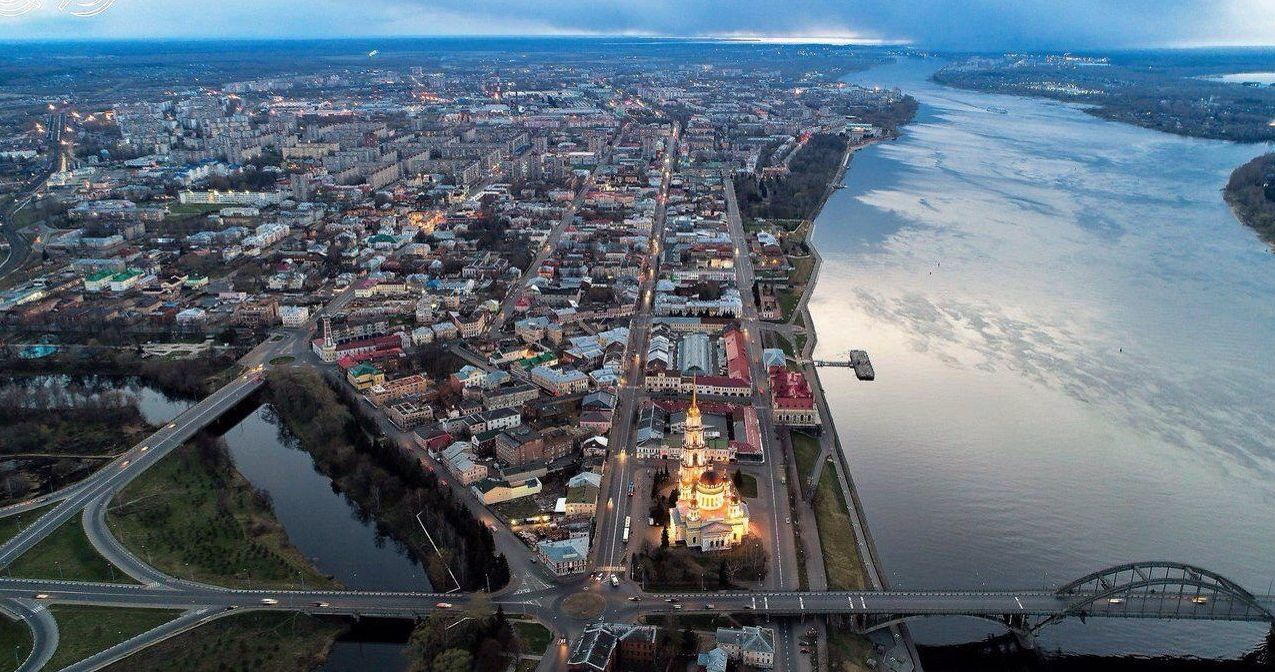
Панорама Рыбинска

Экономические реформы и кризис 1990-х годов, уменьшение финансирования оборонной промышленности негативно отразились на социально-экономическом развитии Рыбинска. Прекратили своё существование электротехнический завод «Магма», оптико-механический завод «Призма», Рыбинский завод деревообрабатывающих станков, спичечная фабрика «Маяк», Рыбинская кондитерская фабрика, строительный трест № 16 с домостроительным комбинатом. Исчез один из крупнейших в городе Волжский машиностроительный завод, на площадке которого сейчас функционируют ОАО «ОДК — Газовые турбины» и АО «Русская механика». Многие предприятия претерпели сокращения, главным образом по выпуску продукции гражданского назначения. Было заморожено строительство многих жилых домов и социальных объектов. Всё это вызвало отток населения и, вместе с демографическим спадом 1990-х, привело к резкому сокращению численности населения города: за 25 лет население города сократилось почти на 60 тысяч человек (24 %).
По итогам голосования 4 сентября 2005 года город с 2006 года наделён статусом городского округа. В 2010 году Рыбинск лишён статуса исторического города.
После 1991 года в Рыбинске появились ЗАО «Рыбинскэлектрокабель» (совместно с «Prysmian»), компания по разработке программного обеспечения «НПО „Криста“». В 2014 запущен завод ООО «Русские газовые турбины» (совместно с «General Electric»). С 2010 года наблюдается оживление жилищного строительства. Преимущественно строятся кирпичные безлифтовые дома высотой 3-5 этажей с поквартирным газовым отоплением.
В 2007 году после реставрации был вновь открыт Спасо-Преображенский собор — кафедральный храм Рыбинской епархии РПЦ.
Начиная с 2010 года, проводятся работы на многих объектах: восстановлена Никольская часовня, реконструирован железнодорожный вокзал и Вокзальная площадь, благоустроены парки им. Фейгина, парк на ул. Дмитрова, Карякинский сад, проведена реконструкция Красной площади, построен новый парк в Мариевке, благоустроен детский парк в микрорайоне Переборы, восстановлен парк в микрорайоне Волжский, построены новые дома, возрождаются хоккейные и спортивные площадки, построены ясельные корпусы в разных частях города, построены и ремонтируются автомобильные дороги, проводятся работы берегоукрепления реки Волги.
В 2016 году город принял участие в областной программе «Обустроим область к юбилею» (благоустройство дворов, парковых территорий, муниципальных учреждений, ремонт дорог). В рамках губернаторского проекта Дмитрия Миронова «Решаем вместе!» в период с 2017 по 2020 году в городе были выполнены мероприятия по благоустройству территорий: ремонт дворовых территорий и проездов к многоквартирным домам; ремонты в учреждениях образования, культуры и спортшколах, благоустройство парков, скверов в разных районах города.
В 2020 году открыта новая школа на 800 мест в микрорайоне Слип в рамках нацпроекта «Образование».

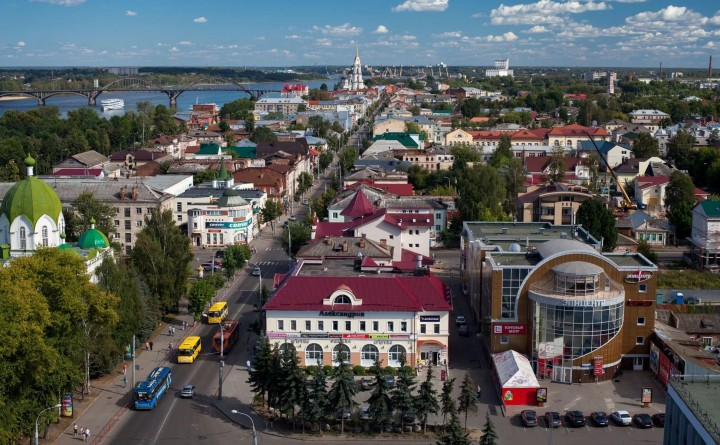
Вид на историческую часть города
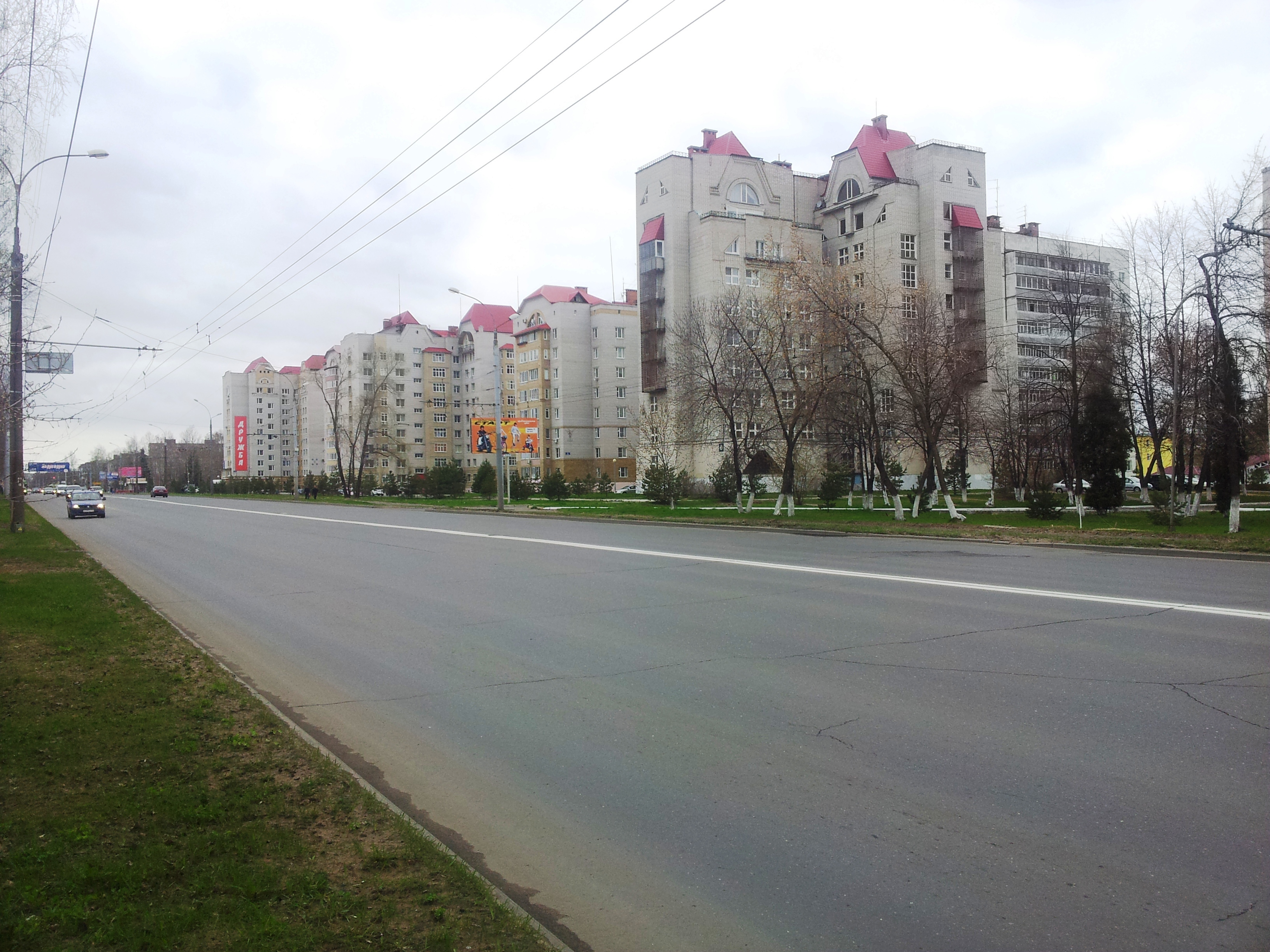
Проспект Ленина
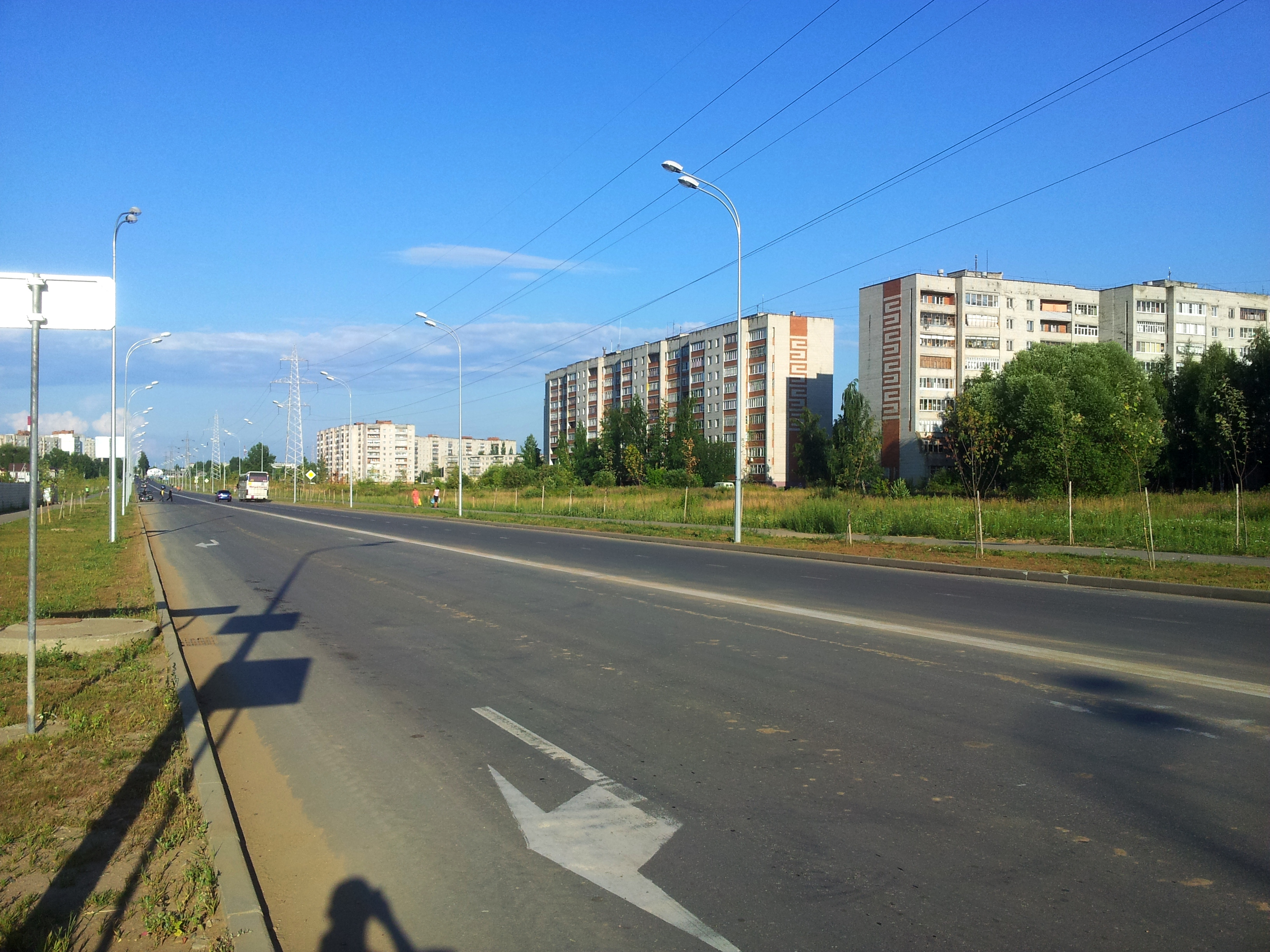
Улица Суркова
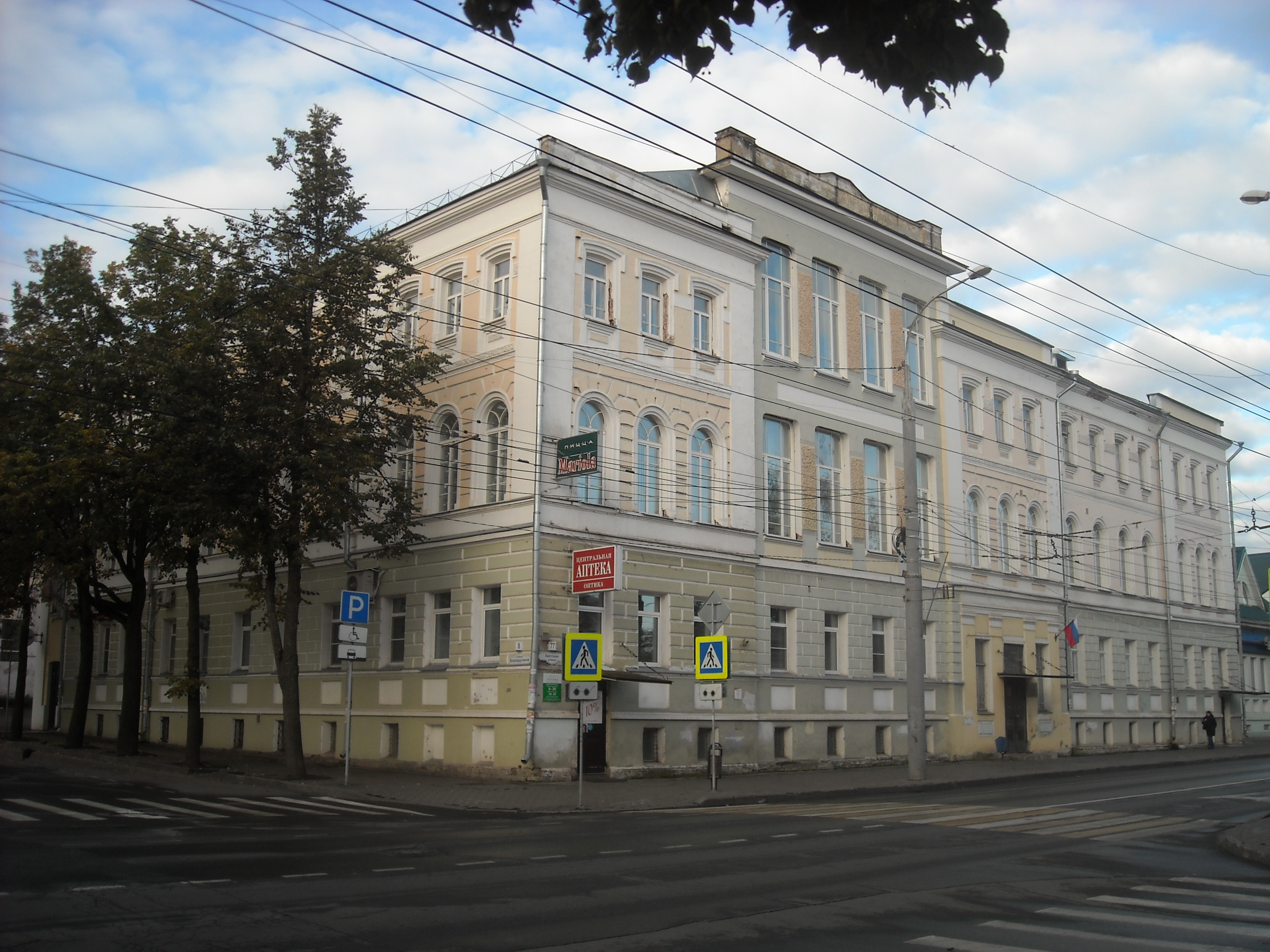
Здание бывшей земской управы на Крестовой улице
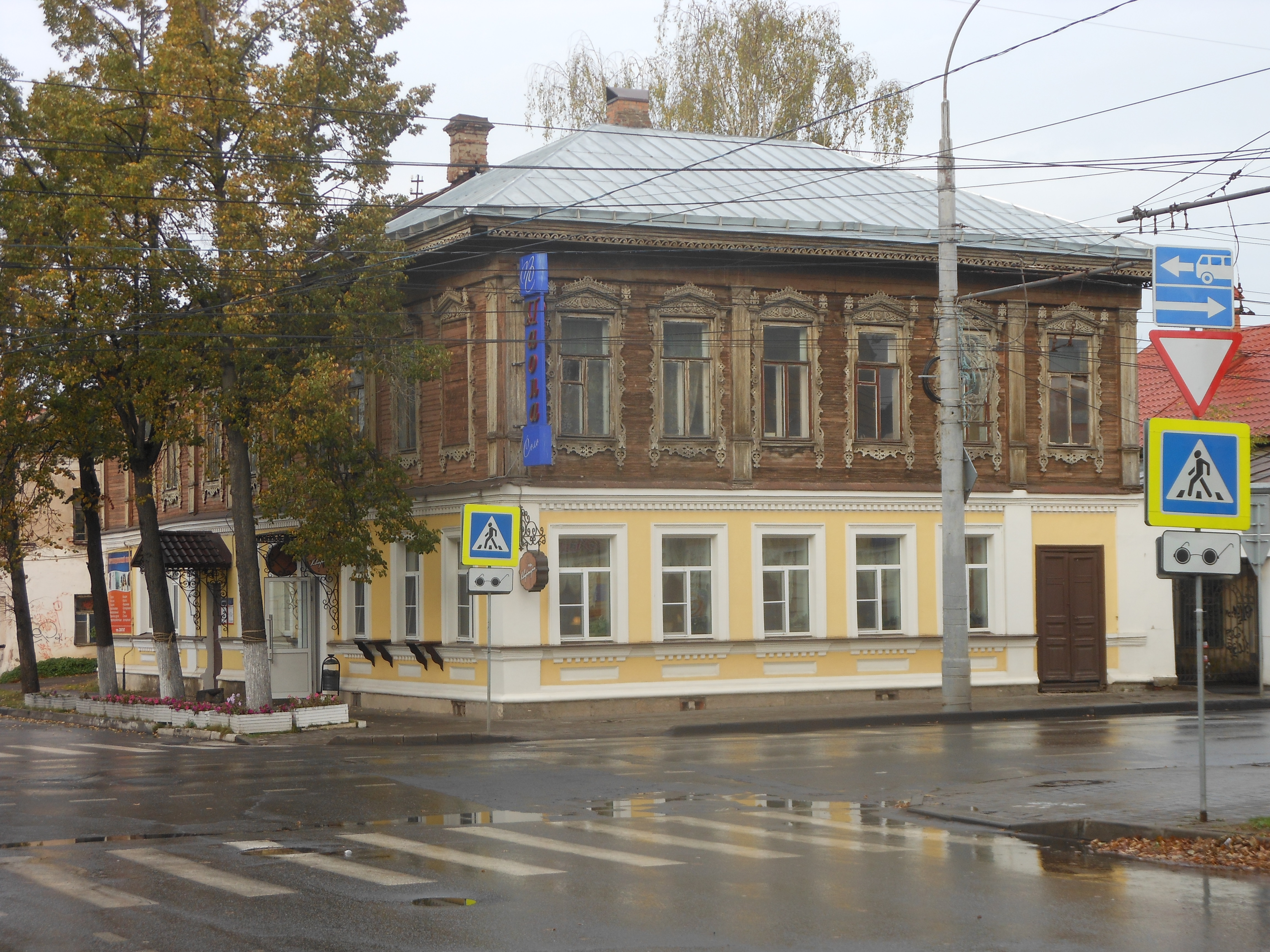
Городской особняк на Крестовой улице, XIX в.

## Административное деление

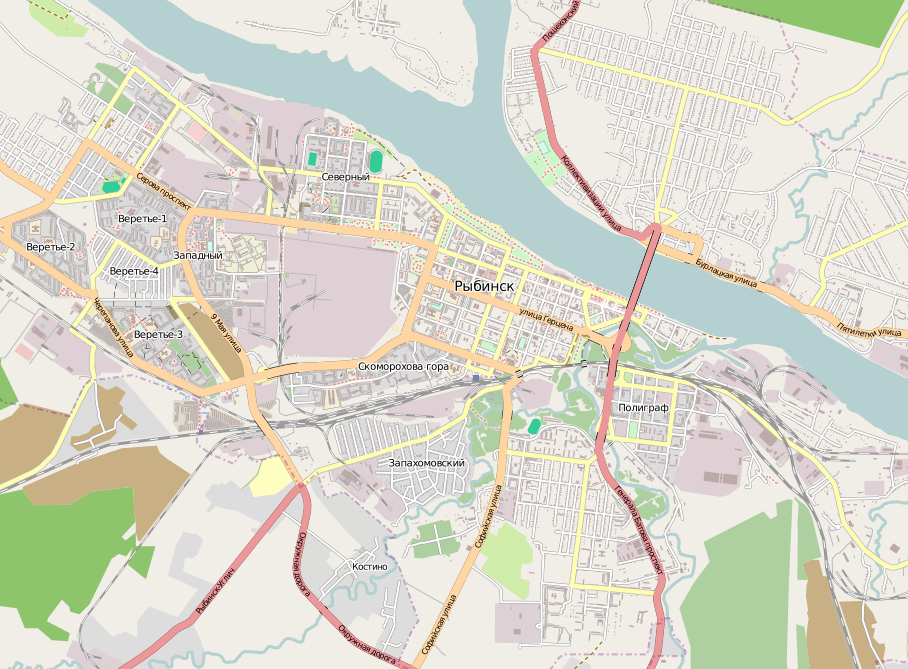
Карта центральной части

В настоящее время Рыбинск является единым административным пространством, районное деление города отсутствует. Существует полуофициальное деление города на микрорайоны, которые часто называют районами или посёлками:
- Левобережная сторона. На ней располагаются 4 микрорайона:

1. Микрорайон Волжский;
2. Микрорайон ГЭС-14;
3. Заволжье-1;
4. Слип (Заволжье-2);

- Правобережная сторона. Ядром является Центральный район — исторический центр Рыбинска.

К востоку от него находятся:
1. Полиграф (Зачеремушный район);
2. Копаево;
3. Микрорайон им. Кирова
4. Посёлок Ягутка;

К югу:
1. Гагаринский район;
2. Мариевка;
3. Запахомовский район;
4. Скоморохова гора;

К западу:
1. Микрорайон Северный;
2. Микрорайон Западный;
3. Прибрежный район;
4. Микрорайон Веретье-1;
5. Микрорайон Веретье-2;
6. Микрорайон Веретье-3;
7. Посёлок Шанхай (Веретье-4);
8. Микрорайон Переборы;

Ранее существовало деление на районы. Так 4 июля 1939 года в городе были образованы Ворошиловский, Молотовский и Сталинский районы. 18 декабря 1944 года был добавлен четвёртый — Шекснинский район, образованный за счёт включённых в городскую черту рабочих посёлков Шекснинский и Переборы. Однако 10 августа 1948 года районное деление в городе было упразднено. Повторно оно было введено 31 марта 1972 года, когда были созданы Пролетарский и Центральный районы. Граница между ними проходила по Шексне, далее по улице Луначарского, затем от железнодорожного вокзала по линии железной дороги на запад. В 1989 году городские районы вновь были упразднены.

## Население
| 1856     | 1897     | 1913     | 1923     | 1926     | 1931     | 1939     | 1941     | 1956     | 1959     | 1962     | 1967     |
| -------- | -------- | -------- | -------- | -------- | -------- | -------- | -------- | -------- | -------- | -------- | -------- |
| 8600     | ↗25 000  | ↗29 900  | ↗48 300  | ↗60 000  | ↗69 800  | ↗144 000 | ↗158 550 | ↗162 000 | ↗181 685 | ↗195 000 | ↗212 000 |
| 1970     | 1973     | 1975     | 1976     | 1979     | 1982     | 1985     | 1986     | 1987     | 1989     | 1990     | 1991     |
| ↗218 282 | ↗228 000 | ↗234 000 | →234 000 | ↗238 579 | ↗245 000 | ↗250 000 | ↘248 000 | ↗254 000 | ↘251 442 | ↗253 000 | →253 000 |
| 1992     | 1993     | 1994     | 1995     | 1996     | 1997     | 1998     | 1999     | 2000     | 2001     | 2002     | 2003     |
| ↘252 000 | ↘251 000 | ↘249 000 | →249 000 | ↘247 000 | ↘245 000 | ↘244 000 | ↘241 800 | ↘239 600 | ↘238 300 | ↘222 653 | ↗222 700 |
| 2004     | 2005     | 2006     | 2007     | 2008     | 2009     | 2010     | 2011     | 2012     | 2013     | 2014     | 2015     |
| ↘219 600 | ↘217 500 | ↘214 900 | ↘213 000 | ↘211 000 | ↘208 717 | ↘200 771 | ↗200 800 | ↘198 132 | ↘196 565 | ↘194 843 | ↘193 341 |
| 2016     | 2017     | 2018     | 2019     | 2020     | 2021     |          |          |          |          |          |          |
| ↘191 840 | ↘190 429 | ↘188 678 | ↘186 575 | ↘184 635 | ↘177 295 |          |          |          |          |          |          |

На 1 января 2025 года по численности населения город находился на 107-м месте из 1124 городов Российской Федерации.
Численность населения на 1 января 2021 года — 182 383 человека.
Численность населения на 1 января 2020 года — 184 635 человек.
Население по данным на 1 января 2019 года составляло 186,6 тыс. человек (мужчины — 83,8 тыс., женщины — 102,8 тыс.). Плотность населения — 2946,2 чел. на км². За двадцать лет (с 2000 по 2020 годы) население города сократилось на 53,7 тысяч человек.
Численность населения по данным переписи 2010 года — 200 771 человек, к 1 января 2021 года население города сократилось до 182 383 человек. В 2020 году в городе родилось 1397 человека, умерло 3465 человек; помимо естественной убыли населения в количестве 2068 человек в 2020 году, дополнительным фактором уменьшения численности населения города стал миграционный отток в размере 135 человек. Национальный состав традиционный для центра России, с абсолютным преобладанием русского населения.
Возрастное распределение на 1 января, тыс. чел:
|                                 | 2008  | 2009  | 2019 |
| ------------------------------- | ----- | ----- | ---- |
| моложе трудоспособного возраста | 26,8  | 26,8  | 31,1 |
| из них детей в возрасте 1-6 лет | 10,8  | 11,0  | 12,5 |
| в трудоспособном возрасте       | 131,5 | 129,0 | 97,8 |
| старше трудоспособного возраста | 52,7  | 52,9  | 57,7 |

Демографические показатели:
|                                                           | 2007 | 2008 | 2012 | 2015 | 2019 | 2020 |
| --------------------------------------------------------- | ---- | ---- | ---- | ---- | ---- | ---- |
| Число родившихся на 1000 человек населения                | 9,2  | 9,5  | 10,6 | 11,5 | 8,1  | 1,4  |
| Число умерших на 1000 человек населения                   | 18,4 | 18,4 | 16,7 | 17,1 | 16,3 | 3,5  |
| Естественный прирост, убыль (−) на 1000 человек населения | −9,2 | −8,9 | −6,1 | −5,6 | -8,2 | -2,1 |

Национальный состав
По итогам переписи населения 2020 года проживали следующие национальности (национальности менее 0,1 % и другое, см. в сноске к строке «Другие»):
| Национальность | Численность, чел. | Доля     |
| -------------- | ----------------- | -------- |
| Русские        | 146 834           | 82,82 %  |
| Украинцы       | 453               | 0,26 %   |
| Таджики        | 410               | 0,23 %   |
| Армяне         | 188               | 0,11 %   |
| Другие         | 29 410            | 16,58 %  |
| Итого          | 177 295           | 100,00 % |

## Экономика

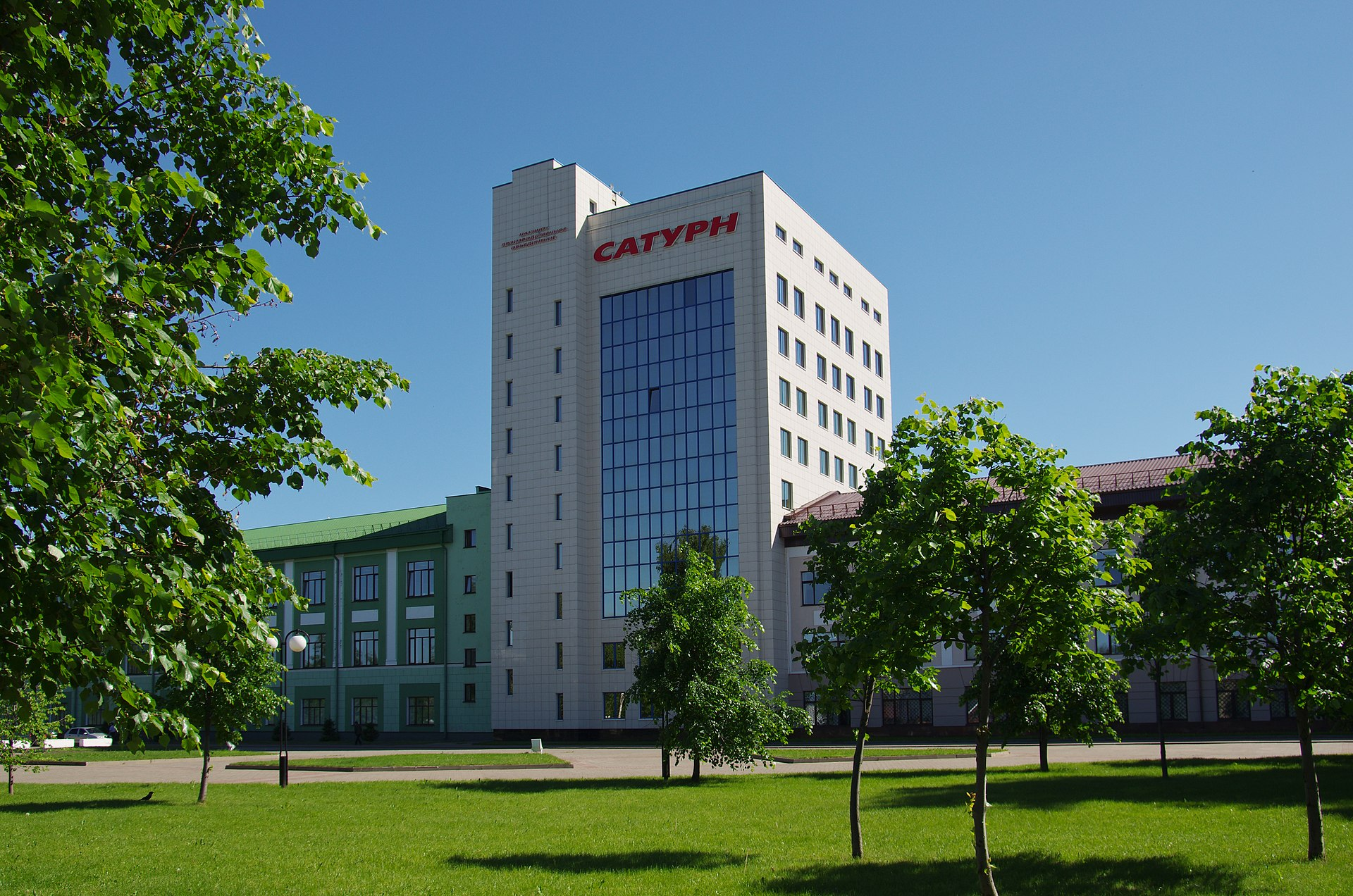
Офис ПАО «ОДК-Сатурн»

На 1 января 2021 г. в городе было зарегистрировано 3829 хозяйствующих субъекта экономики.
Объём отгруженных товаров, выполненных работ, услуг по полному кругу предприятий и организаций в 2020 году составил 115,7 млрд руб., в том числе: крупные и средние предприятия 101,4 млрд руб., малые предприятия (с учётом микропредприятий) 14,3 млрд руб.
Среднемесячная начисленная заработная плата (полный круг предприятий и организаций) по состоянию на 1 января 2021 г. составила 35 847,70 руб. (104,7 % к прошлому году), в том числе: крупные и средние предприятия — 38 844,00 руб.; малые предприятия (включая микропредприятия) — 19 507,00 руб.
Средний размер пенсии за 2020 год (информация по г. Рыбинску и Рыбинскому району) составил 15 816,00 руб.
|                                                                                           | 2015 | 2016 | 2017 | 2018 | 2019 |
| ----------------------------------------------------------------------------------------- | ---- | ---- | ---- | ---- | ---- |
| Сумма инвестиций в основной капитал (без субъектов малого предпринимательства), млрд руб. | 6,0  | 6,4  | 8,5  | 6,7  | 11,8 |

### Промышленность
На территории города — 42 крупных и средних промышленных предприятий выпускающих самую разнообразную продукцию. 10 предприятий научно-промышленного комплекса Рыбинска входят в ГК «Ростех» (около 80 % от численности крупных и средних промышленных предприятий).
Численность работающих в промышленности в 2020 году составила 23,6 тыс.чел. Среднемесячная номинальная начисленная заработная плата 42,6 тыс.руб.
Машиностроение играет ведущую роль в промышленном комплексе города удельный вес в объёмах отгруженной продукции составляет более 80 %.
Ведущие отрасли машиностроения: двигателестроение, судостроение, энергетическое машиностроение, приборостроение, электрооборудование и кабельное производство, дорожно-строительная и спецтехника.
Основной отраслью рыбинского машиностроения является производство двигателей разных типов и газотурбинных установок, которое представлено наиболее крупными предприятиями города:
ПАО «ОДК-Сатурн» — двигателестроительная компания, специализирующаяся на разработке, производстве, маркетинге и продажах, послепродажном обслуживании газотурбинных двигателей (ГТД) для авиации и флота, энергогенерирующих и газоперекачивающих установок, морских и приморских промышленных объектов, в том числе производит двигатели для боевых крылатых ракет «Калибр» ;
АО «ОДК — Газовые турбины» — специализируется на проектировании и производстве энергетических установок и газоперекачивающих агрегатов, строительстве газотурбинных теплоэлектростанций, обслуживании энергообъектов на протяжении всего жизненного цикла.
В Рыбинске развиты и другие отрасли машиностроения: производство дорожных машин (АО «Раскат», ООО Завод «Дорожных машин»), снегоходов и мотовездеходов (АО «Русская механика»), производство трубозапорной арматуры (АО «АК „Фобос“», АО «Энмаш», Холдинг «Севермаш»), инструментальное производство (ЗАО «НИР», АО «СатИЗ»).

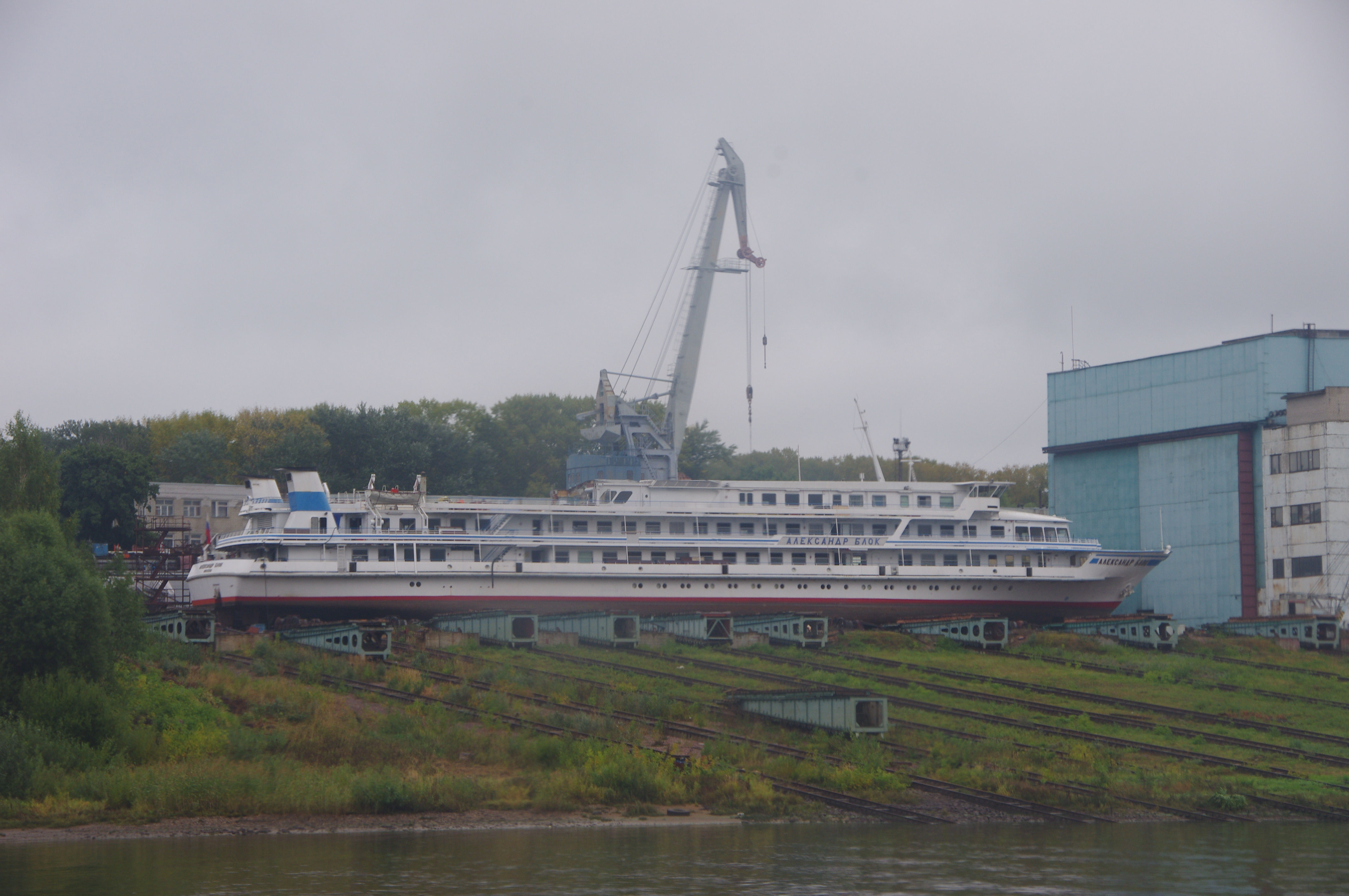
Первый в России слип — инженерное сооружение для подъёма и спуска судов на воду (ООО «Верфь братьев Нобель»)

Благодаря своему местоположению на Волго-Балтийском пути Рыбинск имеет развитое судостроение. В городе располагаются судостроительные заводы: АО «Судостроительный завод „Вымпел“» (производит боевые ракетные и патрульные катера, скоростные поисково-спасательные, пожарные, гидрографические, рыболовные, буксирные суда, суда на подводных крыльях «Комета-120М», пластиковые катера), ООО «Верфь братьев Нобель» (танкеры, сухогрузы, военные и гражданские суда, судоремонт).
Важной отраслью рыбинской промышленности является приборостроение, преимущественно оборонного и двойного назначения: ПАО «Рыбинский завод приборостроения», АО «КБ „Луч“», АО «НПФ „Старт“», Рыбинский филиал АО «Воентелеком»-190 Центральный ремонтный завод средств связи.
Электротехническая промышленность представлена кабельными заводами ООО «Рыбинсккабель», ООО «Рыбинскэлектрокабель», ООО «Волмаг» и ООО «Рыбинский электромонтажный завод» (входит в холдинг TDM Electric).

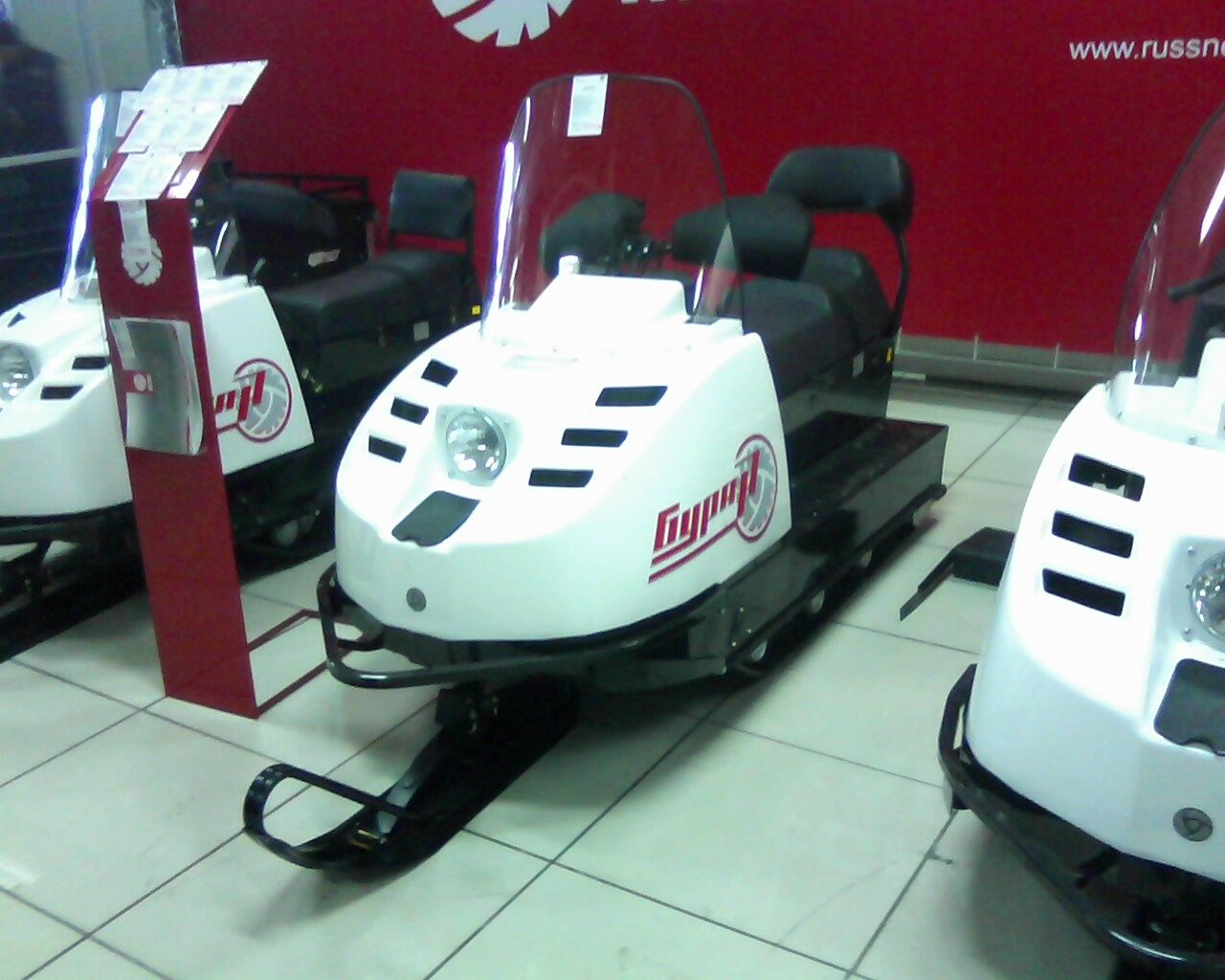
Снегоходы «Буран» производства АО «Русская механика»

В городе развиты предприятия лёгкой, пищевой, деревообрабатывающей промышленности, промышленности строительных материалов. Лёгкую промышленность представляет ООО «Рыбинский кожевенный завод» (шорно-седельные и подошвенные кожи). Деревообрабатывающая промышленность включает в себя предприятия по производству мебели: АО «Свобода», ООО «Мебельная фабрика „Виктория“», ООО «Рыбинская мебельная фабрика „Монарх“».
Производство строительных материалов представлено заводом «Технофлекс» (ранее Рыбинский завод кровельных материалов «Крома») компании «ТехноНиколь» (мягкие кровельные покрытия, изоляционные и прокладочные материалы).
Исторической отраслью экономики Рыбинска является перевалка и переработка хлеба и зерновых. В городе функционируют элеваторы, комбинат АО «Рыбинскхлебопродукт», крупнейший городской элеватор (хлебобулочные, макаронные изделия, мука, комбикорм), АО «Рыбинский мукомольный завод», АО «Рыбинский комбикормовый завод». Пищевая промышленность также включает в себя молокозавод ООО «Рамоз», ООО «Рыбинский молочный завод», ПАО «Рыбинский пивзавод» и ряд малых предприятий пищевой промышленности.
Ежегодно, начиная с 2014 года, в городе Рыбинске проводится международный технологический форум «Инновации. Технологии. Производство». Организатором Форума выступает ПАО «ОДК-Сатурн», при участии РГАТУ им. Соловьёва, Правительства Ярославской области, Администрация городского округа город Рыбинск. В Форуме ежегодно принимают участие более 1200 участников из России, Германии, Кореи, Чехии, Израиля, США, Франции, Молдовы, Беларуси, Украины, это представители промышленных предприятий, топ-менеджеры государственных корпораций и холдинговых компаний, институтов развития, научно-образовательного сообщества, федеральных и региональных органов власти.
Форум является коммуникационной платформой для обмена взглядами на будущее развитие, научно-техническими идеями и технологическими решениями, обсуждения механизмов их реализации в жизнь и выработки путей взаимодействия представителей различных сфер экономики для создания общего будущего.

### Строительство
В городе зарегистрировано 531 организаций, осуществляющих деятельность в строительном секторе. В 2019 году введено в эксплуатацию 159 зданий, из них 151 жилых домов и 8 зданий нежилого назначения.
Объёмы строительства жилья в Рыбинске продолжают оставаться низкими. Среди причин, высокие ставки по ипотеке и высокая стоимость квадратного метра, сопоставимая с ярославской. В отличие от Ярославля и других крупных городов, в Рыбинске среди новостроек преобладают малоэтажные здания высотой 3-5 этажей, возводимые по трудоёмким технологиям (кирпич, керамические и газобетонные блоки).
Общая площадь жилищного фонда, приходящаяся в среднем на одного городского жителя, на конец 2017 года составила 26 м².
В советское время в Рыбинске действовала мощная строительная индустрия, включавшая в себя строительный трест № 16 с домостроительным комбинатом, а также строительные подразделения моторостроительного и Волжского машиностроительного заводов. Объёмы ввода жилья доходили до 120 тысяч м² в год. Экономический кризис 1990-х годов привёл к разрушению строительной отрасли города и многократному падению объёмов жилищного строительства.
С 2015 года в Рыбинске наблюдается оживление жилищного строительства. Основные застройщики: ПСК «Зевс» (г. Углич), рыбинские компании ООО «Акварель», СК «Авдат», Компания «Верхневолжская производственная сеть», «А’Мишель», «Арсенал-СП», СК «Вариант» и др. В городе действуют муниципальные программы по обеспечению доступным и комфортным жильём населения.
| Объёмы ввода жилых помещений, тыс. м² общей площади | Объёмы ввода жилых помещений, тыс. м² общей площади | Объёмы ввода жилых помещений, тыс. м² общей площади | Объёмы ввода жилых помещений, тыс. м² общей площади | Объёмы ввода жилых помещений, тыс. м² общей площади | Объёмы ввода жилых помещений, тыс. м² общей площади | Объёмы ввода жилых помещений, тыс. м² общей площади | Объёмы ввода жилых помещений, тыс. м² общей площади | Объёмы ввода жилых помещений, тыс. м² общей площади | Объёмы ввода жилых помещений, тыс. м² общей площади | Объёмы ввода жилых помещений, тыс. м² общей площади | Объёмы ввода жилых помещений, тыс. м² общей площади | Объёмы ввода жилых помещений, тыс. м² общей площади | Объёмы ввода жилых помещений, тыс. м² общей площади | Объёмы ввода жилых помещений, тыс. м² общей площади | Объёмы ввода жилых помещений, тыс. м² общей площади | Объёмы ввода жилых помещений, тыс. м² общей площади | Объёмы ввода жилых помещений, тыс. м² общей площади | Объёмы ввода жилых помещений, тыс. м² общей площади |
| Год                                                 | 2003                                                | 2004                                                | 2005                                                | 2006                                                | 2007                                                | 2008                                                | 2009                                                | 2010                                                | 2011                                                | 2012                                                | 2013                                                | 2014                                                | 2015                                                | 2016                                                | 2017                                                | 2018                                                | 2019                                                | 2023                                                |
| --------------------------------------------------- | --------------------------------------------------- | --------------------------------------------------- | --------------------------------------------------- | --------------------------------------------------- | --------------------------------------------------- | --------------------------------------------------- | --------------------------------------------------- | --------------------------------------------------- | --------------------------------------------------- | --------------------------------------------------- | --------------------------------------------------- | --------------------------------------------------- | --------------------------------------------------- | --------------------------------------------------- | --------------------------------------------------- | --------------------------------------------------- | --------------------------------------------------- | --------------------------------------------------- |
| всего по Ярославской области                        | 215                                                 | 218                                                 | 224                                                 | 247                                                 | 420                                                 | 397                                                 | 376                                                 | 292                                                 | 411                                                 | 461                                                 | 487                                                 | 694                                                 | 717                                                 | 797                                                 | 754                                                 |                                                     |                                                     |                                                     |
| в Рыбинске                                          | 9,9                                                 | 18,3                                                | 9,4                                                 | 6,5                                                 | 29,3                                                | 10,9                                                | 10,6                                                | 17,2                                                | 22,2                                                | 35,1                                                | 23,5                                                | 34,5                                                | 49,6                                                | 42,5                                                | 43,1                                                | 40,9                                                | 35,3                                                | 40                                                  |

### Банки
На рынке финансовых услуг в городе представлены филиалы российских коммерческих банков: Сбербанк, Россельхозбанк, «ВТБ», Промсвязьбанк, Хоум Кредит, Почта Банк, Совкомбанк, Росгосстрах банк, Московский кредитный банк, Фора-Банк, Транскапиталбанк, Новикомбанк, Яринтербанк.

### Информационные технологии
В Рыбинске развивается сфера информационных технологий, что обусловлено в том числе наличием учебных заведений, выпускающих IT-специалистов (РГАТУ им. П. А. Соловьева, авиационный и полиграфический колледжи). В городе действуют основной производственный центр "НПО «Криста», филиалы компаний «Тензор», «Сател», BiV. Строится IT-центр компании «Тензор» на 300 рабочих мест.

### Торговля
В Рыбинске представлены как федеральные торговые сети: «Л'Этуаль», «Ив Роше», «Эльдорадо», «М.Видео», «DNS», «НИКС», «Спортмастер», «585», «ТВОЁ», «Глория Джинс», «Детский мир», «33 пингвина», «FixPrice», «Много мебели», «Цвет диванов», «Ангстрем»; так и региональные: «АКСОН», «Бигам».
Продуктовая торговля представлена универсамами, гипер- и супермаркетами сетей «Магнит», «Пятёрочка», «Дикси», «Ашан», «АТАК», «МАКСИ», «Высшая лига», «Верный», «Чижик», «Светофор», «ВкусВилл». Значительную долю в продуктовой торговле занимает рыбинская сеть «Дружба». До ноября 2019 года в городе работала рыбинская сеть супермаркетов «Мировой», до 2021 года функционировала сеть универсамов «Молодёжный».
Работают рестораны быстрого питания: Бургер Кинг, «Вкусно — и точка» (Макдоналдс в 2011—2022 гг.), «Ростикс» (KFC в 2021—2025 гг.).
В городе функционируют три рынка: Мытный, Сенной, Веретьевский (№ 3), где реализуются продовольственные и непродовольственные (в основном одежда и обувь) товары.
Наиболее крупные торговые центры Рыбинска: ТРЦ «VIKONDA», ТЦ «Космос», ТЦ «Сенная площадь», гипермаркет «МАКСИ», гипермаркет «Магнит», строительный гипермаркет «АКСОН», универмаг «Юбилейный». Функционируют автосалоны марок LADA (до 2024 года Renault) и Changan.

### Туризм

Монумент «Волга»

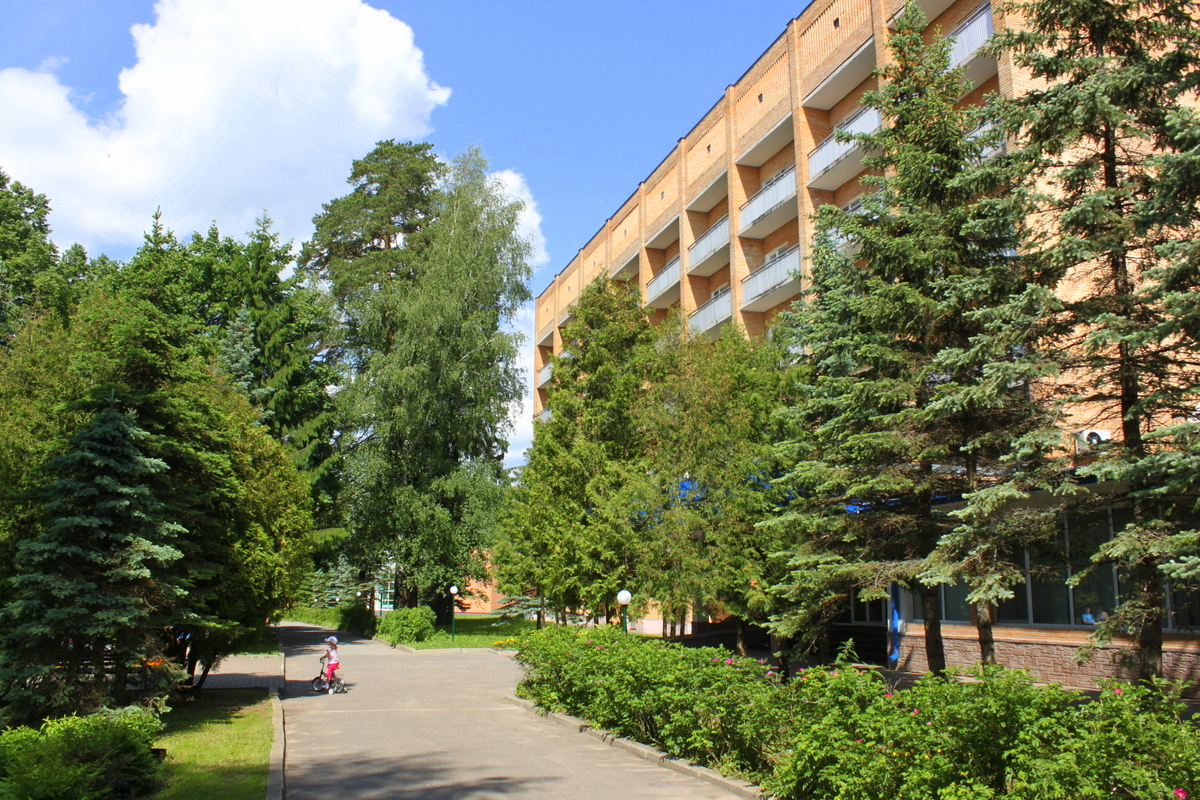
Санаторий «Кстово»

Значимым событием города являлся этап кубка мира по лыжным гонкам в Дёмино; в настоящее время ежегодно проводятся: Дёминский лыжный марафон из серии WORLDLOPPET, «НаШествие Дедов Морозов», Фестиваль Ушаков, День купца, День города, Фестиваль поэзии и песни памяти Льва Ошанина, «Рыбинская рыбалка», Рыбинский беговой полумарафон.
Перспективным направлением является развитие промышленного туризма в городе. Разрабатываются новые маршруты, которые включают в себя ключевые предприятия города — ОДК «Сатурн», АО «Русская механика», судостроительный завод «Вымпел», Рыбинскую ГЭС, пивоваренный завод «Богемия». Обсуждается вопрос создания в Рыбинске музея промышленности Ярославской области и музея железной дороги.
Большую ценность представляет исторический центр города с застройкой XVIII — начала XX веков.
В городе и пригороде работает 14 гостиниц (более 500 номеров, более 1000 мест).

## Транспорт

### Железнодорожный

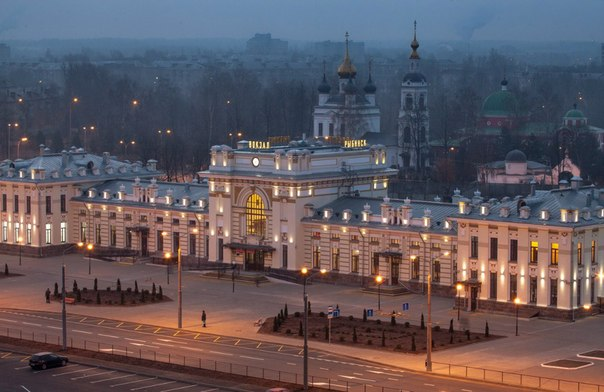
Железнодорожный вокзал

Железнодорожная линия Бологое — Рыбинск — Ярославль — звено крупной железнодорожной магистрали, связывающей Латвию и Эстонию, а также Псковскую, Новгородскую и Калининградскую области с севером европейской части страны, Уралом и Сибирью. Транссибирская железнодорожная магистраль проходит через г. Ярославль. Железнодорожная станция Рыбинск Северной железной дороги лежит не на самых оживлённых железнодорожных путях. Пассажирский поезд из Рыбинска следует до Москвы 2 раза в неделю (летом чаще; также в некоторые предпраздничные дни пускают дополнительные поезда) по неэлектрифицированной линии, проходящей через малонаселённые районы Ярославской и Тверской областей, через станции Сонково и Савёлово. По пути к нему прицепляют вагоны из некоторых малых городов (Углича, Калязина). Кроме этого, через Рыбинск следуют пассажирские поезда из Самары, Иваново, Уфы, Костромы на Санкт-Петербург. Других пассажирских поездов дальнего следования через Рыбинск не ходит. Пригородным железнодорожным сообщением и автомобильными дорогами Рыбинск связан с Ярославлем, и путь с пересадкой в Ярославле часто оказывается быстрее. Между Рыбинском и Ярославлем ходит скоростной пригородный поезд «Чайка», следующий без остановок. Рыбинский железнодорожный вокзал — памятник архитектуры федерального значения.

### Автомобильный

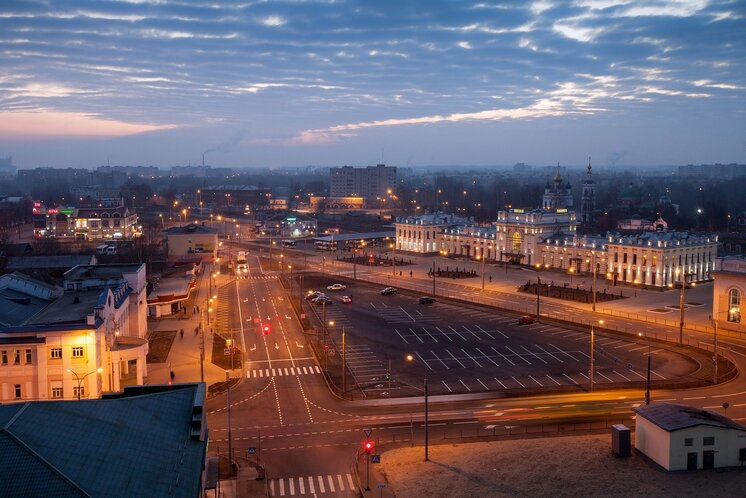
Привокзальная площадь

Через Рыбинск проходят автомобильные дороги общего пользования регионального и межмуниципального значения государственной собственности Ярославской области, такие как: Сергиев Посад — Калязин — Рыбинск — Череповец (участок Мышкин — Рыбинск), Ярославль — Рыбинск (80 км), Рыбинск — Пошехонье, Рыбинск — Тутаев (левый берег). Переправа в городе через Волгу проходит через Рыбинский автомобильный мост и дамбу Рыбинской ГЭС (через неё, в основном, следует транзитный грузовой транспорт). Рыбинск связан с Ярославлем автодорогой через Тутаев. Через город проходит трасса, связывающая его с Мышкиным, Угличем, Пошехоньем и Череповцом в Вологодской области. Отсутствие автомобильного моста через Волгу в западном направлении делает чрезвычайно неудобным автомобильное сообщение из города с территориально близкими северо-западными районами Ярославской области: Брейтовским и Некоузским, а также с городами Тверской и Вологодской областей: Бежецком, Весьегонском, Устюжной. Маршрут Рыбинск — Москва проходит через Ярославль, Ростов-Великий, Переславль-Залесский и занимает по времени около 6 ч. Автомобильный маршрут из Рыбинска в Москву, минуя Ярославль, проходит через Углич, Калязин и Сергиев Посад. Автобус преодолевает 270-километровый путь за 5 ч. 15 мин. Путь из Рыбинска в Санкт-Петербург пролегает через Пошехонье, Череповец и далее по федеральной дорге А114. Путь в области Среднего Поволжья лежит через Ярославль. Автовокзал в Рыбинске совмещён с железнодорожным и находится в восточном крыле вокзала.
В Рыбинске функционируют троллейбусная и автобусная сети. Развита сеть маршрутных такси. Число людей, перевезённых за год во внутригородском сообщении:
|                            | 2007 | 2008 | 2010 | 2011 | 2016            |
| -------------------------- | ---- | ---- | ---- | ---- | --------------- |
| автобусами, млн человек    | 31,6 | 31,7 | 27,1 | 27,4 | 16,0 (ПАТП № 1) |
| троллейбусами, млн человек | 17,4 | 17,9 | 17,6 | 18,2 | 12,7            |

### Водный

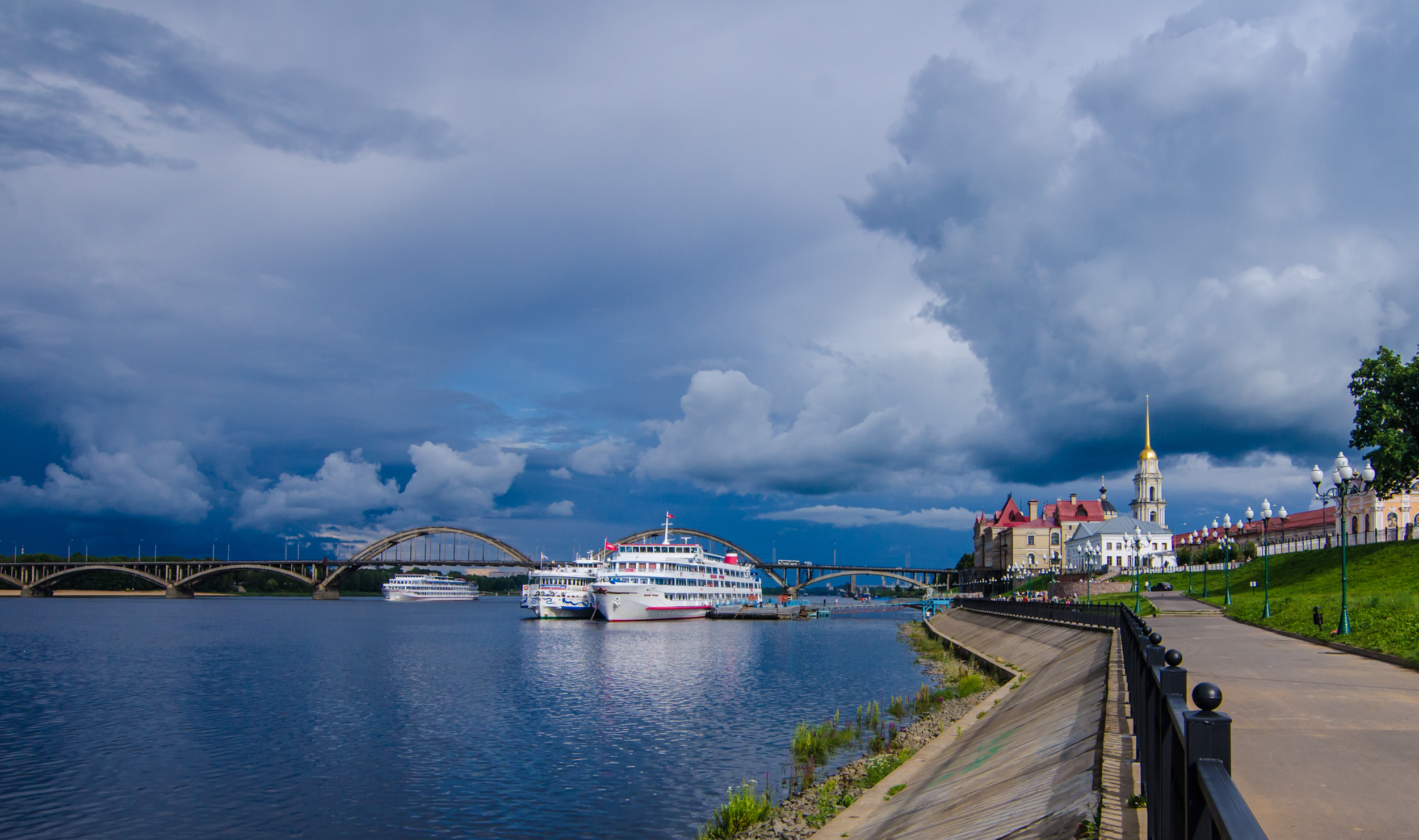
Набережная Рыбинска

Система гидротехнических сооружений (шлюзов) обеспечивает судоходство по реке Волге и связывает Рыбинск фактически со всеми речными и морскими портами страны. В городе действует речной грузовой порт. Работают пригородные и междугородные маршруты пассажирского речного транспорта. В советское время в Рыбинске находился мощный пассажирский скоростной флот, состоявший из судов на подводных крыльях и глиссеров «Заря». Скоростные речные маршруты теплоходами «Метеор» и «Ракета» были почти все закрыты в послесоветское время. Вниз по Волге, в города Тутаев и Ярославль в период навигации в настоящее время действует только маршрут Брейтово — Рыбинск — Ярославль и осуществляется теплоходом «Метеор», который принадлежит Рыбинскому пароходству. Теплоход «Заря» прекратил внутригородские перевозки пассажиров в 2010 году. Вверх через Рыбинское водохранилище есть несколько маршрутов. Основной путь ведёт к городу Мышкину и далее к Угличу, Калязину, Дубне и каналу Москва — Волга (маршрут был закрыт в 1995 году). Два других маршрута проходят: один к Пошехонью и Череповцу (маршрут закрыт в 2001 году), другой к Весьегонску (маршрут закрыт в 2005 году). Для пути через водохранилище имеется однокамерный двухниточный шлюз. Для частных судов использование шлюза является бесплатным. В Рыбинске останавливаются туристические пассажирские теплоходы, курсирующие по Волге.

### Воздушный
На территории Рыбинска имеется два аэропорта: Староселье (Рыбинский район, Назаровское сельское поселение, д. Староселье) и аэродром Южный (Рыбинский район, посёлок Кстово). Регулярные рейсы не осуществляются. В 95 км от Рыбинска располагается региональный аэропорт Туношна.

## Социальная сфера

### Образование

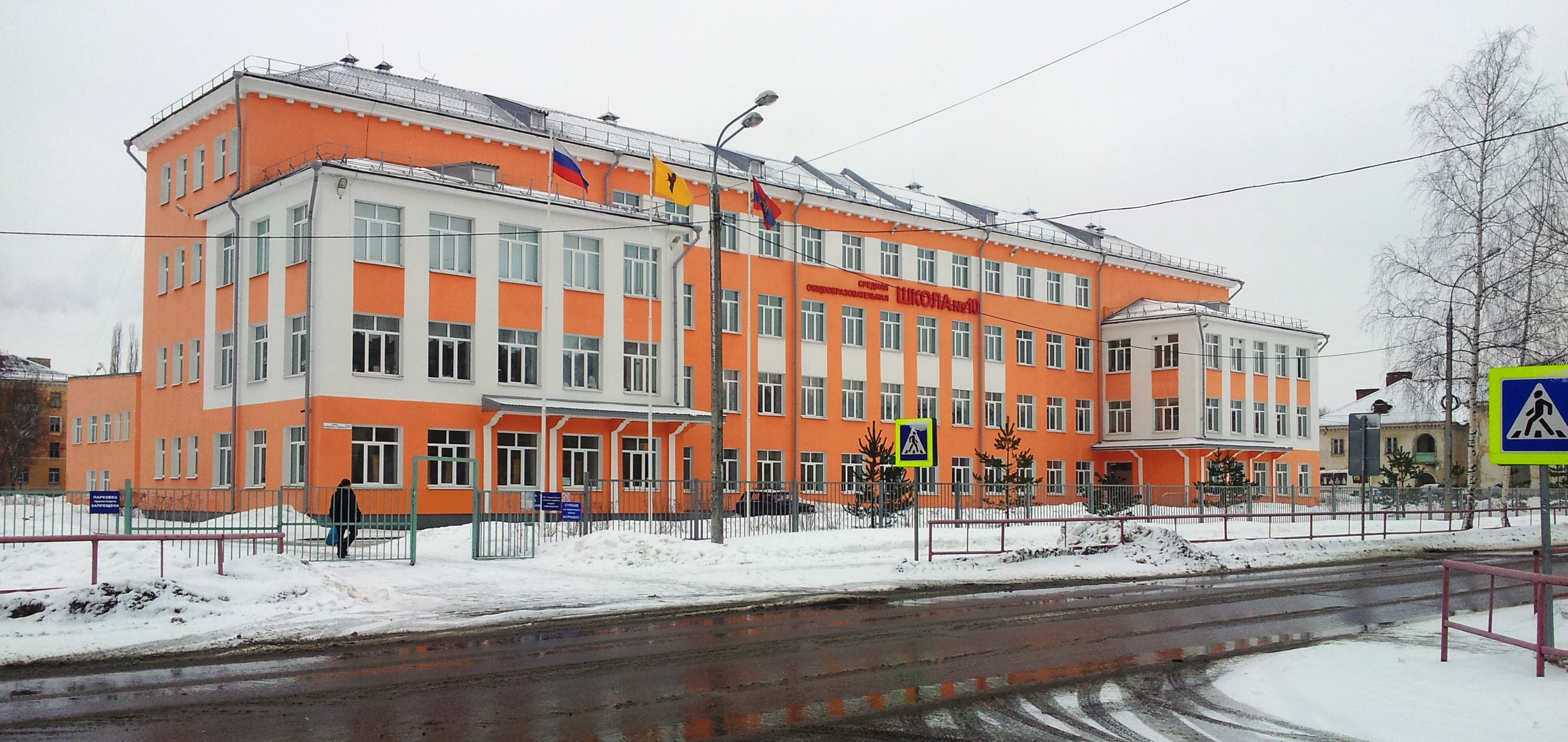
Средняя школа № 10

В городе работает 92 образовательных учреждения:
- 56 организаций дошкольного образования
- 27 общеобразовательных учреждений
- 5 учреждений дополнительного образования
- 2 учреждения, способствующие функционированию образовательной сети
- 4 учреждения высшего профессионального образования
- 9 учреждений среднего профессионального образования

### Среднее профессиональное образование
- Рыбинский полиграфический колледж Рыбинский авиационный колледж
- Рыбинский авиационный колледж

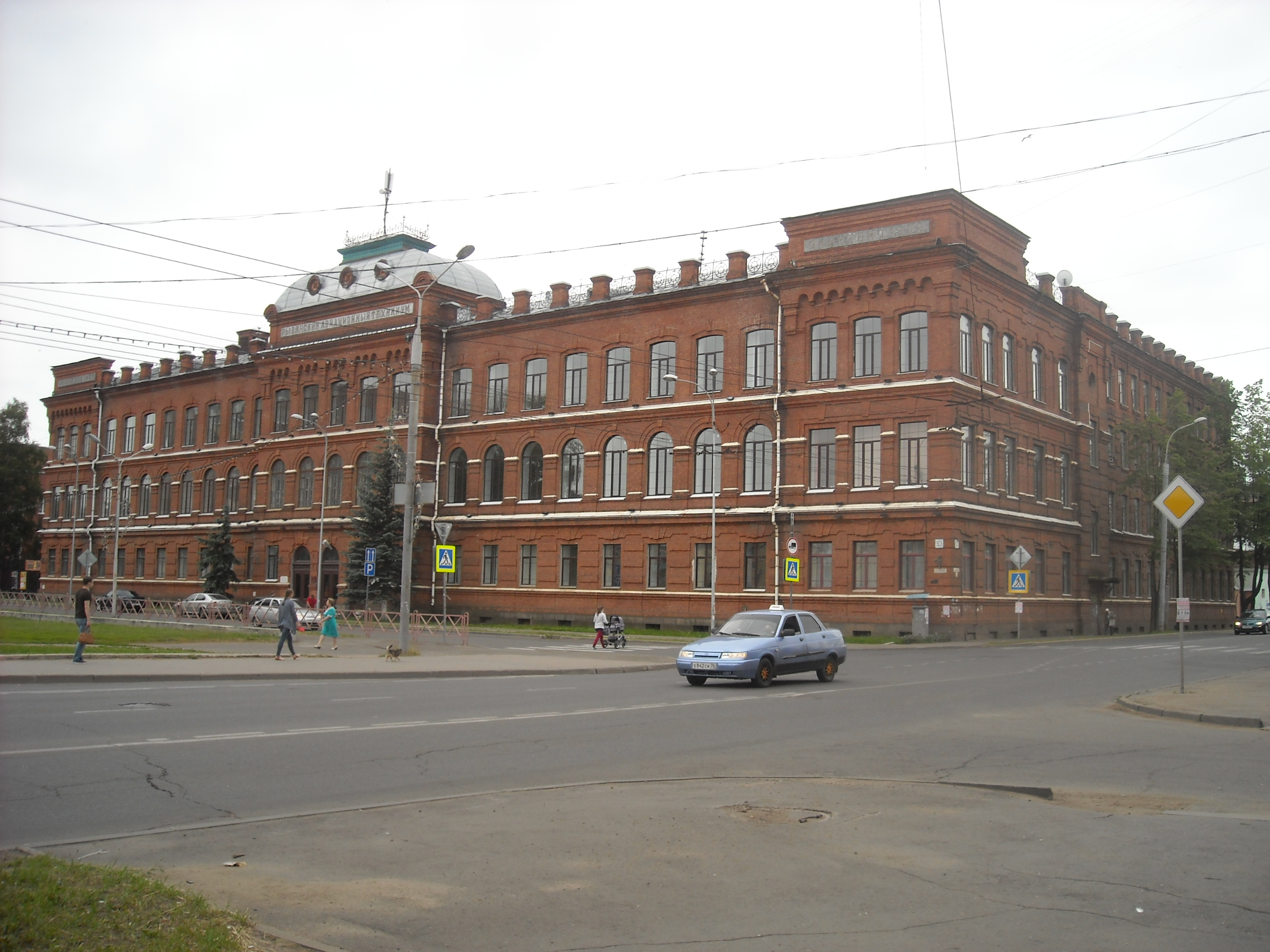
Рыбинский авиационный колледж

- Рыбинское речное училище им. В. И. Калашникова (Рыбинский филиал ВГУВТ)
- Рыбинский профессионально — педагогический колледж
- Медицинский колледж
- Рыбинский транспортно-технологический колледж
- Рыбинский промышленно-экономический колледж
- Рыбинский колледж городской инфраструктуры
- Рыбинский лесотехнический колледж (лесхоз-техникум, лесной техникум)

### Система высшего образования

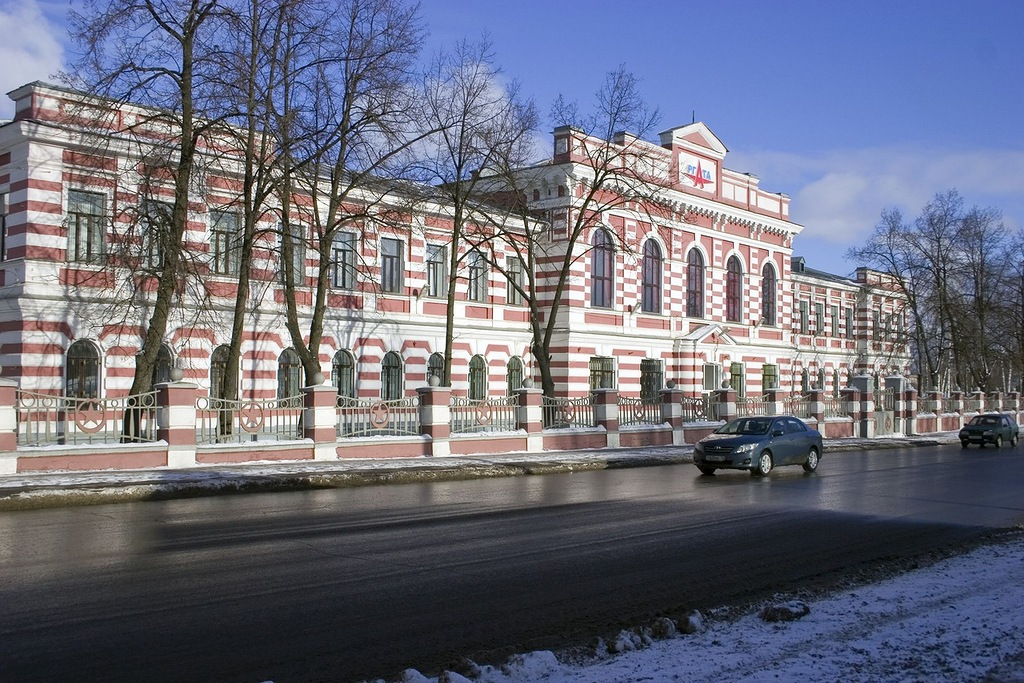
Учебный корпус РГАТУ

- Учебный корпус РГАТУРыбинский государственный авиационный технический университет имени П. А. Соловьёва (РГАТУ)
- Рыбинский филиал Международной академии бизнеса и новых технологий
- Рыбинский филиал Современной гуманитарной академии (СГА)
- Рыбинский филиал МГАВТ

В городе работает инновационная IT-школа «Алгоритмика», на базе которой можно изучить как азы компьютерной грамотности, так и современные языки программирования, такие как Python или C#. На базе школы «Алгоритмика» сегодня обучается свыше 400 детей города Рыбинска. Современный технический центр «Кванториум», который рассчитан на 800 учеников школьного возраста. В городе реализуется дуальная система образования на базе Рыбинского промышленно-экономического техникума совместно с ПАО «ОДК-Сатурн». В Центре детского и юношеского технического творчества существуют кружки по авиамоделированию и судомоделированию, что даёт возможность воспитанникам кружков в будущем работать на ведущих предприятиях города.

### Спорт

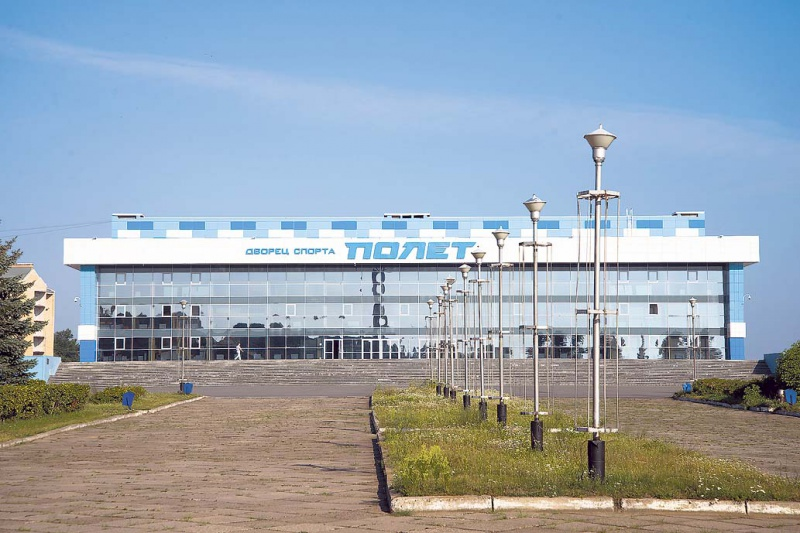
Дворец спорта «Полёт»

В Рыбинске работает 15 спортивных школ, 8 из которых имеют статус олимпийского резерва. В городе имеется материально-спортивная база: 321 спортсооружение.

В зимнее время функционируют 30 хоккейных кортов и ледовых площадок для массового катания на коньках, проводятся игры на приз «Золотая шайба». Основной стадион города — «Сатурн», где в настоящее время проводится полная реконструкция.

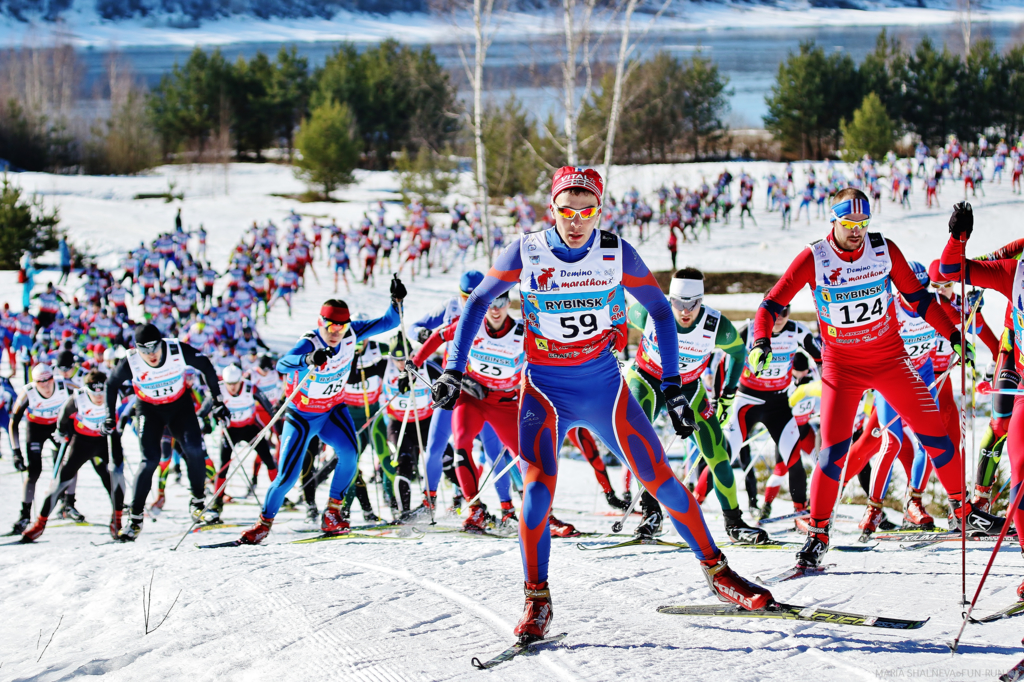
Деминский лыжный марафон

Стадион дублёр — «Метеор» имеет качественный газон и отремонтированную трибуну вместимостью 2000 человек. Третий стадион — «Металлист» находится в отдалённом микрорайоне города — Волжский — его трибуна вмещает 3000 человек. Четвёртый стадион — «Переборец» располагается на берегу Рыбинского водохранилища в микрорайоне Переборы. Пятый стадион — «Авангард» расположен в микрорайоне Северный. Все перечисленные стадионы являются спорткомплексами с возможностью занятий разными видами спорта. В городе работает теннисный спортивный клуб «Звезда». Есть также небольшие стадионы районного уровня («Взлёт», «Восход», «18/28»).

На базе дворца спорта «Полёт», который служил домашней площадкой для хоккейного клуба «Рыбинск», создана молодёжная хоккейная команда «Полёт», чемпион Национальной молодёжной хоккейной лиги 2022 года. Дворец спорта был построен в 1977 году к юбилею города, в 2013 году был реконструирован. После реконструкции вместимость трибун составляет 1700 человек. В городе имеется футбольно-спортивный клуб «Рыбинск». С 2017 года команда выступает в Третьем дивизионе первенства России.

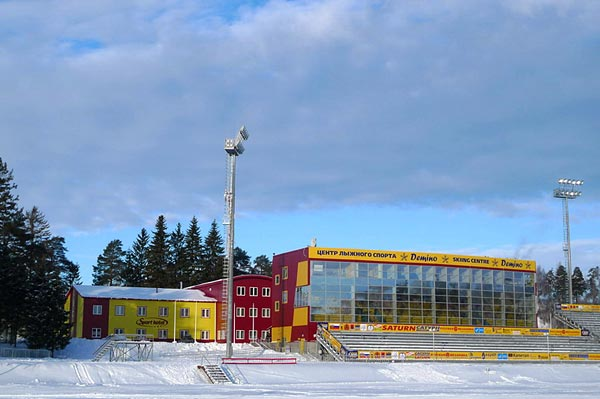
Центр лыжного спорта «Дёмино»

Ежегодно в городе проводятся физкультурные мероприятия и спортивные соревнования различного уровня. В 2019 году проведено 398 соревнований различного уровня, в том числе: 301 городского, 63 регионального, 33 российского, 1 международного.
В окрестностях города находится Центр лыжного спорта «Дёмино» с сертифицированными трассами FIS, на которых проходили этапы Кубка мира по лыжным гонкам — база для летних и зимних тренировок, в том числе сборных команд (лыжероллерные и лыжные трассы). В 2017 году началось строительство регионального центра по лыжным гонкам и биатлону в Дёмино, которое рассчитано на 2 года. В декабре 2018 года здесь завершилось строительство биатлонного стрельбища и оно было введено в эксплуатацию. В январе 2020 года Рыбинск впервые примет чемпионат и первенство России по биатлону.
В рамках местного ДОСААФ действует парашютный и аэроклуб, позволяющий заниматься воздушными видами спорта, и совершать разовые прыжки с парашютом. Расположен на аэродроме «Кстово».

### Культура
Сфера культуры в Рыбинске представлена следующими учреждениями:

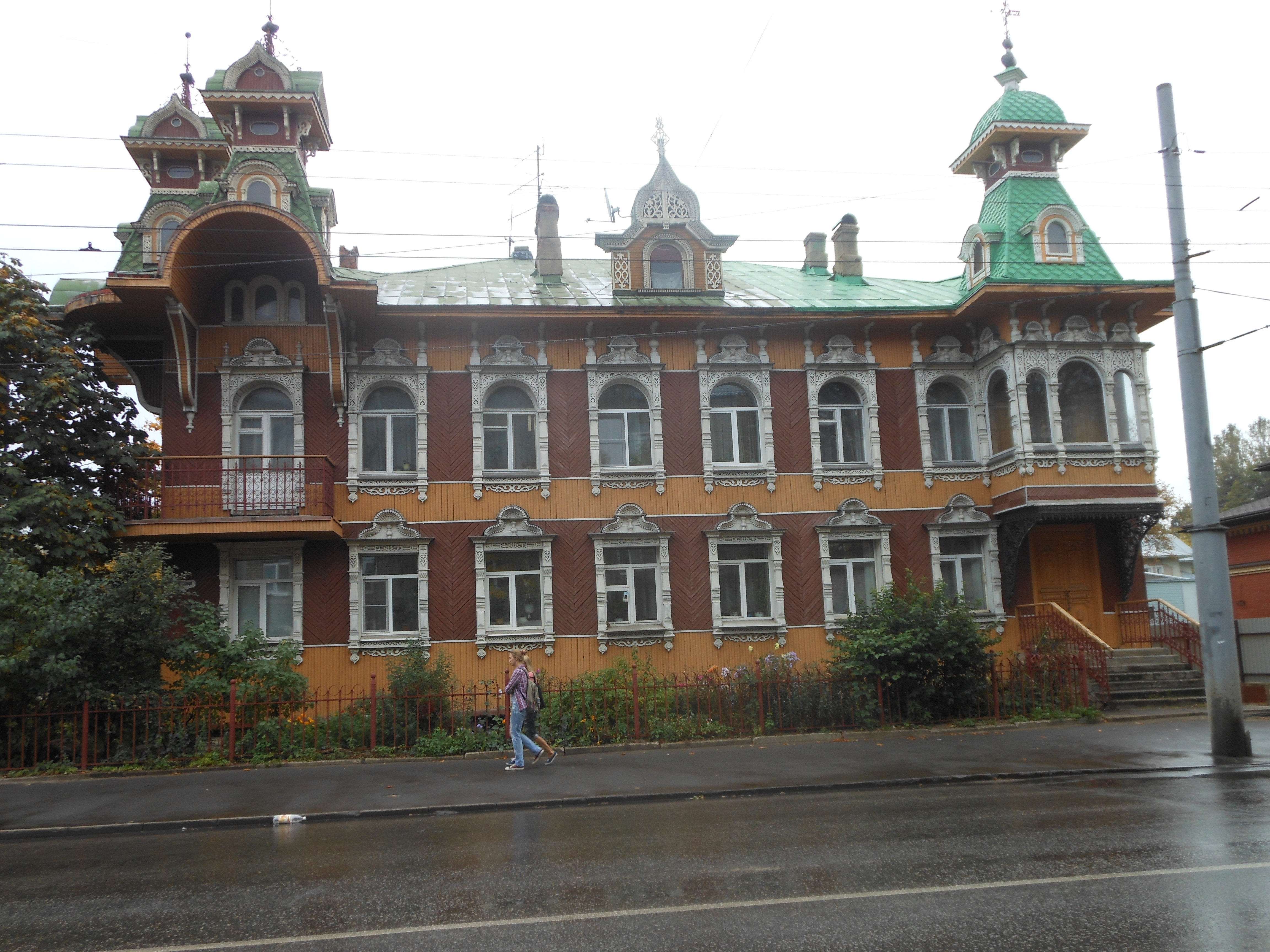
Дом художников на улице Пушкина

- Рыбинский драматический театр, основан в 1825 году.
- Рыбинский кукольный театр — основанный в 1933 году и входящий в десятку старейших театров кукол в России.
- «Хороший театр»
- Централизованная библиотечная система: «Библиотечно-информационный центр „Радуга“» с 13 филиалами.
- 7 муниципальных учреждений дополнительного образования: детские музыкальные школы, детские школы искусств, детская художественная школа (учреждения посещают дети с 4 до 16 лет).
- Духовой оркестр — один из лучших коллективов области, преемник известного во всём мире оркестра «Радуга». В репертуаре оркестра классические, эстрадные, джазовые произведения как русских, так и зарубежных авторов.
- Культурно-досуговые учреждения: ДК «Вымпел», ДК «Волжский», ДК «Слип», Культурно-досуговый комплекс «Переборы», «Общественно-культурный центр», ДК «Авиатор», «Дворец молодёжи», Арт-клуб «Перекрёсток».
- Киноклуб «Современник», существующий с 1969 года и показывающий некоммерческие и авторские кинокартины, а также проводящий встречи с их авторами.
- Мультимедийная усадьба "Этно-Кузня"[180]Рыбинский театр кукол
- Картинные галереи.

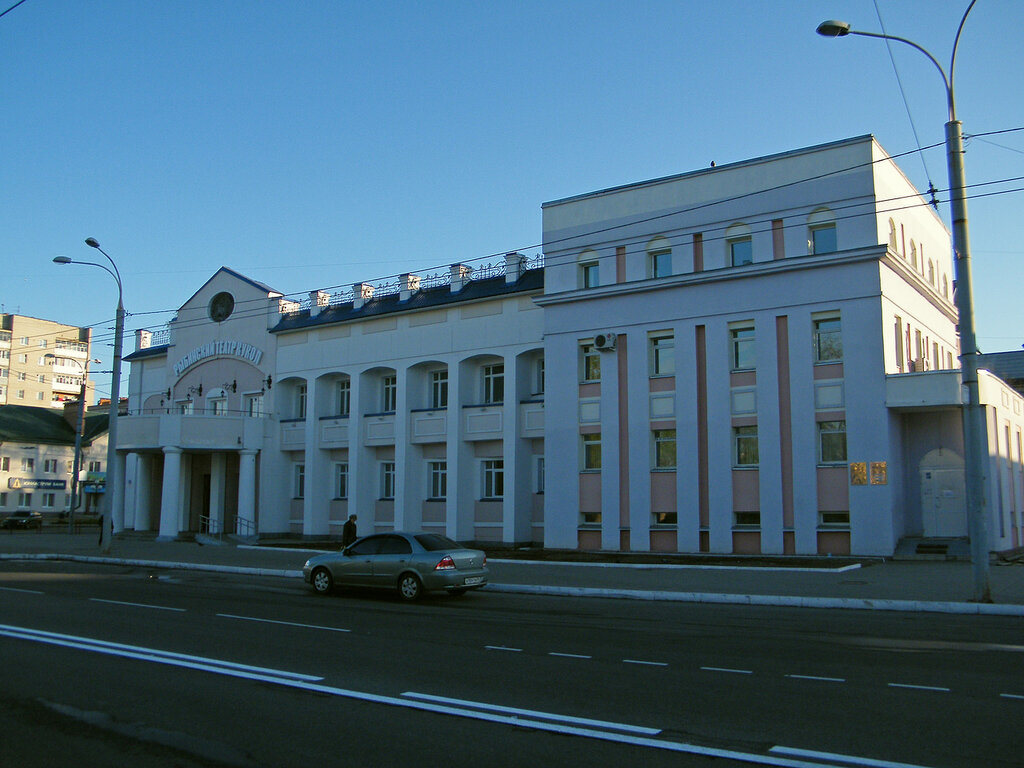
Рыбинский театр кукол

- Художественная галерея им. Л. И. Ошанина[181].
- Фотогалерея НПО «Криста».
- Центр народных промыслов.

Кинотеатры:
- Кинотеатр «Космос».
- Кинотеатр «Cinema V» в ТРЦ «VIKONDA», включающий 5 залов (624 места) и самый большой экран в Ярославской области[182].

### Музеи

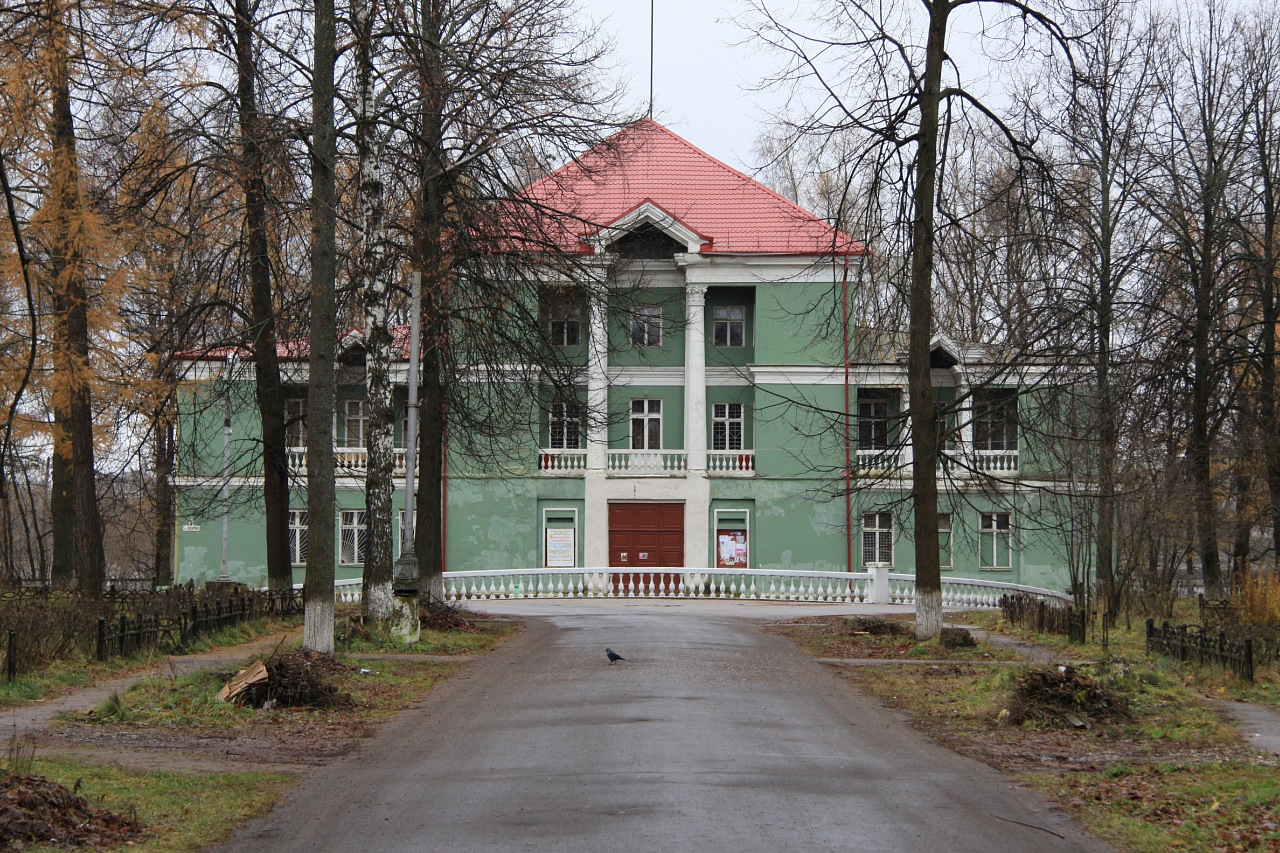
Музей «Советская эпоха»

- Музей «Советская эпоха»Рыбинский государственный историко-архитектурный и художественный музей-заповедник. Музейный фонд — более 120 тыс. предметов, в том числе коллекции дворянских усадеб, экспонаты из государственного музейного фонда.
- Мемориальный Дом-музей академика А.А. Ухтомского.
- Музей Мологского края.
- «Затопленные святыни Мологского края»[183].
- Частный музей «Нобели и нобелевское движение», посвящённый Нобелям.
- «Рыбинск-кино-Голливуд» — частный музей, посвящённый братьям Шенкам (Шейнкерам) — основателям Голливуда и киностудий, уроженцам Рыбинска.
- Экспозиционный комплекс «Советская Эпоха» в филиале ДК «Волжский»[184], включающий 10 экспозиционных залов.
- «Рыбинский музей адмирала Ф. Ф. Ушакова» — частный музей, посвящённый прославленному русскому флотоводцу (в состав входит «Морской музей» и Арт-галерея).
- Рыбинский морской музей.
- Музей-мастерская фортепиано А. В. Ставицкого[185], где представлено более 20 старинных музыкальных инструментов.

### Основные культурные события и мероприятия
- государственные праздники и дни воинской славы: Новый год; Рождество Христово; День полного освобождения Ленинграда от фашистской блокады; День защитника Отечества; Международный женский день; День Победы; День России; День Государственного Флага; День народного единства;
- межмуниципальный фестиваль «Ярославия ФЕСТивальная» в рамках «Деминского лыжного марафона»;
- городской праздник по народному календарю «Масленица»;
- концерты классической музыки: Международный фестиваль Юрия Башмета; Международный музыкальный «Коган-фестиваль»;
- межрегиональный конкурс вокального, хореографического и инструментального исполнительства «Музыкальная весна»;
- федеральный арт-проект «РиоРита — Радость Победы»;
- авиационный фестиваль «Рыбинское небо»;
- памятные мероприятия: День памяти о россиянах, исполнявших служебный долг за пределами Отечества; День участников ликвидации последствий радиационных аварий и катастроф и памяти жертв этих аварий и катастроф; День памяти и скорби;
- единый хоровой концерт в День славянской письменности;
- цикл концертов под открытым небом «Джаз в Карякинском саду»
- праздник «День города»;
- "Карнавал старинной вывески" [186]
- всероссийский фестиваль культуры и искусства имени святого праведного Феодора Ушакова;
- исторические реконструкции: «Бурлаки вдоль Волги»; «Ретро-поезд»; «Рыбинский купец»;
- праздник «НаШествие Дедов морозов в Рыбинске»;
- международный хоровой фестиваль имени В. Г. Соколова[150].
- Камерный фестиваль мировой музыки и искусства «Усадебник»[187]

### Парки и скверы
В городе насчитываются 13 парков, 2 сквера, 1 городской сад и 1 детский парк: Волжский парк, Аллея Славы, Петровский парк, Димитровский парк, парк им. Фейгина, парк на проспекте генерала Батова, лесопарк на ул. Боткина, парк им. Кустова, Молодёжный парк в микрорайоне Волжский, парк возле ПАО «ОДК-Сатурн», парк на пр. Ленина, парк в микрорайоне Мариевка, парк на пр. Серова, Городской сквер — парк аттракционов, Лозовский сквер, Карякинский сад и Детский парк в посёлке Переборы.

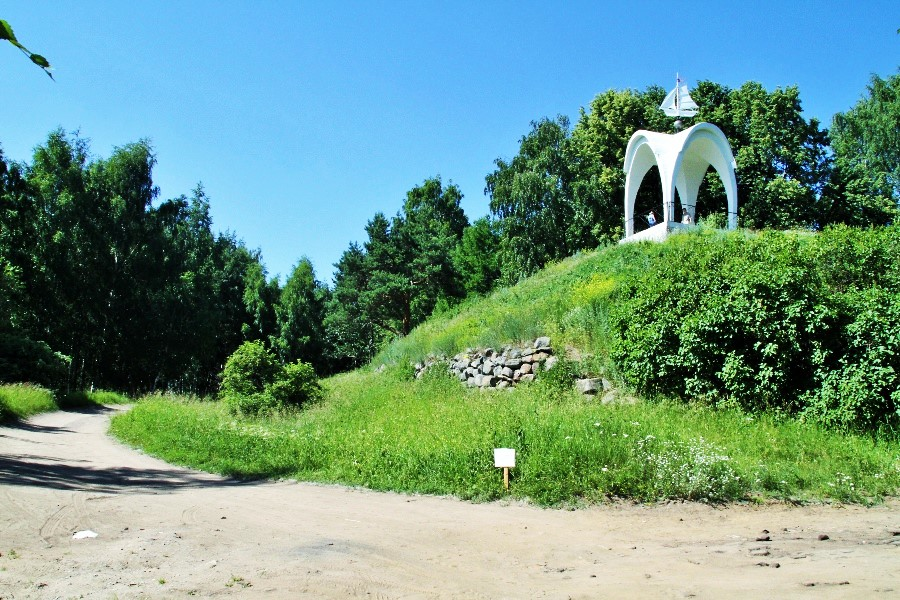
Летняя беседка в Петровском парке на левом берегу Волги

Волжский парк — находится на правом берегу реки Волги в центральной части города, откуда открываются виды на Волгу и Рыбинский мост. Аллея Славы — это воинский мемориальный комплекс с вечным огнём, посвящённый Великой Отечественной войне, и городской парк. Находится рядом с Волжским парком. Петровский парк — историческое место для отдыха на левом берегу Волги напротив центральной части города. Димитровский парк, расположенный около площади им. Дерунова и рыбинского авиационного колледжа, был заложен после окончания Великой Отечественной войны. В 2010 г. была проведена его реконструкция. Парк им. Фейгина — находится в Зачеремушном микрорайоне, после реконструкции открыт в 2012-м году ко Дню города.
Карякинский сад назван в честь своего создателя — купца Василия Александровича Карякина. Он появился по инициативе и на средства Карякина в 1901 году.
В 2020 году был благоустроен новый парк в микрорайоне Мариевка на улице Волочаевская, в рамках нацпроекта «Жильё и городская среда» и губернаторскому проекту «Решаем вместе».

### Здравоохранение
В 2019 году в городе работали 572 врача. Мощность лечебных учреждений составляет 1657 коек, в том числе 317 коек дневного стационара. Мощность поликлиник составляет 4751 посещение в смену.

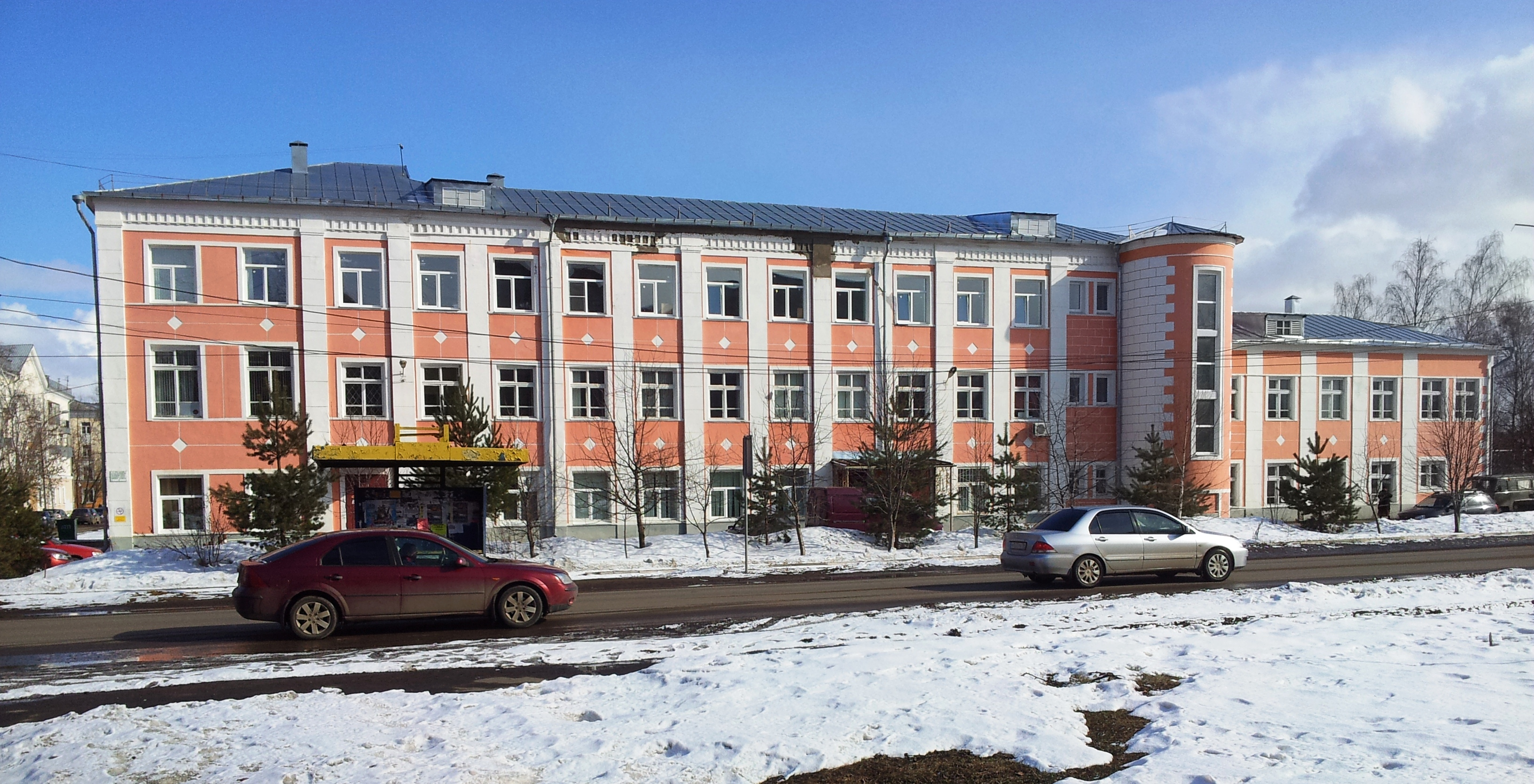
Поликлиника № 1

Структура учреждений здравоохранения, функционирующих на территории Рыбинска:
- 4 многопрофильные больницы оказывающие все необходимые виды медицинской помощи, в состав которых входят 7 поликлиник, травмопункт и перинатальный центр.
- Городская поликлиника № 3 им. Семашко.
- Городская детская больница (стационар, консультационно-диагностический центр и 6 поликлинических отделений; ведётся проектирование новой детской поликлиники).
- Городская стоматологическая поликлиника.
- Рыбинская центральная районная поликлиника.
- Станция скорой медицинской помощи.
- Станция переливания крови.
- Железнодорожная поликлиника и больница.
- Городские подразделения Областной клинической противотуберкулёзной больницы, Областной клинической наркологической больницы, Областного кожно-венерологического диспансера, Областной психиатрической больницы, Областного врачебно-физкультурного диспансера.

Активно развивается частная медицина.

## Преступность
|                                       | 2015 | 2016 | 2018 | 2019 |
| ------------------------------------- | ---- | ---- | ---- | ---- |
| Число зарегистрированных преступлений | 2944 | 2544 | 2485 | 2664 |

Исправительные учреждения: Колония строгого режима ИК-2 УФСИН России по Ярославской области (Целинная ул, д. 50), Колония строгого режима ИК-12 УФСИН России по Ярославской области (Рокоссовского ул., д.100), ФКУ СИЗО-2 УФСИН России по Ярославской области (Шоссейный пер., д.5).
Есть также тюремная психиатрическая больница — ФКЛПУ СПБ УФСИН России по Ярославской области (ул. Целинная, д.22).

## Средства массовой информации
На всей территории города обеспечивается приём первого и второго мультиплексов цифрового эфирного телевидения России, а также одного аналогового канала «Солнце».
Кабельные операторы — компании «Фарс» и «Атекс» предоставляют порядка 160 цифровых телеканалов. Эти компании также предлагают высокоскоростное подключение к интернету и интернет-услуги. Другие интернет-провайдеры, предоставляющие просмотр цифровых телеканалов и работающие в Рыбинске: Ростелеком, Билайн, ТТК.
Доступны радиостанции: «Радио Искатель», «Love Radio», «Радио Комсомольская Правда», «Радио МИР», «Европа Плюс», «Радио Дача», «Радио России» / «ГТРК Ярославия», «Маруся FM», «Ретро FM»,"Вести FM", «Дорожное радио», «Авторадио», «Русское радио», «Радио ENERGY», «Радио Маяк».
В городе работает местное телевидение — телекомпания «Рыбинск 40». Передачи телекомпании выходят на телеканале «Рыбинск 40» (Сетевые Партнёры — Телеканал Известия (IZ.RU), а также в эфире радио «Комсомольская правда».
Городские печатные средства массовой информации: газета «Рыбинские известия» (учреждена в 1917 году), газета «Рыбинская неделя», еженедельники «Всё для Вас», «Весь Рыбинск в профиль и анфас». Все издания имеют интернет-версии.
Интернет-ресурсы — РЫБИНСKonline, «Рыбинский дневник», «Рыбинск Сити», «Черёмуха», «Однажды в Рыбинске»,"RBK-KBSTV" и другие.

## Связь

### Стационарная связь
В Рыбинске — 6-значные телефонные номера. Код города — 4855.
Основным оператором стационарной телефонной связи является Рыбинский филиал ПАО «Ростелеком». Также услуги местной телефонной связи населению города Рыбинска и Рыбинского района предоставляют компании «РТС» и ООО «Речсвязьсервис».

### Мобильная связь
В Рыбинске действуют сети сотовой связи следующих мобильных операторов:
- Билайн (ПАО «Вымпел-Коммуникации»)
- МТС
- МегаФон
- Ростелеком
- Tele2
- Yota (виртуальный оператор, сеть Мегафон)

### Интернет-провайдеры
- Билайн (ПАО «Вымпел-Коммуникации»)
- T2 (Ростелеком)
- Ростелеком
- ТТК
- МТС
- ДОМ.ру
- МегаФон
- «iDom»
- АТЭКС
- АТЕЛ Рыбинск
- Анлим Телеком
- Flynet Телеком
- Альфанет телеком
- Наука-связь[199]

## Церковные памятники архитектуры

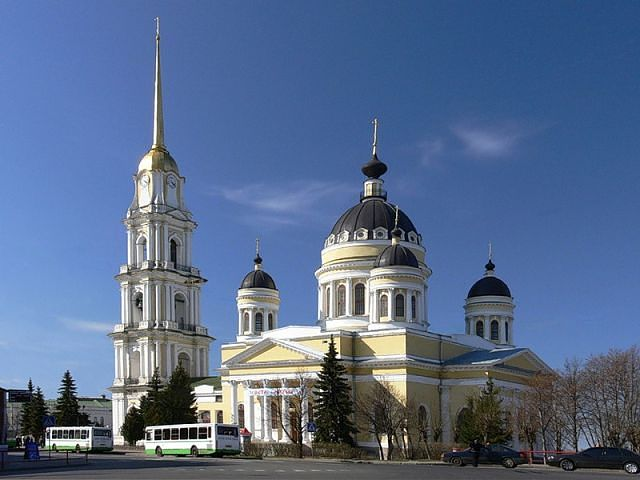
Спасо-Преображенский собор

Основная религия — Православие (христианство). Действующие православные приходы Рыбинска относятся к Рыбинской епархии.
Православные храмы:
- Рыбинский Спасо-Преображенский кафедральный собор. Памятник архитектуры.
- Старейший храм города — церковь во имя Казанской иконы Божией Матери был возведён в 1697 году. В нём сохранились старинные фрески. Расположен на стрелке Волги и Черёмухи.
- Храмы Вознесения Господня и Георгия Победоносца при Георгиевском кладбище
- Храм Иверской иконы Божией Матери.

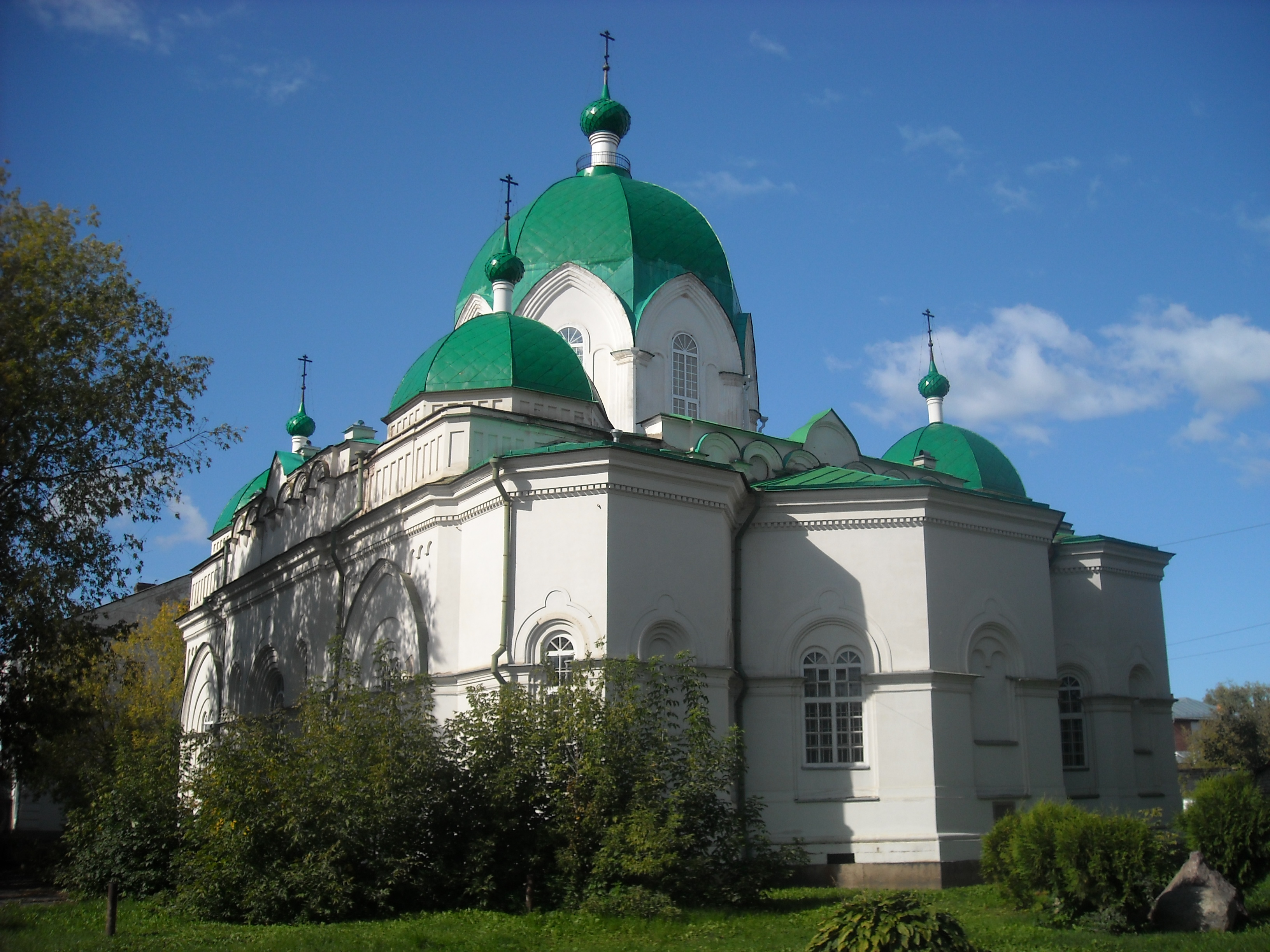
Церковь в честь Сретения Господня

- Церковь в честь Сретения Господня.
- Храм в честь святителя Николая Чудотворца.
- Церковь во имя святителя Тихона Задонского.
- Храм Святой Троицы.
- Храм во имя Казанской иконы Божией МатериХрам Вознесения Господня.

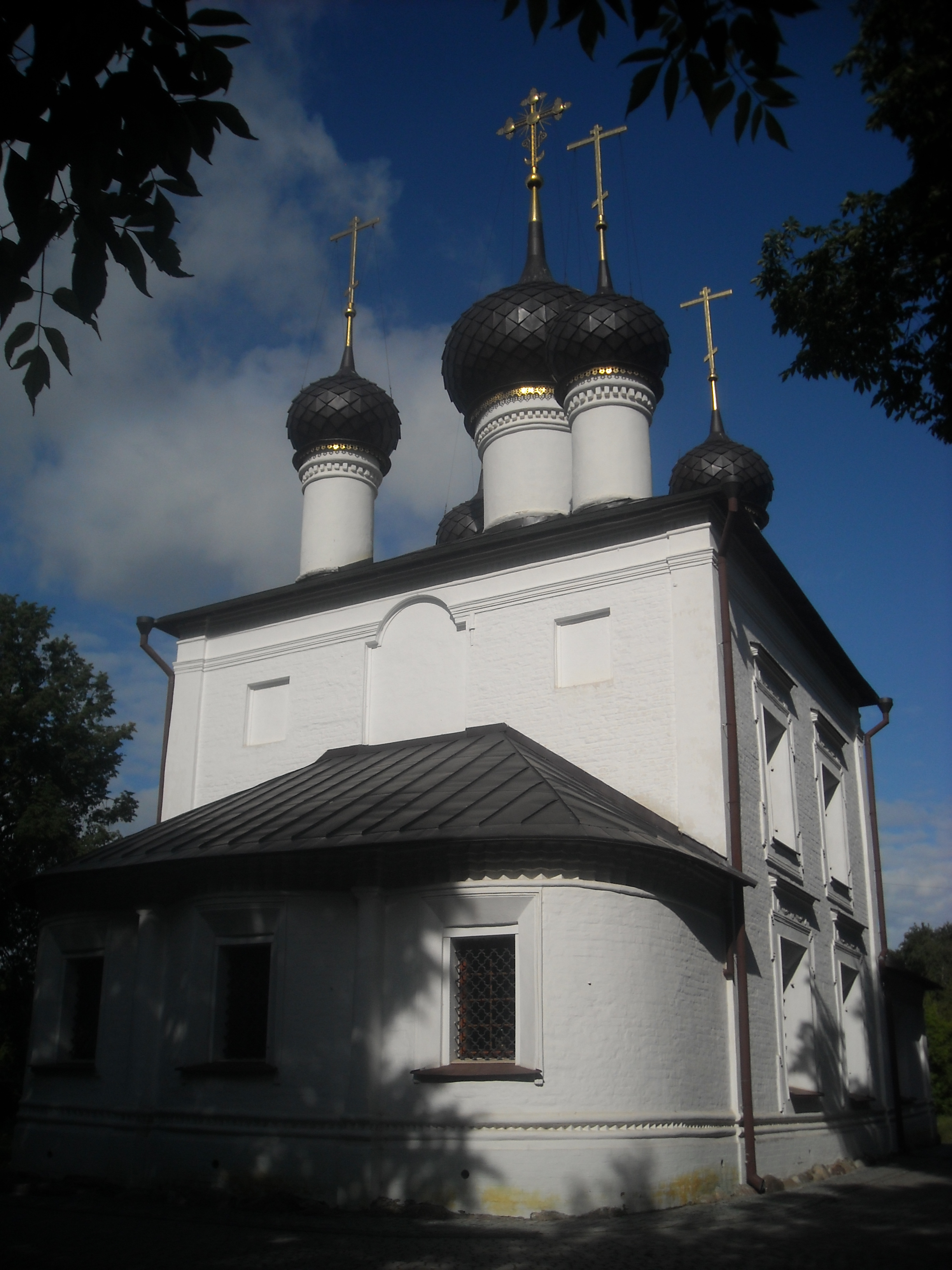
Храм во имя Казанской иконы Божией Матери

- Храм Успения Пресвятой Богородицы (посёлок Балобаново).
- Храм Покрова Пресвятой Богородицы.
- Храм Всемилостивого Спаса.
- Церковь Всех Святых на Всехсвятском (Новогеоргиевском) кладбище
- Храм во имя святого князя Александра Невского.
- Храм Введение во Храм Пресвятой Богородицы.
- Храм Благовещения Пресвятой Богородицы.
- Храм пророка Божия Илии.
- Храм Толгской иконы Божией Матери (бывшая старообрядческая).
- Церковь святой Ксении Петербургской (Николая Чудотворца) в посёлке Волжский
- Архиерейское подворье храма Богоявления Господня.
- Софийский женский монастырь.
- Домовая церковь Николая Чудотворца и Ираиды мученицы при бывшем воспитательном детском приюте имени Баскаковой и Тюменева (не действует)
- Церковь иконы Божией Матери «Всех скорбящих Радость» при Городской общественной богадельне (не действует)
- Домовая церковь Татианы Римской при бывшей мужской гимназии (не действует)
- Домовая церковь Симеона Сербского при бывшем 182-м пехотном Гроховском полку (не действует)
- Старообрядческая моленная Троицы Живоначальной (не действует)
- Домовая церковь Меркурия Смоленского при бывшем Техническом училище имени М. Е. Комарова (не действует)

Часовни
- Часовня Всех Святых на Южном кладбище
- Часовня святого Фёдора Ушакова
- Часовня подворья Югского Дорофеева пустыни
- Часовня Николая Чудотворца на Волжской набережной
- Часовня Василия Великого
- Часовня Александра Невского при бывшей Биржевой больнице судорабочих (не действует)
- Часовня Сергия Радонежского подворье Леушинского монастыря (не действует)
- Часовня Тихвинской иконы Божией Матери подворья Мологского Афанасьевского монастыря (не действует, работает музей Мологи)

В конце XIX и начале XX века в Рыбинске существовала значительная польская община. На её средства был выстроен в неоготическом стиле католический Костёл Святейшего Сердца Иисуса. Сейчас в этом памятнике архитектуры размещается студенческий клуб «Прометей». Католики своего храма не имеют.
В Рыбинске существует еврейская община «Лехаим», придерживающаяся ортодоксального иудаизма и входящая в ФЕОР. Евреи селились в Рыбинске с начала XIX века (в том числе отставные солдаты-кантонисты). Старейшая синагога XIX века в Зачерёмушном районе не сохранилась. Центральная синагога 1916 года постройки — двухэтажное здание из красного кирпича — действовала до 1929 года, затем в здании размещались клуб и спортивная школа. В 2014 году здание синагоги возвращено верующим.
С 2018 года в Рыбинске действует местная религиозная организация мусульман (молельная комната).
Существуют также общины старообрядцев, буддистов, кришнаитов, евангелистов (с собственным храмом), лютеран, баптистов, пятидесятников и др.

### Утраченные храмы
- Церковь Воскресения Христова в Васильевском на Шексне.
- Церковь Петра и Павла в Петровском.
- Церковь «Всех Скорбящих Радость» иконы Божией Матери при больнице?
- Церковь Покрова Пресвятой Богородицы
- Церковь Введения во храм Пресвятой Богородицы при церкви Казанской иконы Божией Матери на стрелке реки Черёмуха и Волга
- Собор Николая Чудотворца
- Домовая церковь Воскресения Христова и Покрова Пресвятой Богородицы при бывшем приюте Покровско-Воскресенского Общества
- Церковь Спаса Нерукотворного Образа
- Церковь Введения во храм Пресвятой Богородицы и Феодора и чад его Давида и Константина
- Церковь Александра Невского при тюрьме
- Церковь Благовещения Пресвятой Богородицы в Иванове

## Достопримечательности

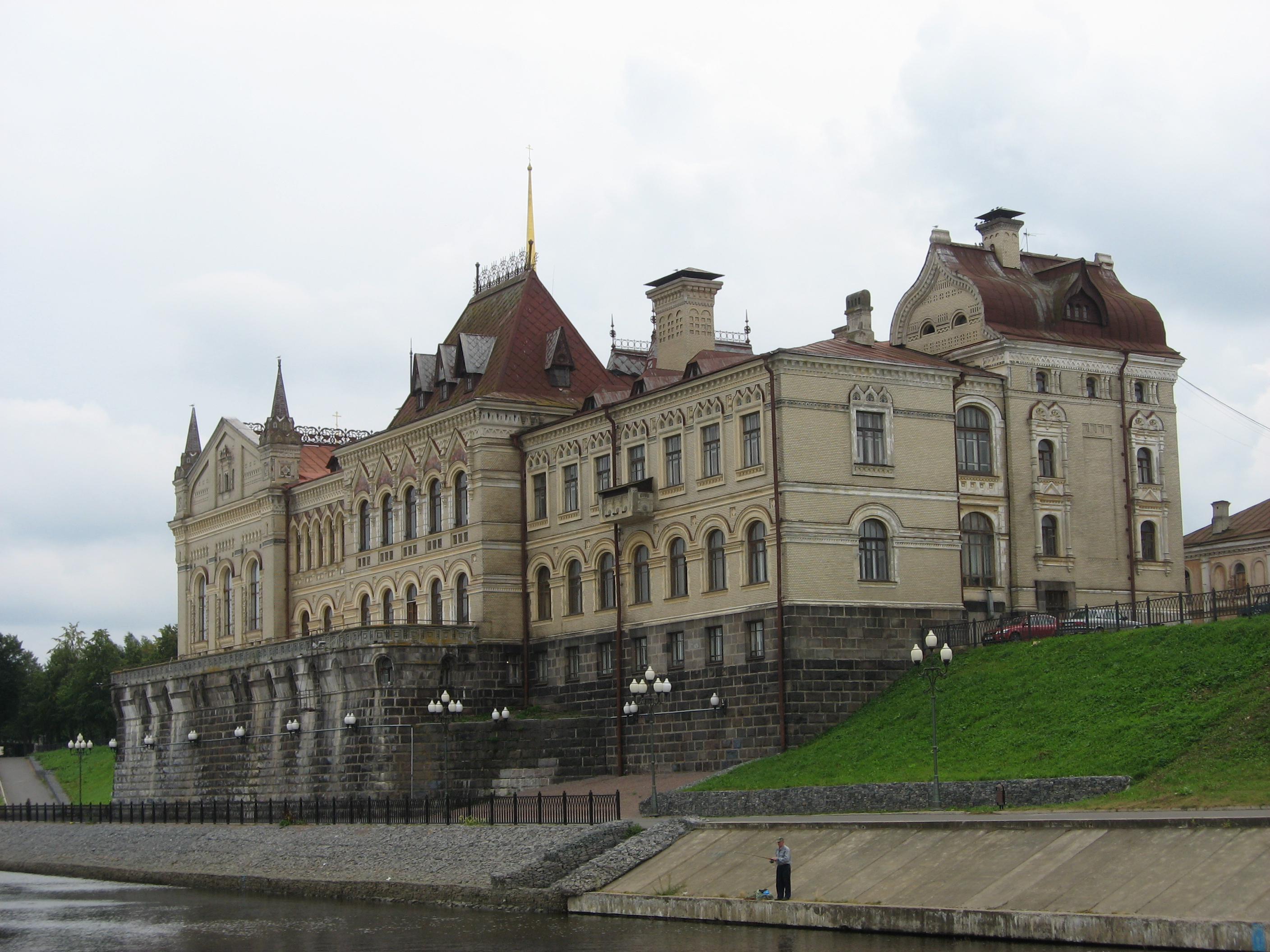
Биржа: вид со стороны набережной Волги

В городе сохранились памятники архитектуры конца XVIII — начала XX века.
Исторический центр города застроен в основном в XIX — начале XX века, но многие здания перестроены. Украшением города служат два здания хлебной биржи, построенные на крутом волжском берегу. Старая биржа выстроена в строгом классическом стиле. Новая построена в 1912 году по проекту А. В. Иванова в русском стиле, покрыта снаружи изразцовой плиткой и стоит на монументальном каменном цоколе во всю высоту волжского берега. В настоящее время в ней находится историко-архитектурный музей-заповедник с богатой коллекцией картин. Здание биржи вместе с собором, выстроенным в традициях русского классицизма, и мостом, перекинутым через Волгу, составляют единый ансамбль, являющийся «визитной карточкой города».
Рыбинский музей хранит собрание экспонатов из коллекций рода графов Мусиных-Пушкиных, точнее из двух усадеб Мусиных-Пушкиных — Иловна и Борисоглеб. Граф Алексей Иванович Мусин-Пушкин, открывший «Слово о Полку Игореве», собирал также редкие и древние рукописи и книги. Большая часть собрания погибла в пожарах, однако некоторые манускрипты из коллекции графа Мусина-Пушкина «Собрание российских древностей» можно найти и сегодня в библиотеках Ярославской области. Огромная часть древних и ценных вещей семьи Мусиных-Пушкиных была утеряна во время революции.

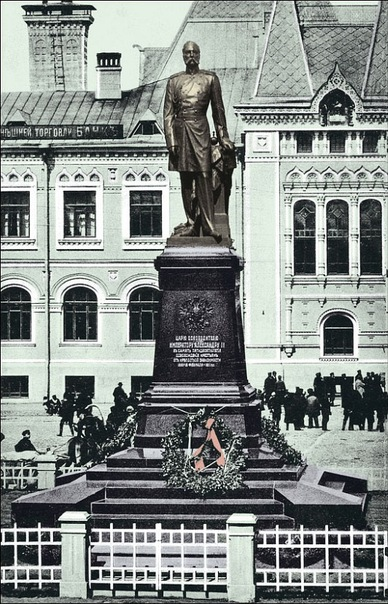
Памятник Александру II

На левом берегу Волги, напротив исторического центра города, расположено бывшее имение Петровское, которое до революции было вотчиной Михалковых, известных по детскому поэту и автору гимна СССР и России Сергею Михалкову и режиссёру Никите Михалкову. На территории сохранился парк и ветхая деревянная усадьба.

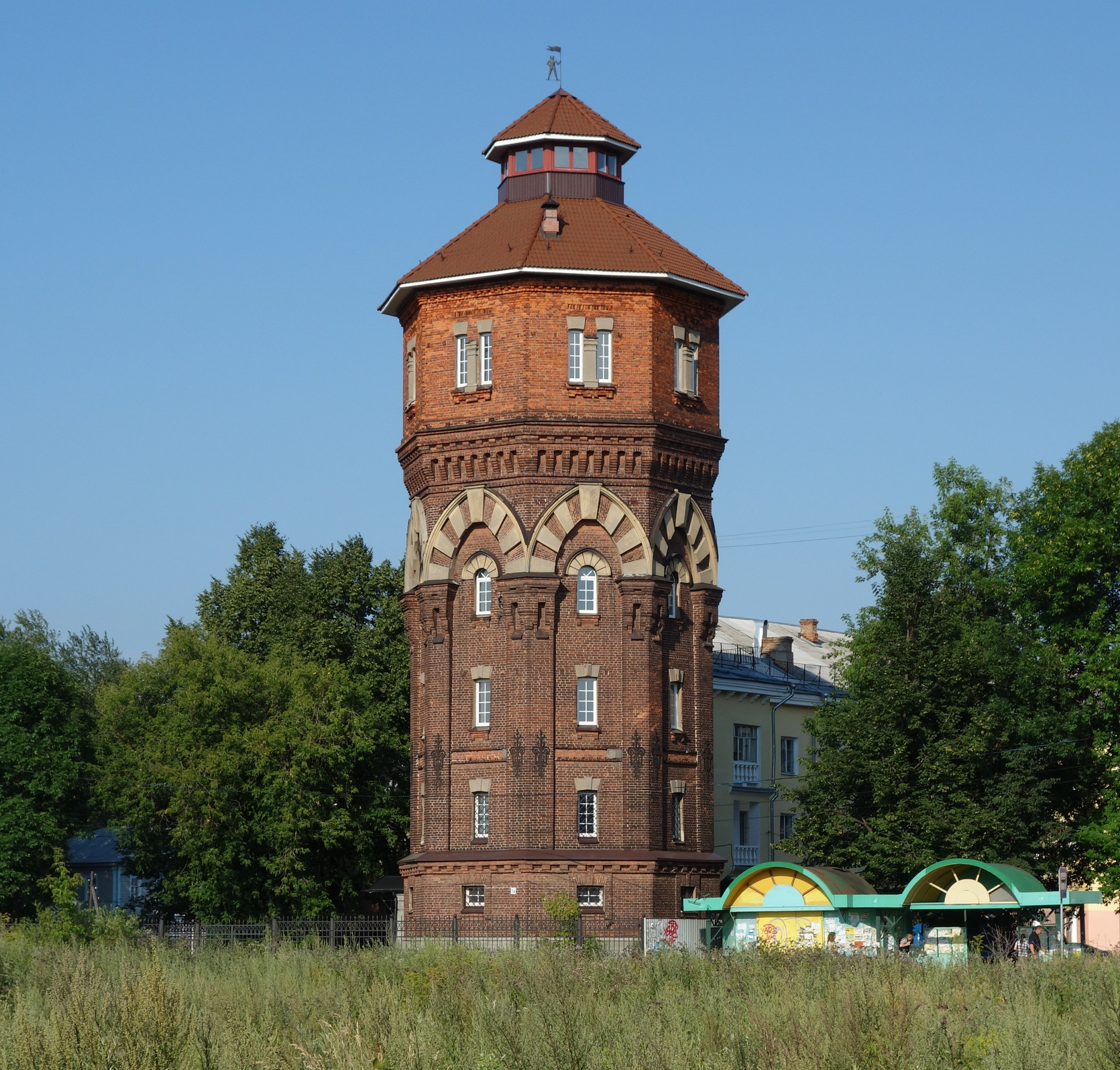
Водонапорная башня 1890 г.

На Красной площади в 1914 году был установлен памятник императору Александру II (последняя монументальная работа А. М. Опекушина). Величественный монумент был построен на пожертвования горожан и жителей Рыбинского уезда, в ознаменование 50-летия со дня освобождения крестьян от крепостной зависимости и стал первым памятником в Рыбинске и последним в Российской империи памятником, установленным царю — освободителю. Скульптура была уничтожена в 1918 г. На её месте, на пьедестале памятника Александру II был установлен памятник В. И. Ленину, имеющий ряд особенностей, благодаря которым является уникальным. Вождь пролетариата изображён в зимней одежде и в шапке-ушанке, а его правая рука заложена под ворот пальто.
Альберт Чаркин в 2009 году приступил к работе по воссозданию скульптуры Александра II, которую планировалось завершить к 2011 году (к 150-летию отмены крепостного права). Протесты коммунистов, не желающих переноса памятника Ленину, привели к отмене этого плана. В настоящее время обсуждаются вопросы о переносе памятника Ленину и восстановлении на его месте памятника Александру II, но общественное мнение не выражает по этому поводу особого энтузиазма.
Открытый летом 1953 года монумент «Волга» («Мать-Волга») находится на дамбе водосбросной плотины Рыбинской ГЭС, в 400 метрах от шлюзов со стороны Рыбинского водохранилища. Один из самых крупных памятников Рыбинска в 2016 году по итогам интернет-голосования был признан символом города.
В 2013 году в городе было открыто два новых памятника: Людвигу Нобелю и Павлу Фёдоровичу Дерунову; 2 августа 2016 года открыт памятник Василию Маргелову. В конце 2019 года были открыты памятники погибшим в ходе боя у высоты 776 во время контртеррористической операции на Северном Кавказе Станиславу Грудинскому и Роману Судакову рядом со школами, в которых они учились.

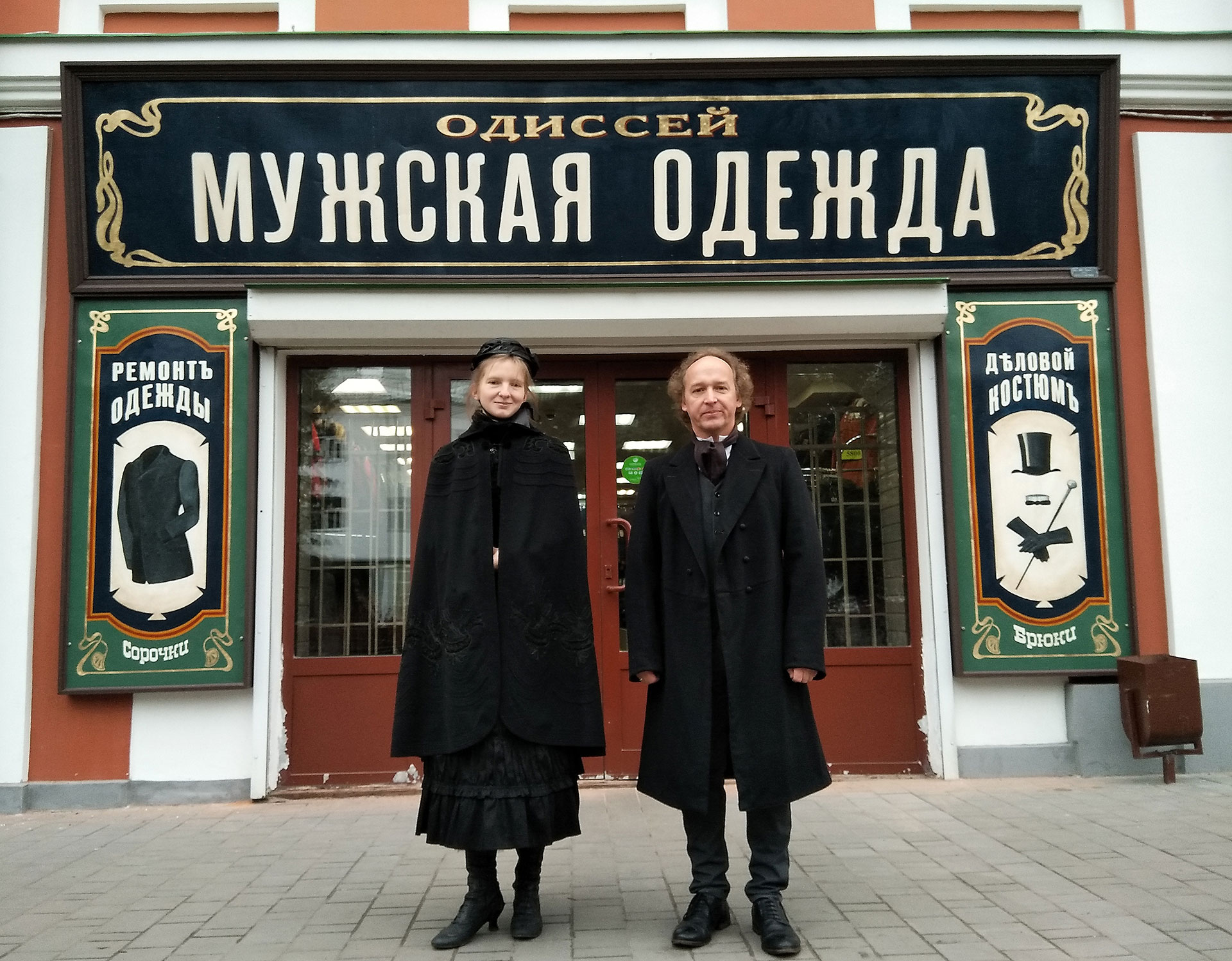
Автор проекта рыбинских вывесок Митя Кузнецов и художник Нина Матвеева

В 2017 году в Рыбинске стартовал культурный проект «Музей живой старинной вывески», инициированный Митей Кузнецовым, фолк-музыкантом и общественным деятелем. В рамках проекта магазины и заведения в историческом центре получили вывески, выполненные в дореволюционной стилистике с использованием старой орфографии, аутентичных шрифтов и материалов, что придало улицам облик конца XIX — начала XX века. К 2023 году было создано более 300 таких вывесок, и они стали узнаваемой частью городского облика, получив широкий отклик в российских СМИ и туристических путеводителях.
|                                            |  |                                       |  |                  |
| Неоготический польский католический костёл |  | Биржа: вид со стороны Красной площади |  | Пожарная каланча |

## В массовой культуре
- Рыбинск упоминается в серии комиксов о Хеллбое, в частности, в выпуске «Hellboy and the B.P.R.D.: Long Night at Goloski Station (2019)».
- В 1937 году в Рыбинске проходили съёмки фильма «Великий гражданин» Фридриха Эрмлера.
- В 1971 году в Рыбинске снималась знаменитая комедия Гайдая «12 стульев».
- Среди фильмов, снимавшихся в Рыбинске: Поезд в завтрашний день (1969), «Бесконечность» Марлена Хуциева (1987), «Случайный вальс» Светланы Проскуриной (1988), «Присутствие» и «Нога» (1991), «Бумер. Фильм второй» (2006) и многие другие фильмы и сериалы[217]
- Сериал «Подслушано в Рыбинске» (2025)

## Города-побратимы
В 1989 году были подписаны протоколы о побратимских отношениях с городами Кингспорт, Джонсон-Сити и Бристол из штата Теннесси, США. 7 апреля 2018 года был подписан протокол о побратимских отношениях с городом Херцег-Нови (Черногория). 4 августа 2018 года был заключён договор о сотрудничестве между главой Рыбинска Денисом Добряковым и мэром города Карнобат (Болгария) Георги Ивановым Димитровым. 4 июня 2021 года глава города Рыбинска Денис Добряков и глава городского округа Чунцзо в Гуанси-Чжуанском автономном районе КНР Хэ Лянцзюнь подписали договор о сотрудничестве между муниципальными образованиями.

## Известные люди

Памятник поэту Льву Ошанину на набережной Волги

- Категория:Персоналии:Рыбинск
- Категория:Родившиеся в Рыбинске
- Почётные граждане Рыбинска[225]
- Общественные деятели
- Главы Рыбинска

## Творческие коллективы Рыбинска
В разделе «Творческие коллективы в Рыбинске» представлены танцевальные ансамбли, музыкальные студии, вокальные группы, хоры, шоу-балеты и другие художественные коллективы города:
- Творческое объединение «Соколята»

Творческое объединение детских и юношеских хоров «Соколята»

- Балет «PLATINUM» Елены и Дарьи Ермиловых
- Хор ветеранов «Россияне»
- Группа «Чё те надо?» была создана в мае 1996 года в городе Рыбинске (первый состав группы «Балаган Лимитед»)
- Группа «Разнотравие»
- Группа «Сиблинги»
- Группа «Bog~morok»
- Группа «Такой Макар»
- Творческое объединение детских и юношеских хоров «Соколята»
- «Седьмая вода» — русская фолк-группа
- Балет-школа современной хореографии Kalashnikov-Ballet
- Шоу-балет «Платинум»
- Танцевальный коллектив «FREE STEP»
- Хореографический ансамбль «Радостное детство»
- Танцевально-спортивный клуб «ОНиОНА» (спортивно-бальные танцы)
- Хореографический коллектив «Лето»Санаторий имени Воровского (вид на административный корпус)

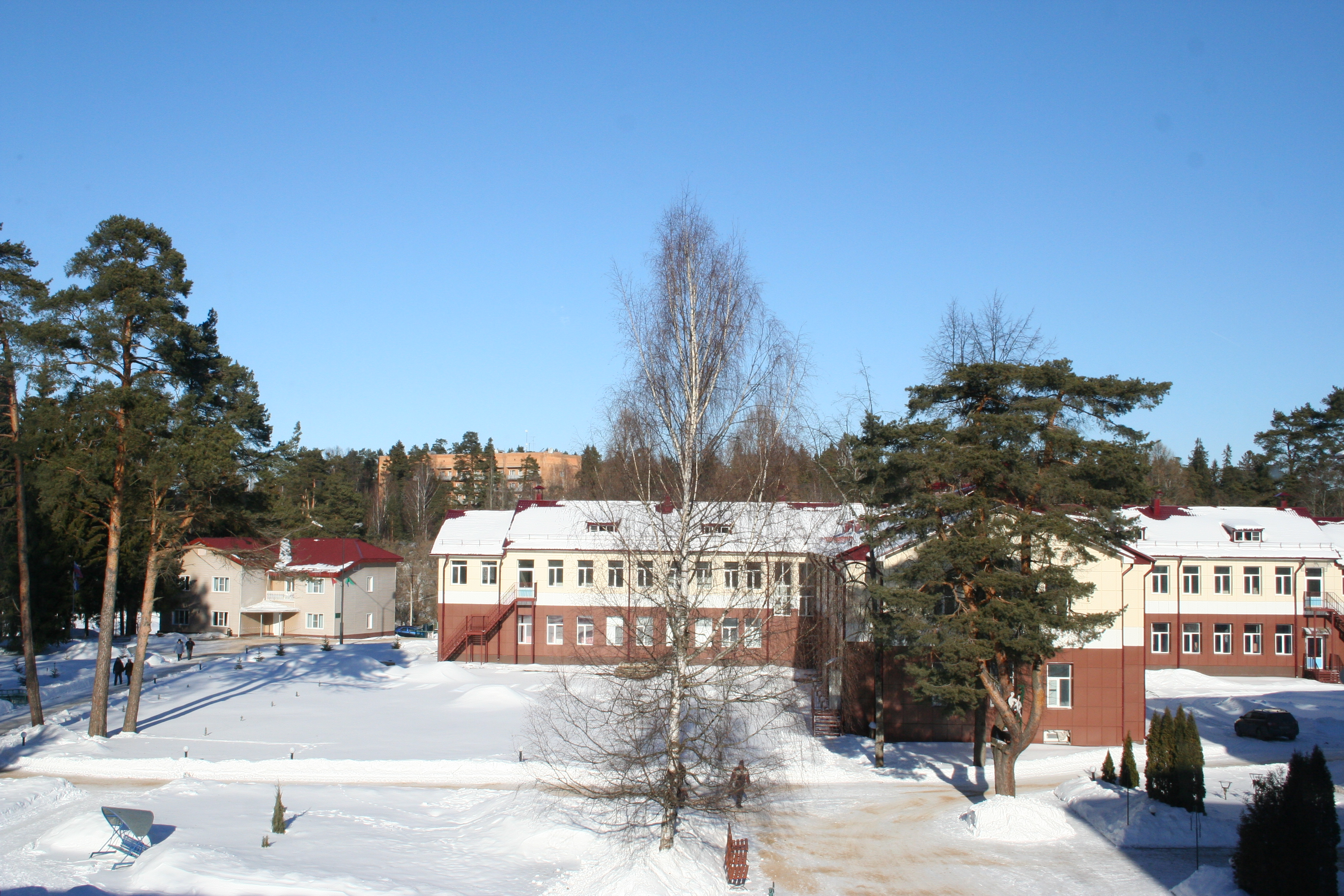
Санаторий имени Воровского (вид на административный корпус)

- Детский образцовый музыкальный театр «Школа современного искусства»
- Эстрадно-джазовый ансамбль «VOICE»
- Школа танца «Инсайт» Елены Савиной
- Ансамбль-студия «Хорошее настроение»
- Хор «Алые паруса»
- Ансамбль русской песни «Усенюшка»
- Спортивно-хореографическая студия «Ритм Дэнс»
- Народный коллектив «Хор русской песни»
- Вокальный ансамбль «Солнечный остров»
- Оркестр русских народных инструментов имени П. И. Павлова

Коллективы Дворца культуры «Вымпел»:
Хореографические коллективы:
- Ансамбль современной хореографии «Non — Stop»Рыбинск. Катер специального назначения производства АО «Судостроительный завод „Вымпел“»

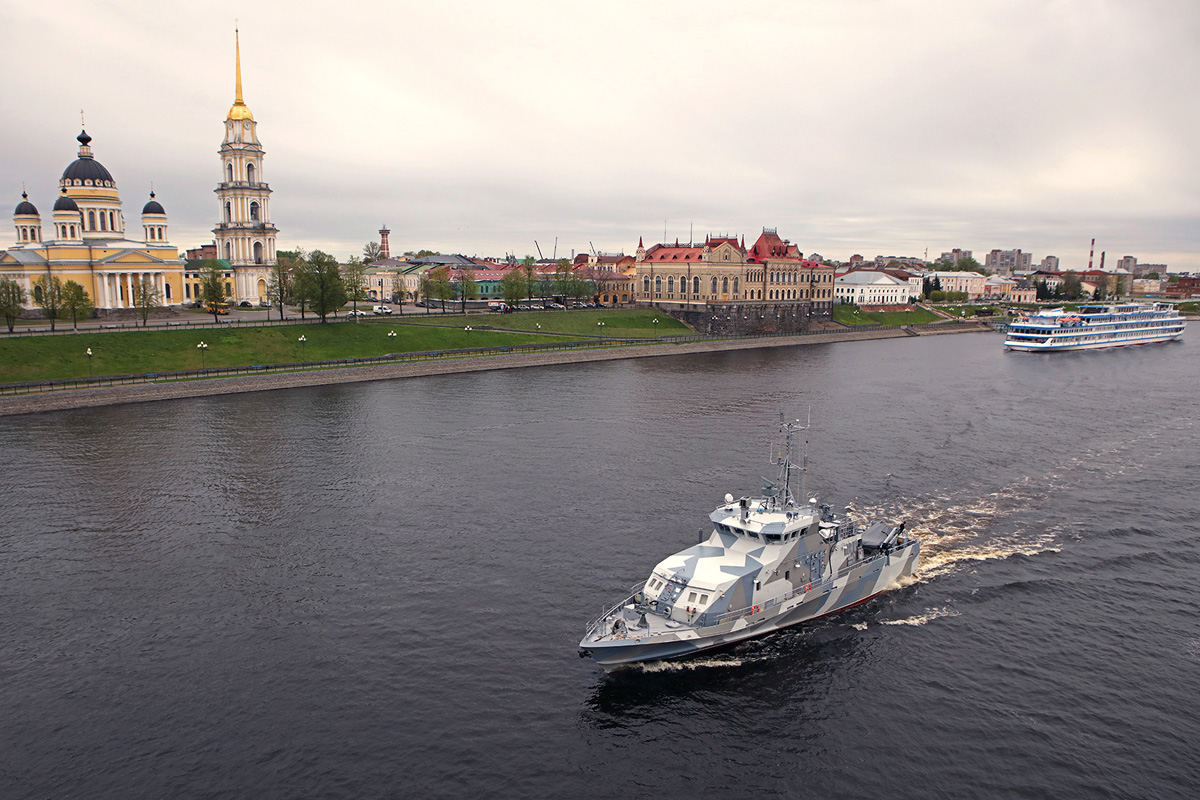
Рыбинск. Катер специального назначения производства АО «Судостроительный завод „Вымпел“»

- Детский хореографический коллектив «Щелкунчик»
- Хореографический ансамбль «Граффити»

Хоровые коллективы:
- Вокальная группа «Мозаика»
- Образцовый Народный коллектив — вокальная группа «Смайл»
- Студия эстрадного вокала

Изобразительное искусство:
- Изостудия «Цвет» и изостудия «Палитра»

Театральные коллективы:
- Театр «Аншлаг»